# 鉄拳の登場人物
鉄拳の登場人物（てっけんのとうじょうじんぶつ）では、鉄拳シリーズに登場するキャラクターについて列挙する。
| 『鉄拳3』                       | （以降、『3』）        |
| 『鉄拳タッグトーナメント』      | （以降、『TT』）       |
| 『鉄拳4』                       | （以降、『4』）        |
| 『鉄拳5』                       | （以降、『5』）        |
| 『鉄拳 DARK RESURRECTION』      | （以降、『DR』）       |
| 『鉄拳6』                       | （以降、『6』）        |
| 『鉄拳 ブラッド・ベンジェンス』 | （以降、『BV』）       |
| 『鉄拳タッグトーナメント2』     | （以降、『TT2』）      |
| 『ストリートファイター X 鉄拳』 | （以降、『ストクロ』） |
| 『鉄拳7』                       | （以降、『7』）        |
| 『鉄拳8』                       | （以降、『8』）        |

## 概要
『鉄拳』には他の格闘ゲーム同様、独自の世界観とバックストーリーおよび人物構成を持ち、一貫して「三島一族」の確執と闘争を背景としている。三島一族の男たちが繰り広げる骨肉の争いを中心に、関係者・知り合い・友人・部下・弟子・そのまた知り合いや商売敵が争いに介入するという複雑な人物相関図を成している。
個々のキャラクターにまつわるエピソードはアーケード版で確認することはできず、それぞれのシリーズにおける家庭用版で言及されている。他作品からのゲストキャラクターについては、鉄拳シリーズでの特徴を記述する。
『鉄拳4』以降のナンバリング作品や『TT2』では多くの日本人以外のキャラクターには『鉄拳3』までに登場しているキャラクターも含めて海外の声優が起用されており日本語以外を喋るようになっている。

## 主要人物
この節では、歴代の主人公である風間仁と三島一八・そしてシリーズを通しての重要人物である三島平八について記述する。

### 風間 仁（かざま じん）［Jin Kazama］
- キャッチコピー：運命の稲妻
- 格闘スタイル：三島流喧嘩空手改・母から教わった風間流護身術・自己流（鉄拳3、鉄拳TT）、空手（鉄拳4以降）
- 国籍：日本
- 登場：鉄拳3以降全作、パチスロ鉄拳R、X、パチンコCR鉄拳、パチスロ鉄拳2nd、パチスロ鉄拳3rd、鉄拳 BLOOD VENGEANCE、Tekken: Bloodline
- 声：千葉一伸 / ダレン・ダニエルズ（鉄拳 BLOOD VENGEANCE（英語版））/ ブラッド・スウェイル（ストリートファイター X 鉄拳（英語版））

『鉄拳3』以降の鉄拳シリーズの主人公。『鉄拳7』では主人公ではないがメインストーリーである“The Mishima Saga”にも登場している。
年齢は初登場の『鉄拳3』で19歳。『鉄拳4』〜『鉄拳7』で21歳。血液型はAB型。身長180cm、体重75kg。『鉄拳8』からは身長183cm、体重87kg。
デビルの力を持つ三島一八と、デビルの力を浄化する力を持つ風間準の間に生まれた。一八と違いデビルと完全に融合していない。
The King of Iron Fist Tournament 2の後、屋久島の自然の中で母と共に育つ。格闘術は母から護身術程度にしか教わっていなかったため、闘神に襲われた際は母を守ることができなかった。これをきっかけに自分の祖父に当たる三島平八に師事、4年間の修行を積み、闘神を倒すべく『鉄拳3』に参加。大会決勝で現れた闘神を倒すが直後、平八の裏切りで銃撃される。死亡したかに思われたがデビル化して復活、彼らをなぎ倒して行方をくらます。
『鉄拳4』では自らに眠るデビルと三島の血、三島家の格闘スタイルも全て憎悪するようになり、忌まわしい過去と決別するために三島の技を捨て去りオーストラリアのブリスベンで正統派空手の修行を重ね、三島家の悪しき血を滅ぼすためThe King of Iron Fist Tournament 4に参加する。大会では一八との対戦に向かう途中で鉄拳衆の奇襲に遭い、捕獲されたため不戦敗。大会後、三島財閥の本丸で目を覚まし、その場にいた一八と闘う。一八を倒し、続く平八との闘いでは半ばデビル化して平八に止めを刺す寸前まで追い詰めるが、ふと母の幻影が見えたことで正気を取り戻し、本丸の天井を突き破って飛び去った。
しかし、その後またしても自我崩壊の危機に陥り暴走（これは同時刻に封印を解かれた曽祖父、三島仁八が放つ力にデビルの血が反応したため）。もう正気でいられる時間は長くないと悟り全ての元凶を絶つため、The King of Iron Fist Tournament 5に参加した。『鉄拳5』で大会の主催者でもある三島仁八を倒して優勝、三島財閥の頭首となる。
『鉄拳6』では三島財閥頭首として、世界に対し独立を宣戦を布告。鉄拳衆を使って各地で戦争を起こし、世界を混沌の渦に巻き込む。しかし三島財閥に対抗する勢力が現れ、その先鋒が一八率いるG社であるという情報を掴み、自らの首に懸賞金がかかるのを見計らったかのようにThe King of Iron Fist Tournament 6の開催を発表する。『鉄拳6』のストーリー「シナリオキャンペーン」では終始、冷淡に振る舞う。G社との戦争が激化する中、鉄拳衆の将校であったラース・アレクサンダーソンが約半数の兵を引き連れて離反。ある日、三島財閥の重要拠点とされている研究所がラース率いる反乱部隊に急襲される。そこにG社のジャック部隊が入り込んできて戦闘となり、ジャックの自爆攻撃によって現場は壊滅状態となる。その後ニーナ・ウィリアムズやエディ・ゴルドら鉄拳衆と共に、焼け焦げた研究所を訪れるが、当時研究所の警備に当たっていたのが「特務」と呼ばれる自身直属の部隊であったことが判り、反乱部隊の急襲を事前に知っていたのではないかとニーナらに疑われる。実はあらかじめ襲撃に備えて、仁の護衛として造らせた戦闘用アンドロイド、アリサ・ボスコノビッチを研究所内に置いていたが、G社の介入とラースの記憶喪失によってプランを変更。研究所からの脱出を果たしたラースとアリサの旅をしばらく監視することにしていた。ラース達2人は各地を巡る旅の中でG社や三島財閥の重要拠点を制圧し、ついに自身のもとまで辿り着く。戦闘の途中、アリサの本来の機能を起動させると、ラースと闘わせて三島財閥を後にする。その後、中東の古代遺跡にて再びラースと戦闘になり、今回の戦争の経緯を語る。戦争を起こした理由は、既に復活しつつあったアザゼルを倒して世界を滅亡から救うためであり、それには負のエネルギーを溜め精神体の状態のアザゼルを実体化させる必要があった。最終的にはアザゼルと共に消滅することを望むと打ち明けたところで、崩壊した遺跡の地下から金色に輝くアザゼルが出現。アザゼルに飛びかかると、共に深淵へと落ちてゆく。物語の最後、砂漠に埋もれていたところをレイヴン率いる諜報機関に見つかり回収される。
その後公には「失踪」したとされ、三島財閥頭首には平八が出戻る形で返り咲くこととなった。『鉄拳7』のストーリー“The Mishima Saga”では国連本部へとヘリコプターで護送される途中、デビル化して逃走。放浪の末に中東のとある街で国連軍の追跡部隊に捕縛されかけたところをラースに助けられ、彼とその後援者であるリー・チャオランの経営する「ヴァイオレット・システムズ」の一施設に昏睡状態のまま匿われる。その後ニーナ率いる鉄拳衆の急襲部隊の攻撃を受け、攫われかけるもラース、アリサ、リーらの尽力で阻止されてその後は別の施設へと移される。そして平八の死後、一八率いるG社の脅威がさらに広がりつつある中で意識を取り戻し、罪の償いのためにも一八をこの手で殺すことを誓う。
『鉄拳8』では、デビルの始祖であるアザゼルとの死闘を制した事でデビルの力を制御できるようになっていた。そして三島一八を倒して彼の支配を終わらせ、戦争を起こした自身の罪を償うため、一八を倒す作戦の実行（この作戦の為にラースと協力関係を結んでいる。）に向けて準備を進めている。
風間飛鳥とは従兄妹同士だが面識はない模様。『鉄拳6』以降、風間飛鳥の方は仁が親戚であると知っている。
『鉄拳3』と『鉄拳TT』では、「父である一八と母である準の技プラスα」というキャラクターだったが、『鉄拳4』より格闘スタイルが変更されてからは一八との差別化が図られた。これは、いわゆるコンパチキャラクターの排除が目的で行われたものである。この格闘スタイル変更により三島流喧嘩空手と風間流護身術の各固有技が大幅に削除され、オリジナルの新技に置き換えられた。
初登場の『鉄拳3』から『鉄拳5』までの仁のエンディングが続編につながっているため、『鉄拳3』以降は主人公として扱われている。
三島家に対する強い憎しみと復讐心ゆえに手段を選ばない冷酷な一面も垣間見せるが、『鉄拳4』ではファランの挑戦を受けても「理由がない」と言って戦おうとしないなど根は好戦的ではない（最終的に戦うことになった）。
『鉄拳 BLOOD VENGEANCE』ではキーパーソンである神谷真と旧知の間柄。デビル化した一八を自身もデビル化して倒す。京都城の霊力を自身のものとした平八には苦戦するが、アリサの協力もあり勝利し、シャオユウに対して「自分を倒しに来るのを待っている。」と告げて飛び去る。最後はThe King of Iron Fist Tournament 6を開催した。ゲームとは時系列が異なり19歳で、シャオユウとの年齢差も異なる。
漫画版でも三島財閥当主として登場しているが、ゲームと違って言葉遣いが乱暴であり、性格も違っている（ただし終盤にかなりの原作寄り修正が入った）。準の死亡（もしくは失踪）から頭首就任までが3年、就学中となっている。
実写映画版では主人公として登場する。映画版ではデビルの血・因子などは存在せず、育ちの環境や流派も違うためゲームとは完全に別物のキャラクターである。
『NAMCO x CAPCOM』、『PROJECT X ZONE』、『ストリートファイター X 鉄拳』、パチスロ鉄拳シリーズにも出演。パチスロ版では3人の主役のうちの一人として登場する。2ndで主役を一八に奪われる（仁はあくまでやられ役として登場）が、3rdで主役に返り咲いた。パチンコ版にも登場し、デビルの姿も披露している。
『鉄拳7』ではタイムリリースキャラクターとして登場。
『Tekken: Bloodline』でも主人公として登場。

### 三島 一八（みしま かずや）［Kazuya Mishima］
- キャッチコピー：冷血御曹司、冷血党首、冷血なる支配者
- 格闘スタイル：三島流喧嘩空手
- 国籍：無し（日本国籍は捨てた）
- 登場：鉄拳3以外の全作（鉄拳3では一部のムービーに登場するのみ）、パチンコCR鉄拳、パチスロ鉄拳R、X、パチスロ鉄拳2nd、パチスロ鉄拳3rd、鉄拳 BLOOD VENGEANCE、Tekken: Bloodline
- 声：中田譲治（〜鉄拳TT）→篠原まさのり（鉄拳4〜） / 山路和弘（OVA）、高山みなみ（OVA・少年時代） / カイル・エベール（鉄拳 BLOOD VENGEANCE〈英語版〉） / ジョーダン・バーン（ストリートファイター X 鉄拳〈英語版〉）

三島平八の息子にして風間仁の父。母は三島一美。ラース・アレクサンダーソンとは異母兄弟に当たる。鉄拳シリーズの初代主人公で、『鉄拳4』、『鉄拳7』では再び主人公の一人となる。
年齢は『鉄拳』では26歳、『鉄拳2』では28歳、『鉄拳3』（不参加）では47歳、『鉄拳4』と『鉄拳5』では年齢不明になっているが49歳である（家庭用版で判明）。血液型はAB型。身長181cm、体重76kg→85kg（鉄拳8）。
尊大かつ冷酷非情な性格で、己の野望を達成するなら、どんな卑劣な手を使ってでもやり遂げる（キャッチコピーに「冷血御曹司」や「冷血当主」と付くのもそのため）。趣味はスニーカー収集と父親への嫌がらせ。
幼少期より父から三島流喧嘩空手と帝王学を叩き込まれるが、5歳の頃に根性をつけるためと父平八によって崖から落とされる（『鉄拳5』のシャオユウのエンディングでは平八の故意ではなく事故となっている。しかもこれはタイムスリップしたシャオユウによるものである。だが『鉄拳7』では別の意味があったことが語られる）。胸の大きな傷はその時にできたもの。以来平八を憎み、財閥を譲り受けるのではなく奪い取るために平八の命を狙ってThe King of Iron Fist Tournament（『鉄拳』）に参加。決勝で平八を倒し、三島財閥頭首の座を手に入れる。
『鉄拳2』では北海道に独立国家を築こうと目論み、私設軍隊の兵士を集める目的でThe King of Iron Fist Tournament 2を開催。それまでに拉致や保護動物の密輸、DNA操作による軍用アニマル開発など悪の限りを尽くしていたことで、大会参加者の中には自身を狙う者も少なくなかったが、その中の1人、自然保護団体W.W.W.Cの密輸動物監視官である風間準という女性だけは他と違っていた。準は一八に宿る神秘的な存在に気付いており、敵であると同時に救済の手を差し伸べていたのである。互いに不思議な力を持つ者同士、2人の関係は深まってゆくが、修行の末に復活を遂げた平八に敗れて全てを失い、火山へと放り込まれる。デビル化することで一命を取り留めるも瀕死の重傷を負う（放り込まれた際、胸以外にも大小様々な傷を負い、また左目が赤くなる）。一方、準は既に子供を身篭っており、後に男児を出産。「仁」と名付けて故郷の屋久島で育てる。
『鉄拳3』には不参加。当時は「消息不明」とされていたが、実際は「G社」に身を寄せて自身の治療とデビルの研究に努める。
『鉄拳4』でついに復活を果たし、G社の研究施設に侵入してきた鉄拳衆を返り討ちにするが、別拠点の研究データが平八の手に渡ってしまう。The King of Iron Fist Tournament 4が開催されると、平八への復讐のために参加するも決勝で平八に敗れる。その後、デビルの力を奪おうと三島財閥の本丸で仁と闘うが、ここでも敗北。意識を取り戻したところでG社によるジャック-4部隊の襲撃を受ける。当初は平八と共闘するも一瞬の隙をついて平八を裏切り、本丸から脱出。平八を残したまま本丸は大爆発を起こし、翌日には平八の死亡が報じられる。
平八を葬ったことで三島財閥は終焉するかに思えたが、何者かが頭首となってThe King of Iron Fist Tournament 5を開催、真相を探るため大会に赴く。『鉄拳5』では同大会の主催者が祖父、三島仁八であることを突き止める。一八自身は仁八を敬愛しており、幼少の頃は三島流空手を師事していたと明かされた。一方、本丸襲撃の報復としてG社の幹部達を抹殺し、G社を裏から操る立場となる。
The King of Iron Fist Tournament 5を制した仁率いる三島財閥の暗躍を知ると、G社を率いて各地で応戦。G社の立場が高くなってきたのを見計らって仁の首に懸賞金をかける。それに対抗するかのようにThe King of Iron Fist Tournament 6が開催されると、仁を倒すため大会に参加。『鉄拳6』のストーリー「シナリオキャンペーン」では戦闘服姿で登場。G社の事実上トップとして、各地で三島財閥との戦争を繰り広げる中、本社ミレニアムタワーにラースら反乱部隊が突入してくる。激戦の末、追い詰められて退避し、遺跡のある砂漠へと向かう。アザゼルのいる古代神殿周辺を占拠するが、追ってきたラース達と再び戦闘となり撤退。その際にラースとは異母兄弟であることを知る。仁がアザゼルと共に姿を消すと、頭首不在となった三島財閥に対してG社が優勢になる。
『鉄拳7』でも引き続きG社の事実上トップとして順調に三島財閥を追い詰めていたが、行方をくらませた仁に代わってある者が頭首となったことで三島財閥は再び勢力を巻き返す。そして全世界にThe King of Iron Fist Tournament 7開催を告げる映像が流れ、三島財閥頭首に返り咲いた平八の生存を知る。『鉄拳7』のストーリー“The Mishima Saga”では平八が三島道場にいることを突き止め、ジャック-6の部隊を送り込むが、そこには平八と共に豪鬼と名乗る謎の男がいた。「一美との約束で平八と一八を殺しに来た」と言うその男は、気のような力を放ちながら道場ごと吹き飛ばして去る。豪鬼は次に自分のもとに現れると考え、G社ミレニアムタワーにて豪鬼を待ち受ける。案の定現れた豪鬼と一騎討ちすることになるが、苦戦を強いられデビル化。しかしそれらはすべて平八の作戦のうちで、デビルであることを全世界に中継放送された挙げ句、衛星兵器からのレーザー攻撃によってタワーもろとも破壊されてしまう。生存こそしたものの、自らの正体が露見したことでG社の信用は失墜。報復として、先の衛星兵器に（デビルの技「インフェルノ」と思しき）ビームを撃ち込むと、その破片を地球上に落下させ、「三島財閥によるテロ攻撃」とした匿名の情報を流す。落下した衛星兵器によって街が壊滅し、三島財閥の信用も地に落ちると、泥仕合の様相を呈した両者はついに、一対一で決着をつけることとなる。火山にて平八との最終決戦を繰り広げるも、当初は劣勢に立たされており、デビル化して一時形勢逆転するも平八の渾身の一撃を受けてデビル化が溶けてしまい、窮地に立たされる。しかし最後の力を振り絞り今まで平八に受けた積年の恨みを拳に込めた渾身の一撃を平八の胸に目掛けて打ち放ち、心臓を止めて辛くも勝利を収める。最後は平八の亡骸を溶岩の中に落として完全に葬り去り、永きに渡る親子の因縁に終止符を打った。その後のエピローグでは平八亡き後世界に対し再び侵攻を開始し、世を混乱の渦に陥れている事が明かされる。
『鉄拳8』では、三島財閥との闘いはG社の勝利で終わったが、その後も世界へ武力による侵攻を進めていた。それに対し、国際協力連合は世界の首脳を集め、制裁措置の決議を採決しようとする。しかしそこに一八が現れ、街を火の海に包むのだった。『鉄拳8』のストーリーモードでは後述の新たなデビル化の姿である「トゥルーデビルカズヤ」を披露する。
新声社刊の鉄拳ムック内開発者インタビューにて三島姓は三島由紀夫に由来するとスタッフは発言している。『鉄拳』のエンディングでは彼自身が幼少期とは逆に平八を崖から投げ落としており、『鉄拳2』では平八がその崖から這い上がっている様子がオープニングムービーとなっている。
コスチュームに関しては、手足に赤いサポーターを装着した半裸の道着（下穿きに帯）姿が第一に挙げられ、初登場時から継続しているコーディネイトである。『鉄拳4』で復活を遂げてからは、道着に柄が入るようになった。シリーズ初期はシャツにジーンズといったカジュアルな服装も着用していたが、『鉄拳2』のタキシードを皮切りに、現在は道着かフォーマルウェアの2系統が主流となっている。
また鉄拳シリーズ以外にも同社のアーケードゲーム『アブノーマルチェック』のデモ画面にて三島平八と共にデフォルメされてゲスト出演している。
1998年に発売されたOVA版『鉄拳』は『鉄拳2』をベースにしたストーリーだが、頭首ではなく大会参加者の1人となっており、出場動機もゲーム版第1作目の『鉄拳』に近い。崖に落とされたのが11〜13歳ごろに変更されている他、準とはこの時に1度会っている。
『鉄拳 BLOOD VENGEANCE』では神谷真の体内にある不死身の遺伝子を手に入れるため、アンナを使って捜索していた。
真が京都城にいる事を掴んだ一八はそこへ向かい、同じくその場に到着した仁と平八と共に三島家三代による三つ巴のバトルを繰り広げる。激しい闘いの末平八に倒されたかに見えたが、デビルの力を開放して復活。平八を倒した仁をも圧倒し、デビル化した仁すらも敵わないほどの力を見せるが、「デビル仁第2形態」に覚醒した仁に敗れる。
実写映画版には三島財閥のNO.2として登場する。権力の亡者であり、父の平八が明け渡そうとしない財閥総帥の座を狙い暗躍する。ゲームとは違い、素手ではなく斧などの武器を使った格闘術を得意とする。最後は仁に直接対決を挑むが敗れる。
パチンコ版やパチスロ版でも重要な役割で登場し、仁や三島平八の因縁の関係をもつキャラクターとして登場する。パチスロ鉄拳2ndでは主役となり、今までとは違って今回のみ彼が勝てば勝利となるが3rdでは再び仁に主役の座を奪われている。
2021年6月30日、『大乱闘スマッシュブラザーズ SPECIAL』にDLC追加キャラクターとして参戦した。
『Tekken: Bloodline』では回想や過去の記録映像で登場する。

### 三島 平八（みしま へいはち）［Heihachi Mishima］
- キャッチコピー：鉄拳王
- 格闘スタイル：三島流喧嘩空手
- 国籍：おそらく日本（日本政府は否定）
- 登場：全作に登場（パチンコCR鉄拳、パチスロ鉄拳2nd、パチスロ鉄拳3rd含む）、ゼビウス3D/G、ソウルキャリバーII（PS2）、リッジレーサー6、ワールドキックス、鉄拳 BLOOD VENGEANCE、Tekken: Bloodline
- 声：銀河万丈（鉄拳[注 4]、実写映画・日本語吹替）→高木渉（鉄拳2）→郷里大輔（鉄拳3〜鉄拳6BR、ソウルキャリバーII、NAMCO x CAPCOM、リッジレーサー6、デスバイディグリーズ、OVA）→石塚運昇（鉄拳TT2、鉄拳7、ストリートファイター X 鉄拳、鉄拳 BLOOD VENGEANCE、PROJECT X ZONEシリーズ）、楠大典（Tekken: Bloodline[18]）、ジェイミソン・プライス（ストリートファイター X 鉄拳（英語版）、鉄拳ブラッド・ベンジェンス（英語版））、大川透（ぷちます!!-プチプチ・アイドルマスター-）

シリーズを通して登場を続ける鉄拳の象徴「鉄拳王」。三島一八とラース・アレクサンダーソンの父親で風間仁の祖父。『鉄拳2』の主人公であり、『鉄拳7』では主人公の一人。
年齢は『鉄拳』では52歳、『鉄拳2』で54歳、『鉄拳3』では73歳、『鉄拳4』〜『鉄拳7』では75歳。血液型はB型。『鉄拳2』までは身長180cm、体重82kg。『鉄拳3』以降は身長179cm、体重80kg。趣味は下駄収集と世界征服。
三島財閥頭首であり、世界の軍事産業を一手に担っている。自分のための最強兵士を集める目的でThe King of Iron Fist Tournament（『鉄拳』）を開催したが、決勝で息子の三島一八に敗れ、崖から落とされた上に頭首の座を奪われる。
続く『鉄拳2』では主人公として登場。悪事にかまけ、修行を怠ったことを反省しクマと共に山籠もりして修行を積み、決勝で息子の一八を討ち倒し、活火山の火口へと投げ込んだ。電撃と胸毛あふれるその雄姿は以降の『鉄拳』のイメージを確立した。
頭首に返り咲くと、世界の信頼を得ることが財閥の発展に繋がると考え、新たに組織した私設部隊「鉄拳衆」を各地の平和維持活動に従事させる。15年の歳月が流れたある日、インディオの遺跡に派遣していた鉄拳衆が「闘神」なるものを発見、回収を命じるが、部隊は全滅する。その時を境に世界各地で格闘家達が失踪するという怪事件が発生。さらに一八の息子（つまり自身の孫）だという風間仁が現れ、その経緯を聞く。全ての原因が伝説とされる闘神の仕業であることを突き止めると、その力を我がものにしようと画策。仁の頼みを引き受けて、彼に三島流喧嘩空手を教え込む。それから4年の準備期間を経てThe King of Iron Fist Tournament 3を開催。『鉄拳3』では思惑通り闘神オーガが出現するも捕獲には失敗。用済みとなった仁を銃殺したはずだったが、仁はデビルの血に目覚め、自身をなぎ倒して消息を絶つ。
『鉄拳4』でも引き続き三島財閥の頭首に就いている。財閥の研究員達に闘神の血痕などを持ち帰らせ、平八自身の細胞組織と組み合わせた新たな生命の開発を進めさせるが、その過程で「デビル因子」というものが必要だと判明する。そこでデビル因子を持つ仁の行方を追っていると、同じくデビル因子を持つ一八の遺体が「G社」という企業に保管されていることを突き止める。一八の身柄を奪うため、鉄拳衆にG社研究施設を急襲させるが、すでにG社の研究によって蘇生していた一八の返り討ちに遭う。考えを巡らせた末、The King of Iron Fist Tournament 4を開催して一八と仁をおびき寄せる。2年ぶりとなる第4回大会では、鉄拳衆を用いて仁の捕獲に成功、決勝に進んだ一八を自らの手で打ち負かす。その後2人を本丸に集めてデビルの力を手に入れようとするが、再びデビルの血に目覚めた仁に倒される。
直後となる『鉄拳5』の冒頭ではG社のジャック-4部隊に襲われ、居合わせた一八と一時的に共闘する形になるが、一八の裏切りによってジャック-4の自爆攻撃に巻き込まれる。その一部始終を見届けていたレイヴンにより死亡と判断されて世間に公表された。しかし実際には十数km吹き飛ばされ、数週間生死の境を彷徨った後に戦線復帰。自身が不在の間に何者かによって開催されたThe King of Iron Fist Tournament 5の真相を探るべく、5度目の闘いに赴く。
『鉄拳6』では復帰した時期がThe King of Iron Fist Tournament 5終了後という設定に変更された。大会終了後、真相を何も知らずに戻った自宅で襲撃してきた鉄拳衆を撃退し、三島財閥のトップが仁だということを知る。仁から三島財閥を取り戻すべく、The King of Iron Fist Tournament 6に赴く。『鉄拳6』のストーリー「シナリオキャンペーン」では自身の邸宅にて、財閥を取り戻すチャンスを窺っていたところ、三島財閥・鉄拳衆を離反したラース・アレクサンダーソンが、アンドロイドのアリサ・ボスコノビッチを伴い訪ねてくる。ラースは過去の記憶を失っている状態であったが、拳を交える中ですべてを思い出し、同時に彼が三島平八ととあるスウェーデン人女性との間に生まれた隠し子だということが判明。当初はラースら反乱軍を利用しようと目論んでいたが、手を組むつもりは毛頭ないと一蹴された上、過去に闘神の調査で入手していた碑文の在処を白状するよう迫られる。そこで元鉄拳衆のシークレットサービスを使って不意打ちを仕掛けるも失敗し、結局は碑文の保管場所も知られてしまったが、今回は事態を静観することに決める。
『鉄拳7』では再び主人公の一人として登場。頭首であった仁の失踪後、G社との戦争で劣勢に立たされつつあった三島財閥に帰還。再び頭首の座を取り戻すと急速に勢力を立て直し、G社との戦況を拮抗状態に押し戻す。そしてG社の事実上トップ、一八との決着を着けるためThe King of Iron Fist Tournament 7の開催を宣言する。『鉄拳7』のストーリー“The Mishima Saga”では、一八がデビルであることを世間に公表してG社の信頼を失墜させ、三島平八自身の正当性を示すという計画を立て、イタリアの祓魔師集団「シリウスの射手」との協力関係を半ば強引に築く。一方、仁の捜索を続けていると、中東の地を走る車の中に仁とラースの姿を発見。そこで反乱軍の拠点となっているヴァイオレット・システムズの施設を鉄拳衆に襲撃させるが失敗、憤慨して財閥を後にする。三島道場で瞑想をしていたところ、亡き妻である一美の名を口にする豪鬼という男が現れる。一美との約束で、自分と一八を殺しに来たと語る豪鬼との闘いに敗れ、数km吹き飛ばされるも生還。自身を仕留めたとなれば、豪鬼は次に一八のもとへ向かい、その力に一八はデビル化せざるを得ないと考えた平八は、自身の死亡と大会の中止を報じさせる。案の定、豪鬼は一八のいるG社ミレニアムタワーに乗り込み、死合いで苦戦を強いられた一八がデビル化。一部始終を全世界に中継放送し、Dr.アベルが残した人工衛星からの強力なレーザービームで2人のいるタワーごと撃破する。一八がデビルになったところを世間に公表されたG社の信用は失われつつあったが、生きていた一八のデビルビームによって破壊された三島財閥の人工衛星の破片が都市に降り注ぎ街は崩壊。また一八が匿名でマスコミに「三島財閥がテロを起こす」といった情報を流したことで三島財閥の信用はG社以上に失われてしまい、敗北はもはや時間の問題となる。窮地に陥った両者はついに、一対一の勝負で決着をつけることとなる。決戦を前に、三島財閥について調べ回っているという記者を秘密裏に呼び出し、公表を前提として親子に関する真相を語る。一美との馴れ初めに始まり、殺めるに至った理由、八条の血統（デビルの血）のこと、また一八を崖から落とした理由が、「崖から落として死ねば人間、生きていれば悪魔」だと確かめるためだということ、自身と一八の因縁をすべて打ち明けた。そして赴いた火山での決闘では一八より優位に立つ。さらにデビルになった一八の全身からのデビルビームを喰らっても力尽きずに立ち上がり、デビルカズヤをも圧倒してデビル状態を失わせるほどまで追い詰めた。しかし一八の渾身の一撃を喰らい遂に力尽きて敗北。溶岩の中に投げ落とされた。
死亡したと思われていたが、『鉄拳8』では生存している事が判明。溶岩に投げ落とされた際に、寸前で救出されたということになっている。
『鉄拳2』までは濃い中年のキャラクターだったが『鉄拳3』からは年齢もあって白髪が目立つようになる。性格も傲慢かつ冷酷非情ではあるが、自分を模したアトラクションばかりのテーマパーク「平八ランド」を造ってシャオユウからしばかれたり、ペットであるクマと子供じみた張り合いを繰り広げたり、宇宙ステーションから一八と仁を宇宙へ放り出そうとするも一八と揉めているうちに自分も一緒に投げ出されてしまったり、完成した新薬を飲んで超人的な身体を得ようとしてクマの姿になってしまうなどと茶目っ気や間の抜けたところも多く、そのためクマやリーのエンディングではギャグキャラクターとして扱われることも多い。
正式に横移動のシステムが搭載される前から初代『鉄拳』では平八にのみ横移動できる特殊技が存在していた。シリーズ全体を通して一八に裏切られていることが多い。また氏名・容姿・言語などからして日本人だが、日本政府は公式に否定している。シリーズ唯一の徒手空拳で闘うキャラクターとして参戦したPS2版『ソウルキャリバーII』、DJとして登場した『リッジレーサー6』などナムコを代表する人気キャラクターの一人として数々のタイトルにゲスト出演している。
1997年からキャラクターボイスを務めていた郷里大輔は、メインシリーズ以外の作品でも長年、平八の声を務めていたため、三島平八＝郷里大輔というイメージが定着していたが、2010年に逝去（本シリーズでは『鉄拳6』が最後となった）。同氏の死後初となる出演作『鉄拳タッグトーナメント2』では「三島Gの成果で作られた薬を服用して髪が生えて若返った姿になった」という設定で登場。声優の変更による違和感を最小限にしている。以降、外部出演も含めてこの姿は頻繁に登場する（『鉄拳 BLOOD VENGEANCE』や『鉄拳7』のストーリーなど）。
服装に関しては、総じて和装が多いが、背広にコートを合わせた姿もしばしば見られる。背中に虎の顔の絵柄が入った黒い道着は初登場時から着用しており、『大乱闘スマッシュブラザーズ for Nintendo 3DS / Wii U』や『大乱闘スマッシュブラザーズSPECIAL』のMiiファイターコスチュームとしても販売されている他、『鉄拳8』ではペットのクマが平八に代わり着用している。『鉄拳4』で登場したふんどし姿は同作サウンドトラックのCDジャケットにもなっている。『鉄拳7FR』では、これまでとは異なる趣の服装となった。また『鉄拳5』のシャオユウのエンディングにおいては一八が少年期の頃にはすでに頭皮が禿げていたが、『鉄拳7』の回想における平八はその時点でもまだ髪があった。
『鉄拳 BLOOD VENGEANCE』ではデビル因子を手に入れるために神谷真を囮にして仁と一八を京都城におびき寄せる。仁に敗れて京都城から落下して倒されたかに見えたが、仁が一八を倒した後に京都城の霊力を自身に取り込んで復活、再度仁に襲い掛かる。デビル仁をも圧倒する力を見せるが、アリサの攻撃を受けて怯んだ隙にデビル仁のビームを喰らい、倒された。
パチンコ版とパチスロ版ともに登場し、仁にとって因縁のある敵キャラクターとして登場する。パチスロ鉄拳2ndでは上乗せ特化キャラクターとして登場し、「頭突きコンボ」という特化ゾーンが存在する他、高確の期待が高まる「平八ステージ」が存在する。頭突きで壁を破壊していく演出があり、成功すれば大当たりまたはモード移行が確定する。一八ステージ（鉄拳ZONE）においても平八が乱入して出てくると何らかの当たりが確定するというプレミアムとなる（ART濃厚）。
『鉄拳8』では、仁が麗奈を見た際に平八を想起している（『鉄拳8』の「主要登場キャラクター2」の麗奈の正体も参照）。

## あ行

### アーマー・キング（初代）［Armor King (1st)］
- キャッチコピー：悪の華
- 格闘スタイル：プロレスリング
- 国籍：不明
- 登場：鉄拳、鉄拳2、PS版鉄拳3（ムービーのみ）、鉄拳TT

国籍、年齢、血液型は一貫して不明。身長193cm、体重91kg。
裏のプロレス界に君臨する、鎧にブラックジャガーのマスクを被った悪役レスラー。初代キングがグリーンボーイだった頃からの付き合いだが、キングとの練習中に事故で左目を負傷。それ以来キングのことを憎み、裏の世界へと身を投じるようになる。その後、キングが第1回鉄拳大会に参加することを聞き付け、自身も参戦。公の場でキングを葬り去ることを画策するが、大会での死闘を通じてキングを認め、2人は和解した。
その後、キングは孤児院の経営に行き詰まり、自暴自棄となった彼は酒浸りの生活に溺れてすっかり落ちぶれる。そのことを気に掛けていた彼は、ある夜、酒場からふらついてだらしなく座り込んでいたキングの前に現れ、マスクを渡してかつての自分を取り戻させるために第2回大会への参加を促す。『鉄拳2』のエンディングでは肺に持病を患っていたことが判明し、酷い吐血をしていた。『鉄拳3』以降は大会への参加はしていないが、闘神（オーガ）に殺されたキングの遺志を継いで2代目キングを育成し彼のセコンドを担当するなど、サイドストーリー上では関わりを持っている。『鉄拳3』から『鉄拳4』への過渡期には、長年患っていた持病と酒場でマードックから受けた暴行が元で死亡する。具体的な素顔は描かれていないが『鉄拳3』ではセミロングの髪型をしていた。
ゲームキャラクターとしてはキングのコンバーチブルだが、「延髄切り」や「アッパー掌底」など、オリジナルの技を多く持つ。また、三島家が使う技も一部流用されている。彼が使用した技の多くは2代目キングや、後に登場した2代目アーマー・キングに受け継がれている。趣味は道場破り。ポール・フェニックスとは面識があり、第2回大会開催前の頃に道場破りに行った先で、道場の用心棒をしていた彼と鉢合わせたという設定がある。なお、パチスロ版『鉄拳R』『鉄拳X』にも登場しており、ここでは彼が2代目キングを育成する様子が描かれている。

### アーマー・キング（2代目）［Armor King (2nd)］
- 格闘スタイル：プロレスリング
- 国籍：不明
- 登場：鉄拳5DR、鉄拳6、鉄拳6BR、鉄拳TT2、鉄拳7FR、パチンコCR鉄拳、パチスロ鉄拳2nd、パチスロ鉄拳3rd

鉄拳5のアップバージョン版『鉄拳5 DARK RESURRECTION』で追加されたキャラクターの1人。初代アーマー・キングとほぼ同一の外見（銀色の鎧に片目を負傷したブラックジャガーのマスク）だが、その正体は初代アーマーキングの弟（家庭用版『鉄拳6』ムービーにて発覚）。『鉄拳5DR』のストーリーバトルでマードックに勝利した際の描写、および家庭用版『鉄拳6』エンディングでの描写から兄を殺したマードックのことを相当恨んでおり、キングの説得の声にもまったく応じなかったが、死闘の末『鉄拳7FR』では和解に至っている。
「アローストレート」や「ダークネスマグマドライブ」など、初代と同じ技を多く使用するが、その一方で「グリーンミスト」など、この2代目が初披露した技も多い。彼が使用する技の1つ「マッスルドライバー」は、漫画『キン肉マン』に登場する技「キン肉ドライバー」がモチーフになっている。
『鉄拳TT2』のストーリーではジェイシーと手を組み、因縁のあるマードックやキングをライバル視している。また、その後はキングとはすでに打ち解けていることがアーマーキング&キングの特殊勝利ポーズでうかがえる。パチスロ鉄拳2ndおよび3rdにも登場しており、2ndではキングと友人関係となったマードックの特訓を見守っており、3rdではキングと女性が組むのは初となるジェイシーの猛特訓を見守っている。また、パチンコでは大当たり中にキング、アーマーキングの重要エピソードの映像が採用される他、キングとの因縁の対決が描かれる対決バトルのSP演出がある。

### アザゼル［Azazel］
- 格闘スタイル：不明
- 国籍：不明
- 登場：鉄拳6、鉄拳6BR、鉄拳8、パチンコ鉄拳、パチスロ鉄拳2nd
- 声：Richard Epcar

世界を揺るがす二つの凶星（すなわちデビル因子を持つ三島一八と風間仁）の接触に起因し、現代に姿を現した異形の存在。鉄拳シリーズで随一の巨体を誇る（2メートルを越すクマ、パンダ、ジャックですら見上げるほど）。
『鉄拳6』のストーリー「シナリオキャンペーン」では、仁率いる三島財閥と一八率いるG社の衝突によって復活を遂げる。中東の古代神殿最深部で実体化するが、ラース達によって倒され姿を消す。その後、遺跡の地中から金色の姿となって現れるが、仁の攻撃を受けて共に深淵へと落ちてゆく。
仁によって倒された後、精神体として残っていたが、ザフィーナによって封印される。
開発スタッフいわく「デビル、闘神オーガ、デビル仁らデビルの大元であり親玉」。デビルが初めて使ったデビル特有のレーザーから、トゥルーオーガが使った上空に瞬間移動して突進してくるアナザーディメンジョンに似た技、三島仁八が使った相手の動きを止める感念瘴壁という、歴代最終ボスの技を使える他、従えているスカラベを飛ばす、投げ抜け不可の投げなどの斬新で強力な技を持っている。技を出している途中でもこちらの打撃を一発までなら耐えるので、カウンターを取れないこともある。体力は260（通常キャラクターは160）、投げ技は一切通用しない。
パチスロ版およびパチンコ版では特殊演出の一部として登場している。

### アズセナ・ミラグロス・オルティス・カスティーリョ［Azucena Milagros Ortiz Castillo］
- 格闘スタイル：総合格闘技(ストライカー)
- 国籍：ペルー
- 登場：鉄拳8
- 声：マリサ・コントレラス

“コーヒー・クイーン”の異名を持つ、MMAチャンピオン。父親が営むコーヒー農園“オルティス・ファーム”の一人娘として生まれた彼女は父の栽培するコーヒーに魅せられ、幼い頃から「世界一のコーヒー農家になる」という夢を抱いていた。斬新すぎるアイデアを幾度も制止されるが、持ち前の天真爛漫な性格と破天荒さに磨きをかけ、数年後に彼女の育てた豆はついに世界的に有名な品評会で最高品質評価を得た。その後も、モデル、ダンサーとしても成功を収めつつも大学で経営学を学ぶ。ある時、農園から脱走しようするアルパカを取り押さえていたアズセナは、その自慢の身体能力を武器に総合格闘技界に殴り込みをかけ、自身の名を冠した“ブレンド”を宣伝することを計画する。その目論見は成功し、チャンピオンの座に上り詰めたアズセナは、自らを広告塔とすることでファームの売り上げと知名度を上げた。次に注目したのは『The King of Iron Fist Tournament』であった。

### アリサ・ボスコノビッチ［Alisa Bosconovitch,Алиса Босконович］
- 格闘スタイル：特殊（スラスターを使用した高機動戦闘）
- 国籍：ロシア
- 登場：鉄拳6BR以降全作、パチンコCR鉄拳、パチスロ鉄拳2nd、パチスロ鉄拳3rd
- 声：松岡由貴[25]/ クリスティーナ・ヴィー（鉄拳 BLOOD VENGEANCE（英語版））/ミシェル・ノッツ（ストリートファイター X 鉄拳（英語版））

身長165cm、体重60kg。
三島財閥で使用される兵装の研究開発も担うボスコノビッチ研究所の最深部に位置する最重要保安区画のカプセルで眠っていたガイノイド。基本的に風間仁の護衛用に造られたという設定であり、彼の命令には逆らえないが、両者の関係性の描写は作品により落差が大きく、ネグレクトから良好な主従関係まで多様。おおむね仁は彼女の所有権を放棄したい様子である。
『鉄拳6』のストーリー「シナリオキャンペーン」ではヒロイン的なポジションを務める。一時的に行動を共にしたラース・アレクサンダーソンに特別な感情を抱くようになるが、物語終盤で仁の命令で自我を封じられてラースと戦闘させられてしまう。2度の戦闘の末敗北し、自我を取り戻すも機能を停止する。その後、旅を終えたラースによってリー・チャオランの経営する「ヴァイオレット・システムズ」に運び込まれる。
『鉄拳7』ではヴァイオレット・システムズで目を覚ますも記憶が曖昧であり、ラースと行動を共にしたことは覚えていたが彼の名前と顔は覚えていなかった。しかしリーに連れられてラースに再会できた時は記憶が蘇ったのか、彼に抱き着き、喜びを爆発させている。
Dr.ボスコノビッチを“父親として”敬愛している。そのため、自身と正反対の境遇であるラースが父、三島平八に銃を向けた時も全力で引き止めている。
漫画版でも登場しているが、開発目的がゲーム版と異なり、三島とG社の抗争を止めるべくボスコノビッチ博士が投入した存在となっている。
背中から翼を出して空を飛んだり、腕から出したチェーンソーで攻撃をしたり、さらにはロケットパンチや胴体から離した自分の頭を相手キャラクターに渡して爆発させる投げ技「スパムボム」（爆発後の頭は自動再生される）などの奇抜な技を多数持つ一方、礼儀正しい性格である。ロシア出身だが喋る言葉は日本語で、一部の台詞は「なして」や「大丈夫け?」など方言になっている。『鉄拳6』では人間かどうか他のキャラクターに突っ込まれることが多い（本人は人間であると主張するがパチスロ版ではこの描写はない）。
『鉄拳TT2』のドラグノフのエンディングでは、彼のもとにアリサの製作キットが送られており「胴体と頭、腕、脚をくっつけるだけ」というものだったが完成させられず、最終的には自爆させてしまった。
CGアニメーション映画『鉄拳 BLOOD VENGEANCE』ではシャオユウと並ぶもう一人の主人公として登場する。
『PROJECT X ZONE』では、何らかの手段でS.I.N.を率いるセスに渡り、仁と平八を捜索および抹殺するようにプログラムされ、2人に襲い掛かる。しかしその後メンテナンスから復活し、仁が彼女のプログラムを初期化することで、仲間に加わる。戦闘前後の掛け合い会話のほとんどが首が外れた立ち絵になっており、様々な作品のキャラクターから指摘されている。
パチスロ版にも登場し、2ndではラース・アレクサンダーソンとともに歩き回る場面が描かれており、彼のことを思うような場面もある。3rdではシャオユウとも大親友になり、文化祭を楽しんでいる。パチンコ版でも演出で重要なエピソードが採用されている（パチスロ、パチンコとも台詞あり）。
ロボットであるにも関わらず、シリーズが進むごとに髪の毛も少しずつ伸びている。他にも涙を流す、恋愛感情と思しきものを抱くなど、人間と遜色ない仕草を度々見せる。なお、本人はロボット扱いされることを非常に嫌っている様子が、『鉄拳6』の「シナリオキャンペーン」モード内の会話の随所で見られる。
『鉄拳7FR』では（『鉄拳7』のストーリー“The Mishima Saga”では途中から）タイトなシルエットの、若干無機的かつ近未来的なコスチュームに変更されている。『鉄拳8』では再びファンシーなコスチュームになった。

### アレックス［Alex］
- キャッチコピー：ディノニクスコマンダー
- 格闘スタイル：コマンドレスリング
- 国籍：無し
- 登場：鉄拳2、鉄拳TT、鉄拳TT2（家庭用版）

年齢、血液型は不明。身長155cm、体重75kg。
人の背丈ほどの小さな恐竜。三島財閥を平八から奪い取った三島一八が私設軍隊を作るにあたり、化石の中から発見された肉食恐竜のDNAにロジャーのDNAを混ぜて復活させた凶暴な生命体。自分の縄張りに迷い込んだ者を排除すべく大会で待ち続けている。『鉄拳2』の時点ではまだ幼生態であり、成体となれば最強の生物になる模様。
The King of Iron Fist Tournament 2終了後、ロジャーと共にDr.アベルに捕らえられる。ロジャーは『鉄拳5』の時点で既に自由の身になっていたが、アレックスの方は不明。
キャラクター選択画面でロジャーのアイコンにカーソルを合わせ、キックボタンで決定するとアレックスがプレイヤーキャラクターとなる。ロジャー同様、使用する技のほとんどはキングからの流用である。
『鉄拳2』、『鉄拳TT』のエンディングでは設定に似合わぬ可愛らしさも見せる。
OVA版ではR（アール）実験体またはリーいわくバイオコマンドという名称で複数匹で登場しており、体色が緑色ではなく赤茶色で、ボクシンググローブをつけていない、体が大きいなど原作から大幅に見た目が変化しており、その容姿は恐竜そのものである。また、自身を半透明化させる能力も持っている。1体はアンナを噛み殺し、その他の個体は力を解放した一八との戦いに敗れ、恐れをなして退散した。

### アンナ・ウィリアムズ［Anna Williams］
- キャッチコピー：ライトニングスカーレット
- 格闘スタイル：暗殺格闘術・骨法＋合気道[28]
- 国籍：アイルランド
- 登場：鉄拳、鉄拳2、鉄拳3、鉄拳TT、鉄拳5、鉄拳5DR、鉄拳6、鉄拳6BR、鉄拳TT2、鉄拳7FR、鉄拳8、パチンコCR鉄拳、パチスロ鉄拳3rd
- 声：冬馬由美（鉄拳〜鉄拳2、Tekken: Bloodline[18]）→？（鉄拳3〜鉄拳TT）→レニー・ハート（鉄拳5〜）→Debra Rogers（デスバイディグリーズ、鉄拳6のムービーシーン中の台詞）→Tara Platt（鉄拳 BLOOD VENGEANCE（英語版））/ 山像かおり（OVA、ドラマCD）、野浜たまこ（実写映画日本語吹替）、渡辺明乃（鉄拳 BLOOD VENGEANCE）
※アーケード版『鉄拳3』ではニーナの3Pカラーとして登場（見た目アンナでも技はニーナのもの）。

年齢は『鉄拳』で18歳、『鉄拳2』で20歳、コールドスリープ後の『鉄拳3』では20歳（戸籍上39歳）、『鉄拳4』〜『鉄拳6』で22歳（戸籍上41歳）。血液型はA型。身長165cm、体重55kg。
ニーナ・ウィリアムズの3歳下の妹。幼少の頃より姉ニーナと共に、一流の暗殺者である父から暗殺術を学んだ。しかし、父親は出来の良いニーナに愛情を注いでいたため、父親と姉を憎むようになる。その後はごく普通の学生として過ごすが、ニーナが三島平八暗殺の任務を受けて大会に参加したことを知ると、彼女を狙い『鉄拳』に参加する。結局、決着はつかずに大会は終了。
病床に伏していた父親は、2人を仲直りさせようと試みるが失敗し、そのまま帰らぬ人となった。その後、ニーナが三島一八暗殺の任務でThe King of Iron Fist Tournament 2に参加することを知り、姉妹喧嘩の決着をつけるため自身も大会に参加。『鉄拳2』で暗殺の任務を忘れて姉妹喧嘩に白熱していたニーナは、その後財閥に捕らえられ、コールドスリープによる人体実験の対象にされた。自分だけが年を取っていくことに我慢ならず、姉を追って自らも対象になることを財閥に申し出る。
それから約20年、闘神オーガが出現した影響によって両者は目覚めるが、ニーナはコールドスリープの後遺症でそれまでの記憶の一切を失っていた。これでは姉妹喧嘩もままならないと考えた結果、コールドスリープの研究者Dr.ボスコノビッチに接触するためThe King of Iron Fist Tournament 3に参加する。『鉄拳3』では結局、ボスコノビッチに接触できず、様々な術でニーナの記憶を取り戻させようとするが失敗。そのままニーナは姿を消す。
2年後、物足りない日々を送っていた自身の元に、行方不明になっていたニーナからの電話が来る。待ち合わせ場所で2人は久し振りに再会したが、ニーナは自身の顔を見るや記憶が甦り、突如襲いかかる。姉妹の死闘は数日間続いたが、決着はつかず仕舞い。決着はThe King of Iron Fist Tournament 5（『鉄拳5』）でつけることになった。しかし大会でニーナに敗れ、屈辱的な仕打ちを受ける。
姉へのリベンジに燃える中、『鉄拳6』ではニーナが三島財閥の工作員になったことを知り、対抗するG社の特殊部隊に志願、作戦の一環としてThe King of Iron Fist Tournament 6に参加する。しかし今度は大会の人気ファイターランキングでニーナに大差をつけられてしまう。
『鉄拳7』では、世論ですらニーナに勝てないということを思い知らされて心が折れてしまっていたところ、勤めていたG社の幹部の男に慰められたことで、男と恋に落ち、結婚を決意する。しかし婚約者であるG社の男は、マフィアの幹部というもう一つの裏の顔があった。結婚式当日、自身が纏うはずであるウェディングドレスがないことに気付いた瞬間、式場で銃撃戦が発生し、花婿になるはずであった男は死亡。そして自身が着るはずのウェディングドレスを盗み着て現場から立ち去るニーナの姿を目撃する。ニーナはクライアントから、アンナの婚約者を含めたマフィアの幹部らを結婚式へ誘き出し、一網打尽にするという任務を負っていた。式を台無しにされた挙げ句、花婿を亡くしたアンナは強い怒りと殺意で、ニーナへの復讐を誓う。
それまでG社の作戦参謀を務めていたが、突如としてG社から追放されてしまう。事態の真相を探っていたところ、殺された婚約者の正体が判明すると共に、結婚式でのニーナの行動が結果的に悪い虫を排除していたことに、わずかながら感謝の念を覚える。しかしのそれも束の間、ニーナが自分と入れ替わりG社の作戦参謀の座についているとの情報を掴むと、復讐の炎を再燃させる。『鉄拳8』ではニーナを屈服させるための秘密兵器をDr.Nakamuraという凄腕の武器職人にオーダーメイドする。
初登場時はニーナのコンパチブルだったが、「コールドブレイド」「アガペイトアロー」など、シリーズを重ねるにつれ、ニーナにはない技が数多く追加されていったことで完全に別キャラクターとなった。共通で使う技に関しても、アンナが使う技はよりフェミニンさが強調されている。
アイルランド人だがチャイナドレスをよく着用しており、アンナのトレードマークの一つとなっている。『鉄拳3』、『鉄拳TT』では永野護デザインの3Pカラーも存在する。『鉄拳7』ではウェディングドレス姿のニーナに対して、喪服のような黒を基調とした羽根をあしらったドレス姿、『鉄拳8』ではファー付きのコートに「ラブリー・トム」なる小型バズーカを携えた姿で登場。また『鉄拳8』に至っては、もう一つのトレードマークであるボブカットにも大胆なアレンジがなされ、2トーンのアシンメトリーなものとなった。いずれの場合も、二つ名にあるスカーレット（緋色）の彩色が多い。
『鉄拳2』まではニーナと技および声が全く同じだったが、『鉄拳2』では技が一部改変（PS版では一部の声も変化）、『鉄拳3』からは完全に声も違うものとなった。
常に姉を超えることに固執しているが、実際はニーナの方が一枚上手であり、劇中においてもアンナがニーナに勝利するという描写は少ない。性格に関しても徹底した冷静沈着ぶりを見せて優秀な姉に対して、熱しやすく気性が荒いため、姉への恨みに固執するあまり冷静さを失うことも少なくない。ただし、『鉄拳3』のエンディングではリゾートで3人の男達にナンパされたり、『鉄拳5』のニーナのエンディングでは映画スタッフにちやほやされるほど優秀な演技を見せたり、『鉄拳6』のエンディングではニーナと一緒にビリヤードを嗜んでいたり、『鉄拳TT2』でのエンディングでは大スターになっていたりと、アンナが優位に立っているものもある。前述の通り、ニーナとは武力衝突に近い喧嘩が絶えないが、時に協力することもあり、その関係はいささか「トムとジェリー」を彷彿とさせている（アンナがトムで、ニーナがジェリー）。そのせいか、互いのあだ名がネコ／ネズミにちなんだものであったり、プロフィールでは相方となるキャラクターを好きであるなど、「トムとジェリー」に関する小ネタがいくつか存在する。
『鉄拳2』をベースにしたOVA作品『鉄拳』でもアンナは登場するが、この作品ではアンナはニーナと戦っている最中に恐竜（アレックス）に食い殺される結末を迎える。
パチンコ版・パチスロ版にも登場し、演出では宿敵ニーナと一騎討ちする場面が描かれている（台詞あり）。
アンナが『鉄拳』に登場する女性キャラクターの中で（ロボ関係は除く）一番料理が上手い（ツイッターにおいて『鉄拳』女性陣の料理の上手さランキングを作るとしたらどうなるかという問いに対してディレクターである原田勝弘のツイートによる回答）。

### アンノウン［Unknown］
- 格闘スタイル：鉄拳TTのキャラクターからランダム（鉄拳TT）、風間準の技+α（鉄拳TT2）
- 国籍：不明
- 登場：鉄拳TT、鉄拳TT2
- 声：能登麻美子（鉄拳TT2、PROJECT X ZONE 2:BRAVE NEW WORLD）

『鉄拳TT』の最終ステージに登場するボスキャラクター。裸体に黒や紫の液体のような物をまとっている女性で、狼の姿をした霊魂に取り憑かれている。『鉄拳TT』では他のキャラクター（オーガ、ガンジャック、巌竜、クマ、ジャック-2、デビル、トゥルー・オーガ、P.ジャック、ロジャーは欠番）からコピーした格闘スタイルを用い、これを次々と切り替えて戦うという特殊なキャラクター。最初は必ず風間準の技を使う。
当初は風間仁の従妹という設定の「仁美」（ヒトミ）として開発されていたキャラクターだった（そのために学生服姿のイメージイラストも存在する）が、この案はボツになった。『鉄拳6』時代の公式監修本では、準の姉妹にする案もあったとのこと。PlayStation 2版『鉄拳TT』に収録されているアンノウンのエンディングムービーは、他のキャラクターのエンディングとは比較にならないほど美麗に作られており、SIGGRAPH2000にてオープニングムービーとゲーム映像と共に受賞した。このエンディングでアンノウンは狼の霊魂を倒すことに成功している。
『鉄拳TT2』でも最終ボスとして登場。天国ステージ「Heavenly Garden」で風間準からラウンドを1本勝ち取ると地獄ステージ「Fallen Garden」に変わりアンノウンに変身する（設定で1ラウンド制にしている場合、2ラウンド制に変更される）。本作では風間準の技をベースに紫色の樹木や巨大な手を繰り出す技が追加されている。
風間仁と同じ刺青を持ち、PlayStation 2『鉄拳TT』のエンディングでは闘神オーガとの因縁や風間仁の身を案ずるような仕草を見せ、家庭用『鉄拳TT2』のアンノウンおよび仁のエンディングではアンノウンから準に戻る様子が描かれている（前者のムービーではエンジェルが登場するが、関係は不明）。

### ヴィクター・シュヴァリエ［Victor Chevalier］
- キャッチコピー：スーパースパイ・ジェントルマン
- 格闘スタイル：スーパースパイ式CQB[37]
- 国籍：フランス[37]
- 登場：鉄拳8[37]
- 声：ヴァンサン・カッセル[37]

身長188cm、体重82kg。
国際協力連合軍創設者で、生ける伝説の軍人。高名な騎士の血を引き、フランス海軍の高官を務める父の影響もあり、自らも海軍へ入隊。父の知己である東洋の傭兵との訓練で習得した戦闘術を駆使して幾度も任務を遂行・生還する。やがて彼のコードネーム"ファントムレイヴン"は、軍人たちの間で畏怖の対象となる。その後、多くの人を救う事ができる道としてヴィクターは国連に移籍、国家の枠に縛られずに活動する道を模索する。巨大企業が軍事力で世界を支配する時代の到来を予感していた彼はあらゆる交渉手段を用い、独自判断で武力行使可能な権限を持つ軍隊の創設。その"レイヴン部隊"に世界各地での諜報活動を命じ、国連軍の司令塔としての役割に就く。やがてG社の武力侵攻が世界を包みつつあることを察したヴィクターは戦いへ臨むことを決意する。
一方で、倹約家ぶりや、多くのパートナーと事実婚を結ぶ派手な女性遍歴を持つといった癖の強い性格で、様々な逸話を残してゆく。
モーションはゼロレンジコンバットの稲川義貴が担当している。

### ヴァイオレット［Violet］
- 格闘スタイル：マーシャルアーツ
- 国籍：不明
- 登場：鉄拳4、鉄拳TT2（ファイトラボモードおよび家庭用版のDLC）、鉄拳7
- 声：ウィリアム・ワード（鉄拳4）→カイジ・タング（鉄拳TT2英語）、置鮎龍太郎（鉄拳TT2日本語）

The King of Iron Fist Tournament 4に出場するリー・チャオランが三島平八に素性を悟られないように変装した人物。紫の髪とサングラスがトレードマークで、『鉄拳TT2』のプロフィールでは「ヴァイオレット・システムズ」のCEOとなっている。
外見および一部の技名の頭に「ヴァイオレット」と付く以外は、キャラクター性能面などのその他の点ではリーと全く変わらない。
『鉄拳TT2』には家庭用版オリジナルモード「ファイトラボ」に登場する他、家庭用DLCキャラクターとして操作が可能（リーとは別キャラクター扱い）。一部の技がヴァイオレット専用の物に変わった。リーの時とは違い、英語を話している。
『鉄拳TT2』のエンディングでは「スーパーコンボットDX」でリベンジすることを決心し、ヴァイオレット・システムズ社の総力を挙げて開発に着手していた。そのスーパーコンボットDXはついに完成したが、作動ボタンと緊急爆破ボタンを押し間違えて水の泡にしてしまう。秘書と共に通常のコンボットを1から育成していくことを決意し、最終的にあらゆる格闘家のデータを取り入れた最強のコンボットが完成し、三島平八、一八、風間仁を研究所へ誘拐して闘わせるもデビル仁の雷紅波で首を切り離されてしまう。ヴァイオレットがデビルのデータのみ取り入れるのを忘れていたことを平八に笑われると再びコンボットを爆破させ3人を道連れにした。

### エマ・クリーゼン［Emma Kliesen］
- 国籍：ドイツ
- 登場：鉄拳TT2（ムービーのみ）
- 声：メアリー・エリザベス・マクグリン（鉄拳TT2）

故人。レオの母で、G社の幹部（主要研究員）であった。遺伝子研究の権威といわれており、G社では「デビル因子」について研究。
表向きは「事故死」とされているが、実際は三島一八から用済みの烙印を押され、抹殺された模様。
また、その十数年前は三島財閥に在籍しており、スティーブ・フォックスが生み出された実験の責任者であった。被験者“NT01”と呼ばれていた幼いスティーブに、実験対象ではなく人間として接していたことから、研究に支障をきたすと判断されて処分を言い渡される。後に「NT01は実験中に死亡」と申告して当時6歳のスティーブを研究施設から逃がした。

### エディ・ゴルド［Eddy Gordo］
- キャッチコピー：監獄の復讐鬼
- 格闘スタイル：カポエイラ
- 国籍：ブラジル
- 登場：鉄拳3、鉄拳TT、鉄拳4（PS2版）、鉄拳5、鉄拳5DR、鉄拳6、鉄拳6BR、鉄拳TT2、鉄拳7、鉄拳8、パチスロ鉄拳2nd、パチスロ鉄拳3rd
- 声：マーカス・ローレンス（鉄拳5、鉄拳7）、ロジャー・クレイグ・スミス（6シナリオキャンペーンモードのムービー）、D.C.ダグラス（ストリートファイター X 鉄拳（英語版））、拓磨（実写映画日本語吹替）

年齢は初登場の『鉄拳3』で27歳。『鉄拳4』〜『鉄拳7』で29歳。血液型B型。身長188cm、体重75kg。
ブラジルでも有数の資産家の家庭で育った青年で、周囲からは帝王学を学ぶ勤勉な青年として知られていた。しかし19歳のころに何者かに父を殺され、「時期を待て」という父の遺言に従い、自ら父親殺しの汚名を着て服役。出所後、父を殺した組織の足取りが三島財閥に行き着くことを突き止め、刑務所の中で習得したカポエイラを武器にThe King of Iron Fist Tournament 3へと参加。『鉄拳3』のエンディングでは、その黒幕が三島一八だったことが判明した。
大会後、刑務所内で自分にカポエイラを伝授してくれた老人の頼みに従い、彼の孫娘クリスティ・モンテイロを引き取って彼女を一流のカポエイラ使いへと育て上げる。2年後、一八の足取りを追って、クリスティの前から突然姿を消すが、『鉄拳4』で彼女と再会。
その後、師の老人が出所することとなり、クリスティと共に迎えに行くが、彼は以前とは比べ物にならないほどに痩せ細り、不治の病に侵されていることが判明する。師を病から救うためには三島財閥の医療技術が必要と聞かされ、クリスティと共にThe King of Iron Fist Tournament 5に参加。『鉄拳5』のクリスティのエンディングでは師の治療に成功しているが、実際のストーリーでは2人とも大会で優勝することができなかった。
第5回大会で優勝し頭首になった風間仁に医療技術を提供して欲しいと頼み、その見返りとして鉄拳衆で働くことを条件にし了承した。『鉄拳6』では仁を狙う敵を排除すべく大会に参加。
『鉄拳7』ではG社に侵入し、警備員を薙ぎ払ったのちにラッキー・クロエに一八の場所を聞き出そうとするが、そのメモと見せかけた落書きを渡された隙に逃げられ、手がかりをつかめなかった。
カポエイラを本格的に格闘ゲームに持ち込んだ初のキャラクターで、さまざまな「構え」を駆使しながら戦うタイプのキャラクター。同じく『鉄拳3』で初登場したリン・シャオユウやファランもこのタイプに属する。
PS2版『鉄拳4』ではクリスティの3Pカラーとして（クリスティで1回ストーリーをクリア後使用可能）、『鉄拳5』ではクリスティのエクストラコスチュームとして使用可能。『鉄拳5DR』では別キャラクターとなり、カスタマイズが可能になったが、技は共通（基本投げを除く）。
パチスロ版においても、バトル演出において登場している。

### エリザ［Eliza］
- 格闘スタイル：不明
- 国籍：不明（鉄拳レボリューション）、なし（鉄拳7）
- 登場：鉄拳レボリューション、CR鉄拳2 -闘神ver-、鉄拳7FR

強大な力を持ち、悠久の刻を生きる女ヴァンパイア。年齢は1000歳以上とされるがはっきりとしない。仮眠のつもりで棺桶に入って眠りについたところ、うっかり数百年もの間眠ってしまった。まだ起きてから間もないため、睡眠をコントロールすることができず、突然眠ってしまうことがある。
Facebook上で行われていた10体の「何らかの理由で実現が困難だったキャラクター」の中から投票を行う期間限定アンケート企画『TEKKEN REVOLUTION ORIGINAL CHARACTER POLL』において最多得票数を獲得し、参戦が決定しアップデートキャラクターとして2013年12月19日に追加されたキャラクター。参戦決定前はエリザという名前はなく、女バンパイア（Rochefort家に長年幽閉されている少女）という名称だった。またその頃から、「Rochefort家（リリの生家）の離れ屋敷に長年幽閉されているバンパイア少女で非常にダークな性格だが、ゴシックな服装に引き込まれるような美貌を持っている」とある程度は設定が決められていた。『鉄拳6』開発当時は、実在する格闘スタイルの候補+飛び道具技が使用可能キャラクター（2D格闘のような必殺技が使用可能）になる予定だったが、プロデューサーの原田勝弘を除くこのキャラクター開発に携わったスタッフが突如次々に結婚や出産などの理由で大量休職するという謎現象が起きたため、キャラクター制作がストップした。『鉄拳6BR』で再び制作を試みたが、同様のおめでたい現象が職場で広がったため、縁起がいいので開発内に残そうと彼女は封印されていた。
彼女を『鉄拳レボリューション』で使用するには「ONLINE VS」での対戦、「ARCADE BATTLE」クリア、「MOKUJIN RUSH」クリア、モクジンフェス開催時のみで入手できるアイテム「契約の血印」を一定数まで獲得する必要がある。
家庭用版『鉄拳7』では予約特典キャラクターとして登場し、後にDLCキャラクターとして配信された。つかのまの仮眠のはずが、つい600年もの間眠ってしまい、睡眠中に失った力を取り戻すためには霊的に強い力を持つ人間から吸血する必要があると考え、エクソシスト集団の根城である「シリウスの射手」の本部へと向かい、その代表であるクラウディオから吸血を試みる。クラウディオを倒した後、今のエクソシストは大したことはないと評価し、余りの眠気から帰って寝ることに決める。そこにエリザを探しに来たリリに「エリザはロシュフォール家の地下に幽閉されていた自分の妹だ」と言われ、「自分は1000年とんで4ヶ月ほど前に生まれたのだからはるかに自分の方が年上」と反論するが、眠気から度々立ったまま眠ってしまい会話にならず、リリに呆れられる。
攻撃中に眠ることができ、その間は体力が回復する。鉄拳では数少ない遠距離攻撃技を持ち、デビルらと違って出が早くコンボにつながりやすいが、ガードが可能といった特徴がある。またヴァンパイアらしく投げ技では敵から血を吸うことができたり、瞬間移動のような能力も持つ。『鉄拳』のオリジナルキャラクターの中で唯一専用のブラッディゲージやコマンドによる必殺技も持つことから、豪鬼のように2D格闘ゲームのシステムを『鉄拳』に落とし込んだような操作性を持つキャラクターである。

### エンジェル［Angel］
- 格闘スタイル：三島流喧嘩空手+α
- 国籍：無し（鉄拳2）、不明（鉄拳TT2）
- 登場：鉄拳2、鉄拳TT、鉄拳TT2（家庭用版のDLC）、パチスロ鉄拳3rd
- 声：小山裕香（鉄拳TT2）

『鉄拳2』当時は、各解説書でデビルと表裏一体の存在であるかのように書かれていた。開発当初は一八の（死んだ）母親という設定だった。アレックスらと同じく、『鉄拳2』以降の消息は不明。
年齢は∞。身長、体重は自在。血液型なし。
ゲームキャラクターとしてはデビルの2Pカラーとしての扱い。使用する技は同じだが、その体格差によりデビルに比べると技のリーチで劣る。ボイスはデビル同様、『鉄拳2』のアーケード版ではKO時の悲鳴が一八から流用されていただけだったが、PS版では女性の声を重ね合わせたような声が被ダメージ時とKO時の悲鳴に使用され（攻撃時の掛け声はない）、『鉄拳タッグトーナメント』では『鉄拳2』のニーナの声を加工したものが使用されている。
『鉄拳タッグトーナメント2』ではデビル仁の技を主体に一八や一部他キャラクターの技に似た技を使用する。また、デザインが一新されている。
これまでメインストーリーではほぼ登場せず、ほとんどゲームの隠し要素として扱われていたが、『鉄拳8』ではメインストーリーにおいても本格的にエンジェルの存在が登場する。
パチスロ鉄拳3rdにも、重要な立ち回り役で登場する。

### エンジェル仁［Angel Jin］
- 登場：鉄拳8

『鉄拳8』で初登場した風間仁の新たなるデビル化の姿。詳細は『鉄拳8』の「主要登場キャラクター2」の仁の新たなデビル化を参照。
『鉄拳8』のストーリーモードの終盤に登場を果たす。『鉄拳8』のArcade Battleにも最終ボスの一人として登場する。

### オーガ［Ogre］
- キャッチコピー：鬼
- 格闘スタイル：不明（各種キャラクターから少しずつコピー）
- 国籍：不明
- 登場：鉄拳3、鉄拳TT、鉄拳TT2（家庭用版のDLC）、パチスロ鉄拳R、X
- 声：郷里大輔（鉄拳3、鉄拳TT）

またの名を闘神。マヤ文明・アステカ文明風のピラミッドの中に潜む、マヤ文明の英雄の姿に緑色の肌をした巨人。変身後はトゥルー・オーガとなる。設定では「インディオの伝説に伝わる、古代に宇宙人が置き去りにしていった生物兵器」。強者の魂を吸収し、その強さを奪うといわれている。
上記の設定に従い、ゲーム内では、ワン・ジンレイ、リー・チャオラン、ブルース・アーヴィン、州光、三島一八など過去に登場したキャラクターの技を併せ持つキャラクターとして登場する（ただし、サイドストーリー上でオーガと直接の接触があったのはペク・トー・サン、風間準、初代キングのみ）。なお、オーガが勝利時などに発する言語は、「交通安全」などのさまざまな四字熟語や「猿も木から落ちる」などのことわざを逆回転で再生させたものである。
正式なストーリー上では、『鉄拳2』から15年の月日が流れたある日、鉄拳衆が調査に訪れていたインディオの古代遺跡にて姿を現す。部隊を全滅させた後、「強い魂」を求めて世界各地の格闘家達を襲う。4年後に開催されたThe King of Iron Fist Tournament 3に赴くも、ポール・フェニックスに敗北。ポールが去った後、第2形態である「トゥルー・オーガ」に変貌を遂げるが、風間仁によって倒され、姿を消す。以降は回想として登場するのみだが、『鉄拳4』のプロローグでは、血痕等が三島財閥の研究に使われている。その後の『鉄拳6』のストーリー「シナリオキャンペーン」でも、闘神調査の際に発見された碑文が、原初の悪魔「アザゼル」の手掛かりになっているものと思われる。
『鉄拳タッグトーナメント2』におけるキャラクター名は「エンシェントオーガ / ANCIENT OGRE」となっている。

## か行
風間仁については#主要人物の項に掲載。

### 風間 飛鳥（かざま あすか）［Asuka Kazama］
- キャッチコピー：勝ち気な喧嘩仲裁屋
- 格闘スタイル：風間流古武術
- 国籍：日本
- 登場：鉄拳5以降全作、パチスロ鉄拳2nd、パチスロ鉄拳3rd
- 声：白石涼子、うえだ星子（ストリートファイター X 鉄拳）、G.K.ボウズ（ストリートファイター X 鉄拳（英語版））

身長167cm、体重57kg。
初登場の『鉄拳5』〜『鉄拳7』で17歳。『鉄拳2』で登場した風間準の血縁者を父に持ち、幼き頃から彼に風間流古武術を叩き込まれた大阪育ちの女子高生。そのため、屈強な人物を前にしても勝ち気で威勢が良く、男勝りな性格から地元では「おせっかいな喧嘩仲裁屋」の名で通っている。自分が道場を留守にしている間に戦いを求めてやってきたフェン・ウェイに父親が倒され、フェンを追うために第5回鉄拳大会に参加する（『鉄拳5』）。結局フェンの姿を見つけることはできず、次第に元の生活へと戻って行った。しかし平和な日々は世界を巻き込む戦争で崩れ去り、その元凶とも言える風間仁とは親戚同士であることを知り、「仁をしばく」という理由で第6回鉄拳大会に参加する（『鉄拳6』）が、仁の姿を捉えることはできなかった。大会で対戦してからライバル視してくるリリ。彼女に振り回されてばかりで疲れ果てた飛鳥は彼女と決着をつけるために大会へ出場を決意する（『鉄拳7』）。リリに勝ったことで以前彼女に付きまとわれ、ついには自宅の道場が買収されてしまう。しかし、そんな日常も終わりを迎えようとしていた（『鉄拳8』）。
風間仁とは従兄妹同士に当たるが互いに面識はなく、サイドストーリー上での絡みも特にない。
漫画版では主役として扱われている。また漫画版でのみ、過去に風間仁との接点、絡みがある。
『鉄拳5』以降の作品における風間準の後継キャラクターで、格闘スタイルは全く同じ。『鉄拳TT』までの準をベースに様々な新技が追加されており、中には金的蹴り「穿羽」のような飛鳥のキャラクター性を反映した技もある。
パチスロ版にも登場し、2ndでは主役級の立ち回りで初登場。リリとともにシャオユウの大の親友という位置づけで登場している。3rdにおいてはその立場をアリサに譲っている（基本的にボーナス中の演出として登場）。

### 風間 準（かざま じゅん）［Jun Kazama］
- キャッチコピー：エコロジカルファイター、希望の輝き
- 格闘スタイル：風間流古武術[注 12]
- 国籍：日本
- 登場：鉄拳2、鉄拳3（アーケード版OP）、鉄拳8、鉄拳TT、鉄拳TT2
- 声：菊池志穂（鉄拳2、鉄拳TT）→能登麻美子（鉄拳TT2、Tekken:Bloodline、鉄拳8） / 佐々木優子（実写映画・日本語吹替）、冬馬由美（OVA）、仙台エリ（OVA・少女時代）

年齢は『鉄拳2』の時点で22歳、闘神の襲撃時は37歳。血液型はAB型。身長170cm、体重54kg。
自然保護団体「W.W.W.C.」の密輸動物監視官を務める女性。風間家に代々伝わる風間流古武術（『鉄拳2』では風間流合気柔術）を使う。
長い東京暮らしで神秘的なものへの興味を失っていたが、亡き父の幽霊に出会ったことで超常現象の存在を信じるようになる。霊感も強く、唯一一八を取り巻く邪悪な力の存在に気付いた準は、動物密輸犯である一八の逮捕と共に彼をその力から解放することを目的として大会に参加する（『鉄拳2』）。しかし一八の神秘的な力に吸い込まれ、彼との間に子を身ごもってしまう。それに気付いたデビルはその子供を狙うが、準により撃退される。大会後、準は故郷屋久島に帰り、息子「仁」と静かに暮らす。15年後、闘神オーガの出現により世界中で事件が多発。準は胸騒ぎを感じ、仁に全てを打ち明け、自分に何かあったら祖父に当たる平八を訪ねるように言い残した。その後、闘神に襲撃を受け、消息不明となる。
設定上、『3』以降のシリーズ本編作品には『7』まで登場していないが、『TT』シリーズではプレイアブルキャラクターとして再登場した。『TT』では『2』時代準拠のコスチューム、『TT2』ではデザインが刷新されて服装が変わり、容姿も最新のグラフィックに合わせて大幅に変化した。『TT』および『TT2』では、各キャラクターの解説はリリース時点の最新作のプロフィールに準拠しており『TT』では『2』のプロフィール解説が載せられているが、『TT2』においては文章は新規のものに差し替えられている。また、シリーズを通してのラスボスである「アンノウン」との関連を匂わせる描写が多く『TT2』に至っては彼女からアンノウンに変身し、同一の存在であることが示唆されているが、『3』の時点で消息不明の設定となっている彼女が復活した理由も含め、詳細な設定は作品内では語られないままとなっている。
『鉄拳8』でプレイアブルキャラクターとして本編シリーズに復帰した。ストーリーにおいては仁が闘神との戦いで気を失った後、闘神を風間家に伝わる聖域内に誘い込んで弱体化させた上で迎え撃ち力及ばずながらも撃退に成功するものの深い傷を負って意識を失ってしまい、聖域に守られながら眠りに着いていたため無事だったことが明かされた。また、一八とは互いに惹かれ合った上で仁を身籠ったことが語られる。
風間流古武術は舞のような流麗な動きによる連撃を特徴としたオリジナルの格闘スタイルであり、コンボの繋げやすさから初心者向きのキャラクターとなっている。

### カタリーナ・アウヴェス［Katarina Alves］
- キャッチコピー：セクシーバッドガール
- 格闘スタイル：サバット
- 国籍：ブラジル
- 登場：鉄拳7

育ての親から仕込まれたサバットで戦う、やや柄の悪い女性格闘家。幼い頃にある事件で両親を亡くし、数年間孤児院で育てられた後、見ず知らずの男に引き取られた。当初カタリーナはひどい言葉遣いで男に反発してばかりだったが、男が根気よく接することでカタリーナも次第に心を開いていき、口は悪いものの、仲の良い親子として日々を過ごしていた。しかし、ある日育ての親である男が突然行方不明になり、カタリーナは男を探そうにも金銭的余裕があまり無いため途方に暮れるが、「The King of Iron Fist Tournament」の開催の広告を目にし、優勝賞金目当てに大会の参加を決意する。試合会場であるG社ミレニアムタワーの屋上で巨人ギガースに勝利したが、背後から突如現れたG社の兵士の銃撃を受け左肩を負傷する。追撃の銃撃が来るだろうと身を竦ませ目を瞑るカタリーナだったが、そんなカタリーナを庇うようにギガースは兵士に向かって突進しミレニアムタワーの屋上から飛び降りる（『鉄拳7』）。

### 神谷 真 （かみや しん）［Shin Kamiya］
- 国籍：日本
- 登場：鉄拳 BLOOD VENGEANCE
- 声：宮野真守/ デイビッド・ヴィンセント（英語版）

京都のインターナショナル・スクールに通う高校生。三島一八のデビル因子を使って誕生した世界初の万能細胞「M細胞」の鍵を握る人物として三島財閥とG社という2つの組織から狙われている。元三島高等専門学校の生徒で、仁とは旧知の間柄。三島高専在学時、「ムーターレ実験」のための人体実験の被験者になった。被験者は三島高専の神谷真のクラス全員であり、その結果彼だけが生き残り、不死身の力を持つ「M細胞」を有することに成功した。最後は自分を化け物にした平八に復讐するため戦いを挑むが細胞の不活性化と併せ平八の返り討ちに遭い、後を仁に託して死亡。
『鉄拳レボリューション』における追加キャラクター候補の一人。

### ガンジャック［Gun Jack］
- キャッチコピー：暴走殺戮モンスター
- 格闘スタイル：力任せ
- 国籍：不明
- 登場：鉄拳3、鉄拳TT
- 声：銀河万丈[注 4]

年齢は『鉄拳3』の時点で7歳。体内にはプルトニウムが流れている。身長220cm、体重170kg。
その容姿は完全にロボットそのものである。The King of Iron Fist Tournament 2後、Dr.アベルの放った衛星のレーザーにより大破したジャック2。それから19年後、彼が救った少女ジェーンは成人し、物理学者となっていた。それは彼女の命の恩人であるあの優しきロボット・ジャック2を修理するためだった。ほぼ修復することはできたが、肝心の意想・記憶の部分が上手く修復できない。さらなる研究の結果、ジャック2を制御しているプログラムのほとんどが三島財閥の関連会社「三島重工」が制作したものであることが判明。三島財閥に近付くため、修復したジャック2改めガンジャックをThe King of Iron Fist Tournament 3に送り込む（『鉄拳3』）。『鉄拳5』のジャック5のプロローグにおいてジェーンと共に三島重工に潜入したが鉄拳衆に発見され、彼らからジェーンを庇って機能を停止したことが明らかにされた。
ゲームキャラクターとしては前作のジャック2がベースで、それにプロトタイプジャックの固有技と巌竜の固有技が追加された形になっている（打撃技・投げ技共にこの傾向は見られる）。
『鉄拳TT』ではガンジャック、旧作からのジャック2、プロトタイプジャックと、ジャック系キャラクターが3体も登場することになったが、ガンジャックには「ピボットガン」シリーズの技が搭載されており、3体の差別化が図られている（後に『鉄拳5』以降のジャックシリーズにも継承された）。
条件を満たすと、3Pカラーとして過去のジャックの1Pカラーが使用できる（これ以降、ジャックシリーズの製作者がDr.ボスコノビッチからジェーンに変化しており、それに伴い国籍も不明とされるようになった）。

### 巌竜（がんりゅう）［Ganryu］
- キャッチコピー：暴走大銀杏
- 格闘スタイル：相撲
- 国籍：日本
- 登場：鉄拳、鉄拳2、鉄拳TT、鉄拳5、鉄拳5DR、鉄拳6、鉄拳6BR、鉄拳TT2、パチスロ鉄拳2nd、家庭用版鉄拳7
- 声：銀河万丈[注 4]（鉄拳）→長嶝高士（鉄拳2〜鉄拳TT、OVA）→宇垣秀成（鉄拳5〜、Tekken:Bloodline）/ ジョージ C. コール（鉄拳 BLOOD VENGEANCE（英語版））

年齢は『鉄拳』当時は32歳、『鉄拳2』で34歳、『鉄拳3』（不参加）で53歳、『鉄拳4』（不参加）と『鉄拳5』では55歳。血液型はB型。身長189cm、体重125kg。口癖は「〜でごわす」。額の傷が特徴の力士。
過去最年少で大関に昇進した有望の力士だったが、土俵上で火を吹くなどの奇行を繰り返したために協会から横綱昇進の道を断たれ、裏の世界へと進む。『鉄拳』では吉光の行動に目を付け、彼と直接対決をしようと大会に参加。トーナメント上で直接当たってはいないが、たまたま会場で見かけたミシェール・チャンに一目惚れをしてしまう。
『鉄拳2』では思い切ってミシェールに告白をするために大会参加を決意する。大会でミシェールに告白するもあっさり振られた巌竜はその後ハワイに渡り、現地で相撲部屋を開く。
The King of Iron Fist Tournament 4のビデオを視聴していると、その中に若かりし頃のミシェールにそっくりなジュリア・チャンを発見、年甲斐もなく再び一目惚れをしてしまう。ジュリアの目的を知り、The King of Iron Fist Tournament 5への参加を決意する。『鉄拳5』でジュリアが探す森林再生プログラムのデータを偶然見つけ、それをジュリアに渡し告白するが振られてしまった。
その後ハワイに戻り、ちゃんこ鍋料理屋「ちゃんこパラダイス」を開くも経営が軌道に乗らないため、宣伝のためにThe King of Iron Fist Tournament 6に出場する。『鉄拳6』の「シナリオキャンペーン」では街を逃げ回った末、主人公と闘うことになるが、殆どのキャラクターと会話が噛み合っていない。
前大会に出場したことで、ちゃんこパラダイスが大人気となり多忙な日々を送っていたが、ある日目にしたネット配信動画でジュリアが森林再生プログラムのクラウドファンディングをしていると知ってジュリアのために間違って店の売上金を支援として使ってしまう。自らの間違いで資金調達に困った巌竜は自らストリーマーになるものの視聴数は一向に伸びなかった。そんな時に平八がThe King of Iron Fist Tournament 7の開催を宣言したことを知り、派手な衣装でそれに参加することで注目が集まり視聴数が増えるとともに大会の賞金で一攫千金を狙うために参加した（『鉄拳7』）。
当初はジャック系のコンバーチブルだったものの、初登場時から「歌舞伎張り手」などの技を持っていた。その後も相撲取りらしい技が追加され、「その場座り」などの過去からある技も、『鉄拳5』ではより人間味の溢れたものへと変更されている。『鉄拳TT』でのエンディングではミシェールに振られ、『鉄拳5』のエンディングではその娘のジュリアにも振られた。『鉄拳6』のエンディングではアザゼルから全てのパワーを手に入れデビル巌竜（『鉄拳TT2』のカスタマイズモードにも用意されている）となるが、飛べないというオチを迎えている。『鉄拳6』や『鉄拳TT2』でも未だにジュリアのことは諦めていない様子。また、『TT2』に登場するジェイシーの正体がジュリアであることには気がついていない。好意を寄せていたミシェールとの特殊勝利ポーズでは嬉しそうに見つめ合っているが、ジュリア（ジェイシー）との特殊勝利ポーズでは彼女に飛びかかろうとして地面に叩き伏せられている。雷張り手、片男波蹴りなどの相撲部屋の名前、また陣幕破り、鬼面張り、大砲ストライクなどの歴代横綱の四股名を冠する技が多い。
OVA版『鉄拳』ではトーナメント初戦でミシェールと闘い敗退。ゲームシリーズのように恋心を抱く描写は無い。
パチスロ版においては、プレミアキャラ扱いとなっている。
鉄拳1では途中まではプレイヤーが使用できるキャラクターとして開発されていた。

### ギガース［Gigas］
- 格闘スタイル：破壊衝動
- 国籍：不明（データ抹消）
- 登場：鉄拳7

G社が三島財閥に対抗するために、G社が得意とするバイオテクノロジーを応用し、後天的に作り上げた強化人間。ジェーン筆頭のジャックシリーズとギガースのどちらかが次期主力人型兵器を決定するかということと三島平八への嫌がらせということで大会に送り込まれた。
カタリーナと出会い、彼女の素顔を見て手を差し伸べ、「kaaat…」と言い出したが、頭を抱えて逃げ出してしまう。

### ギース・ハワード［Geese Howard］
- 格闘スタイル：古武術
- 国籍：アメリカ
- 登場：鉄拳7FR（家庭用版DLC）
- 声：コング桑田（戦闘ボイス[50]）、リチャード・エプカー（英語の長台詞）

SNKの対戦格闘ゲーム『餓狼伝説』シリーズからの客演。一八たちの持つデビル因子に興味を持ち、トーナメントにエントリーする。トレーラーでは平八を急襲している。
「烈風拳」「ダブル烈風拳」「疾風拳」といった飛び道具の他、「邪影拳」や相手の打撃を受け止めて投げ飛ばす「当て身投げ」も健在。『ザ・キング・オブ・ファイターズ』シリーズのように攻撃を当てるか逆に食らうと貯まるゲージがあり、2本消費することで超必殺技「レイジングストーム」「雷轟烈風拳」を、1本消費すると「MAXモード」を発動できる。MAXモード中は『KOF14』と同じくEX必殺技が使用可能になり、連続コンボで高いダメージを与えられる。また、レイジアーツとして「デッドリーレイブ」「羅生門」（上段ガード不能の打撃技）が使える。
豪鬼に続く2D対戦格闘ゲームからのゲストキャラクターであり、2017年7月のアメリカのゲーム大会「EVO」内にて、参戦決定のPVが公開された。
ギースステージは『餓狼伝説SPECIAL』と同じく襖の開幕演出で始まり、「ギースにしょうゆ」の鉄拳7アレンジバージョンが流れる。

### キング（初代）［King (1st)］
- キャッチコピー：野獣神父、謎の覆面レスラー
- 格闘スタイル：プロレスリング
- 国籍：メキシコ
- 登場：鉄拳、鉄拳2
- 声：辻谷耕史（ドラマCD）

年齢は『鉄拳』で30歳、『鉄拳2』で32歳、闘神の襲撃時は47歳。血液型はA型。身長190cm、体重85kg。
ジャガーの覆面を被るプロレスラー。日常の顔は、孤児たちの面倒を見る心優しき牧師。加えて、孤児院も経営している二足の草鞋を履いている身。自身も実は孤児で、孤独であった若い頃は非行に走っていたが、ある時に出会った慈善家に救われて人の温もりと優しさを知り、改心したという過去を持つ。『鉄拳』では孤児院運営に必要な資金目当てで大会に参加。
『鉄拳2』では、第1回大会で優勝できなかったことで賞金が手に入らず、次第にプロレスのファイトマネーだけでは孤児院運営の見通しが立たなくなったことで自暴自棄になり、孤児たちの心配も空しく酒浸りの日々を送っていた。ある日、酒場から出てきたところを見かねた宿敵であり生涯の親友であるアーマーキングに励まされ、再戦を望む彼から第2回大会への参戦の意思を伝えられる。それに胸を打たれた彼は、孤児たちの信頼と以前の自分を取り戻すため第2回大会に参加。
『鉄拳3』では2代目キングのストーリー上のみでの登場。第2回大会後もプロレスと孤児院運営を続けていたが、強い魂を持っていたことから闘神（オーガ）に襲われ、命を落とす。そしてその意志は自身の孤児院で育った孤児の1人であった青年に2代目として受け継がれる。
メキシコ出身のプロレスラーという設定だが、ルチャ・リブレ（メキシカンプロレス）の技は使用しない（これは2代目をはじめ、他のキング系統のキャラクターも同様）。彼の技の一つ「アリキック」はアントニオ猪木の技である。登場した『鉄拳』『鉄拳2』共に声がクマと共通だった。

### キング（2代目）［King (2nd)］
- キャッチコピー：アンガー・オブ・ビースト
- 格闘スタイル：プロレスリング
- 国籍：メキシコ
- 登場：鉄拳3以降全作、パチンコCR鉄拳、パチスロ鉄拳R、X、パチスロ鉄拳2nd、パチスロ鉄拳3rd
- 声：平居正行（Tekken: Bloodline）

年齢は『鉄拳3』で28歳、『鉄拳4』〜『鉄拳6』では30歳、不参加の『鉄拳』で7歳、『鉄拳2』で9歳。血液型はA型。身長200cm、体重90kg（スロット版では123kg）。
初代キングの孤児院で育ち、キングの名とジャガーマスクを受け継いだ覆面レスラーの青年。24歳の頃に死亡した初代キングの遺志を継ぎプロレスラーとなったものの素人の身ゆえに悪戦苦闘させられていたのを見かねたアーマーキングに指導を受け、実力を得て人気プロレスラーとなった。初代を殺した闘神への復讐のため大会に参加（『鉄拳3』）。師であるアーマーキングを殺したマードックに復讐するため、ファイトマネーで彼を保釈させ、大会に参加させる（『鉄拳4』）。マードックを倒し病院送りにして、彼の病室を訪れ止めを刺そうとするが、彼の傍らに置かれていたマードック一家の写真を見て復讐の愚かさを悟り、止めを刺すのを止める。その後、マードックがブラックジャガーのマスクを被り、自分にリベンジマッチを挑むのを知り大会に参加（『鉄拳5』）。戦いの中でマードックと和解するが、その直後にマードックが襲撃され、その犯人が師であるアーマーキングのマスクを被っていたことから怒りを覚える。犯人探しをするが、紛争などで諦めかけた際にマードックから2人一緒に大会に参加すれば、奴が現れるかもしれないという提案をうけ、その期待を胸に大会に参加する（『鉄拳6』）。大会ではアーマーキングの正体を突き止められなかったが、エンディングにて師であるアーマーキングの写真を偶然落とした際、裏側に隠されていた二人のアーマーキングの写真を発見し驚愕する。さらにアーマーキングのエンディングでは、真実を確かめるべくアーマーキングの墓を掘り起こしたマードックの前に現れたもう一人のアーマーキングと対峙し、そこで初めて彼の正体が自らの師であるアーマーキングの弟だったという真実を知ることになった。何とか彼にマードックへの復讐を思いとどまらせようとしているが、自分以上にマードックを憎む彼からは全く耳を貸してもらえずにいる。
『鉄拳TT2』のストーリーでは、好敵手・アーマーキングやジェイシーとの激闘が描かれている。また、アーマーキングとはすでに打ち解けていることがアーマーキングとの特殊勝利ポーズでうかがえる。
彼の使用する技「マッスルバスター」は漫画『キン肉マン』の「キン肉バスター」から。『鉄拳TT』でキングをメインキャラクターにしてクリアすると、クリア後の映像で『鉄拳5』から使用可能になった「メキシカンマグマドライブ」を決める。
また『鉄拳TT』ではプロポーションが一番標準的なキャラクターであったため、攻略記事作成の際に最も使用された。
モーション担当はプロレスラーの鈴木みのる。
パチスロ版では初代から仁とともに出演しており、2ndや3rdにも引き続き、専用ステージのメインキャラクターとして主役級の立ち回りで出演。パチンコ版にも登場しており、アーマーキングとの因縁の対決演出がSP演出として描かれている。重要エピソードが一部、大当たりムービーとして採用されている。
『鉄拳4』の時は、覆面からはみ出るほどの長髪であった。『鉄拳7FR』以降はマントを着用している。

### 州光（くにみつ）（初代）［Kunimitsu (1st)］
- キャッチコピー：反逆のくノ一
- 格闘スタイル：卍流柔術（鉄拳TTまで）、卍忍術（鉄拳TT2）
- 国籍：日本
- 登場：鉄拳、鉄拳2、鉄拳TT、鉄拳TT2（家庭用版DLC）
- 声：菊池志穂（鉄拳2、鉄拳TT）→豊口めぐみ（鉄拳TT2）

年齢不詳。血液型はO型。身長173cm、体重58kg。
元卍党員で吉光の元部下のくノ一。党では御法度とされている私利私欲のための窃盗を行い、党から破門される。しかしそれ以後も反省や改心をすることなく私利私欲の窃盗を繰り返している。『鉄拳』では、三島平八も狙っているネイティブアメリカンの財宝を狙い、その財宝の手がかりを持つミシェール・チャンに接近しようと大会に参加する。
『鉄拳2』で女性であることが判明。病床におり余命僅かな刀鍛冶である祖父のために吉光の刀「妖刀吉光」を狙って大会に参加する。
『鉄拳3』以降は生死不明とされていたが、『鉄拳7』で2代目州光の母として、設定のみだが再登場。妖刀吉光を奪うことはできないままに祖父が死に、吉光を奪う意義を失ったため、引退して一人の忍びの男と結婚していた。
『鉄拳2』以降は狐の面をかぶっているが、これは卍党の中でも相当の実力者しか着用を許されないらしい（『鉄拳』では卍党党員共通である般若面をかぶっている）。
吉光と同じく卍流柔術を使用する。登場当初はコンパチブル扱いで、吉光の下位互換であった。吉光と同じく武器（クナイ）を持っている。武器の違いの他、吉光とは異なり、出の早いガード不能技を多数持つが、隙は大きく、比較して威力が低く間合いも狭い。
『鉄拳』ではキャラクター選択時の顔グラフィックと声が吉光の流用であったため、性別も不詳であったが、『鉄拳2』から変化している。武器は両手に持ち、2Pカラーでは鎌に変化する。
『鉄拳2』参戦時に担当声優が当てられ、性別も女性だと判明。武器はクナイを片手に持つように変更された。
『鉄拳TT』で復活した際には狐面コスチュームと3Pカラーで般若面コスチュームも選択できるようになっていた。
『鉄拳TT2』にて再登場した際にはコスチュームのデザインと大半の固有技が一新され、吉光がリニューアルされたこともあり、完全に別キャラクターになっていた。

### 州光（くにみつ）（2代目）［Kunimitsu (2nd)］
- 格闘スタイル：卍忍術
- 国籍：日本
- 登場：鉄拳7（家庭用版DLC）
- 声：早見沙織（鉄拳7）

初代州光と忍びの男の間に生まれた一人娘。母が病を患ったことを理由に、2代目州光としてその名を襲名しており、素顔も公開された（先代と比べて暗い色を基調としており、狐の面には模様が入れられている）。髪型はポニーテールで、素顔には目元にラインが入っている。また、武器は小太刀に変更されている。
丁寧で礼儀正しいながら自信家な口調。両親を越えるほどの忍びとなり、怪盗州光として各国政府や大企業から盗みなどの依頼を受けるまでになっている。現在は、三島高専の内情調査の依頼を受け、生徒になりすまして潜入調査を行っている。
そんなある日、母の容態が急変。見舞いに向かった際にかつて母が盗むことができなかった妖刀吉光の話を聞き、母を元気づけるためにそれを盗むことを決意する。
技構成は『鉄拳TT2』の母がベースとなっている。

### クマ（初代）［Kuma (1st)］
- キャッチコピー：マッドベアー
- 格闘スタイル：平八流熊真拳
- 国籍：無し
- 登場：鉄拳、鉄拳2

年齢は『鉄拳2』時点で人間でいえば22〜26歳。血液型は不明。身長280cm、体重210kg。
三島平八のペットで、番犬代わりかつ修行相手。名前の通り動物のクマである。非常に凶暴で、登場時は最も大柄なキャラクターであった。『鉄拳』では大会の余興としてポール・フェニックスの対戦相手となるが敗北する。この出会いにより、ポールとクマの因縁が始まる。
打倒ポールを掲げて平八と一緒に山ごもりを敢行し、平八と共にThe King of Iron Fist Tournament 2に参加。『鉄拳2』でも結局、ポールに勝利することはできず、その後老衰死。打倒ポールの夢は息子に託されることとなる。
頭は良く、人間の言うことを理解できる。ジャックのコンパチキャラクターだが『鉄拳2』からはファイトスタイルが「平八流熊真拳」になっている。
なお、2Pカラーであるシロクマはクマとは別個の存在だったが、エンジェルやアレックスと違いストーリーは通常のクマと全く同じである。こちらは『鉄拳2』以降は行方不明となっている。
登場当時は漢字で「熊」と表記されることもあったが、現在は（2代目も含め）片仮名の「クマ」と表記されるのが一般的である。なお、日本国外版鉄拳でも名前は「KUMA」となっている。
性能に関しては後述する2代目とは異なり、基本的にジャック(-2)のコンパチキャラクターであり一部の技に至ってはジャックと全く同じ。ただしこちらは体格がジャックよりさらに大きい分腕のリーチも長いおかげでジャックと同じ技でもクマの方が性能が良いものもいくつかあったが、その分当たり判定も大きい（故に対クマ専用の追い打ちや瀕死〜即死の連続技も各キャラクターに多く存在していた）というデメリットもあった。声はキングと全く同じである。『鉄拳』では首の辺りに白い模様があったが、『鉄拳2』では消えている。

### クマ（2代目）［Kuma (2nd)］
- キャッチコピー：レイジベアー
- 格闘スタイル：平八流熊真拳・改
- 国籍：平八のペット（鉄拳3）、無し（鉄拳5〜）
- 登場：鉄拳3、鉄拳TT、鉄拳4、鉄拳5、鉄拳5DR、鉄拳6、鉄拳6BR、鉄拳TT2、鉄拳7、鉄拳8、パチスロ鉄拳2nd、パチスロ鉄拳3rd

年齢は『鉄拳3』では8歳（人間でいえば18〜20歳）、『鉄拳4』〜『鉄拳7』では10歳。血液型は不明。身長280cm、体重210kg。
平八との旅の途中で老衰死したクマの息子で平八流熊真拳改を使う。親熊よりも物覚えはいい。テレビに出ているポールを見て、親熊譲りの打倒ポールの血に目覚め、The King of Iron Fist Tournament 3に参加。『鉄拳3』ではポールに敗北。大会中にリン・シャオユウのペット兼ボディガードのパンダ（『鉄拳3』以降、クマの2Pカラー）に一目惚れする。
自分の中に野生が失われていることに気づき、単身北海道で山ごもりを敢行する。しかしテレビへの執着は捨てきれず、ちょくちょく山を降りては近隣住民を驚かせていた。テレビでThe King of Iron Fist Tournament 4の開催を知り大会に参加。『鉄拳4』でついにポールに勝利し親子2代にわたる夢は実現された。
しかし大会後、三島平八が死亡（実際は生きていたが）、三島財閥を救うことが平八への弔いになると思い、三島財閥本部へと向かうが、本部に着くとすでに三島財閥は何者かにより支配されており、クマは門前払いされる。仕方なく山に戻るが、数か月後The King of Iron Fist Tournament 5の開催を知り三島財閥を救うべく大会に参加する。『鉄拳5』でポールと3度目（親世代から通算5度目）の対戦をするが、すんでのところで敗北。
その後、三島財閥本部に乗り込むものの新たに三島財閥の長となった仁に叩きのめされ、ヘリコプターから北海道の原野へ投げ捨てられる。それでも驚異的なタフさで生き延び、仁から三島財閥を奪うために大会に参加（『鉄拳6』）。
『鉄拳7』では鉄拳衆の一員となり、被災地の災害救助によってフィリピン国民から愛される存在となった。被災で失職した若者の中から鉄拳衆の入隊を希望する者が現れ始め、クマは採用試験の最終関門となっていた。ジョシーも採用試験に来ていたが、ジョシーの性格のせいでクマは彼女を不採用にした。
鉄拳衆の一員としてバリバリ働く中、平八が一八と戦うために消息不明になったことを聞き、平八の生存を信じるも姿は現さず、更にはG社が三島財閥を圧倒していることも聞いた。援護のために三島財閥に向かうも重鎮たちは敗北を宣言していた。このまま財閥が解体されてしまったら主人たる平八の帰る場所が無くなることを危惧し、平八を真似た修行をし、平八のおさがりの道着と帯を着て戦いに身を投じる。その最中にG社の手から三島重工の精鋭を助け、G社に対抗する秘密兵器開発に携わることとなった（『鉄拳8』）。
初代同様、クマ（動物）の中でもかなり賢い部類で、人間との意思疎通もおおよそ可能である。ポールは迷惑しているが、少なくともポールよりは賢い模様。パンダに惚れてはいるもののパンダの方は相手にしていない。
性能に関しては、基本的にジャックシリーズのコンパチであった初代とは異なっていて彼とは大きく差別化されており、シリーズが進むにつれて、熊鬼神拳、ベアぱちき、紅返し（おなら。ガード不能で即死級の威力だが発生が異常に遅くてリーチも極めて短い所謂ネタ技）、ベアバックキック（後ろ足バタバタキック）、熊三宝龍、熊不知火、熊鉄山靠（ポールを意識した技）、熊奈落払い（平八を意識した技）などコミカルな技が追加されている。ステージ冒頭での名前コールは「クゥマー」となりウの音が強調されている。『鉄拳3』ではトゥルーオーガと同じ声だった。
パチスロ版鉄拳2ndでは、専用ステージにおいてポールとの対決が描かれている場面がある。クマの独特の挑発ポーズも再現されている。また、3rdにおいてもクマ専用ステージや一部の演出において登場する。

### クラウディオ・セラフィーノ［Claudio Serafino］
- キャッチコピー：新星のエクソシスト
- 格闘スタイル：シリウス流祓魔術
- 国籍：イタリア
- 登場：鉄拳7、鉄拳8

身長180cm、体重80kg
古よりこの世ならざる怪異を祓い続けてきたエクソシスト集団「シリウスの射手」の代表。祓魔の力を制御するため右腕には黒い包帯を巻いている。決め台詞は「黄昏の闇にシリウスの煌めきを」。
『鉄拳7』では三島財閥からのしつこい勧誘を知り、その真意を掴むために調査を始める。『鉄拳7』のストーリーモード“The Mishima Saga”では三島平八とニーナ・ウィリアムズが本拠地の「シリウス聖堂」に乗り込んでくる。2人を追い払おうと闘うが敗北し、デビル討伐のために平八達と協力することになる。もう1つのストーリーモードでは風間仁を救いたいというリン・シャオユウに対し、シャオユウを「獲物を狩るためのエサ」として同行させた。
『鉄拳8』では平八が彼を裏切り、協力関係の一方的な破棄を宣言したことによって、彼の信用は地に堕ちることとなった。組織からも離叛する者が相次ぎ、挫折と失意に沈むが、どんな状況でも仁を信じ続けるシャオユウの姿を見て己の行いを恥じ、彼女にすべてを告げて謝罪する。今後は彼女のため、仁の捜索に協力することを誓うが、もし仁がデビルの血に支配されて、シャオユウの心を裏切るならばと危機感を感じ、彼は先代に使用を禁じられた、術者の命を削る“祓魔の禁呪”の封印を解除した。

### クリスティ・モンテイロ［Christie Monteiro］
- 格闘スタイル：カポエイラ
- 国籍：ブラジル
- 登場：鉄拳4、鉄拳5、鉄拳5DR、鉄拳6、鉄拳6BR、鉄拳TT2
- 声：Xanthe Smith（鉄拳4）、リーソル・ウィルカーソン（鉄拳5）、ローラ・ベイリー（鉄拳6）、木下紗華（実写映画・日本語吹替）、井上麻里奈（ストリートファイター X 鉄拳）、ライル・ウィルカーソン（ストリートファイター X 鉄拳（英語版））

年齢は初登場の『鉄拳4』で19歳。
獄中でエディにカポエイラを伝授した「伝説のカポエイラマスター」の孫娘。The King of Iron Fist Tournament 3終了後、伝説のカポエイラマスターに頼まれたエディに引き取られ、短大に通いながらカポエイラを伝授される。しかしその2年後エディが突然姿を消す。『鉄拳4』では手がかりを求めて大会に参加。
祖父カポエイラマスターは出所したものの、余命半年と診断されたため、祖父を救うため大会に参加（『鉄拳5』）。大会終了後、祖父とエディの行方が不明となる。
祖父は三島財閥の元で治療していると判明するが、エディからの連絡などが一切ない。その時に大会開催と聞き、エディが現れるのに期待し、参加する（『鉄拳6』）。
『鉄拳6BR』までは英語で話しているが、『鉄拳TT2』ではブラジルの公用語であるポルトガル語で話している。
『鉄拳4』で新キャラクターとして登場したが、技自体はエディの技がベースになっている。クリスティとエディは体の大きさが違うため微妙に間合いが違う。
実写映画版ではヒロインとして登場。ファイトスタイルが変更されており、エディとは接点がなくなっている。

### クレイグ・マードック［Craig Marduk］
- 格闘スタイル：バーリトゥード
- 国籍：オーストラリア
- 登場：鉄拳4、鉄拳5、鉄拳5DR、鉄拳6、鉄拳6BR、鉄拳TT2、鉄拳7FR、パチスロ鉄拳2nd
- 声：ウォルター・ロバーツ（鉄拳4）→ Marcellus Nealy（鉄拳5）、T.J.ストーム（鉄拳6〜）、間宮康弘（ストリートファイター X 鉄拳）

年齢は初登場の『鉄拳4』〜『鉄拳6』で28歳。
デビュー以来4年間無敗を誇るバーリトゥーダー。非常に血の気が多い性格で、そこからくる素行の悪さと、あるスキャンダルによって協会から追放されてしまう。ある日酒場で些細なことから居合わせた相手と喧嘩になったところ、止めに入った男（初代アーマーキング）を殺害してしまう。刑務所に収監されるが、何者（2代目キング）かが莫大な保釈金を支払い、釈放される。そして彼にThe King of Iron Fist Tournament 4の開催を載せた新聞記事が送り届けられ、参加するがキングに敗れる。
『鉄拳5』では前大会で敗れたキングにリターンマッチすべく大会に参加する。この時は自分が殺したアーマーキングと同じブラックジャガーマスクを被って、キングに再戦を申し込んだ。第5回大会において、キングとの闘いで敗北しながらも友情の握手を交わすが、控室でアーマーキングの姿をした何者かに襲われる。
その後、第6回大会の開催を聞き、襲撃したアーマーキングがまた現れるかもしれないと思ったキングとマードックは参加を決意する。『鉄拳6』の「シナリオキャンペーン」でもキングとタッグを組んで登場。
初代アーマーキングの弟だと名乗る男と乱闘になり、両者意識不明の重体となってしまう。目を覚ましたマードックは身体の注射痕に気づくが、心身に異常は無かった。キングからアーマーキングの意識が戻っていない事、彼が回復した後に試合で決着をつけることを提案されるが、マードックは自身の引退とアーマーキングのマスクをかけた試合を提案する（『鉄拳7』）。
『鉄拳TT2』のストーリーでは、因縁のライバルであるアーマーキングとジェイシーとの激闘が描かれており、『鉄拳7FR』ではアーマーキングと和解している。
モデルはビル・ゴールドバーグ。ボブ・サップがバラエティー番組『『ぷっ』すま』にゲスト出演した際、『鉄拳4』対戦コーナーで迷わずマードックを選択していた。
パチスロ版ではキングのトレーニング相手を務めている。パチスロ版においてもかなり気の荒い性格をしており、サンドバッグを打ち破る演出がある。

### 豪鬼（ゴウキ）［Gouki］
- 格闘スタイル：-
- 国籍：日本
- 登場：鉄拳7
- 声：武虎

カプコンの対戦格闘ゲーム『ストリートファイター』シリーズからの客演。三島一美とは数十年来の知己で、彼女に命を救われた借りがあるとの設定。三島一美のことを「一美殿」と呼ぶ。
彼女から己の死後に平八と一八を討滅することを託され、数十年後、約束通り両者殲滅のために参戦する。激闘の末に平八に勝利するが平八は生きていた。
技の性能は『ウルトラストリートファイターIV』とほぼ同じで、しゃがみキック→豪波動拳などのコンボが使用可能。『鉄拳7』キャラクターの中では唯一、ジャンプ時に一回転する。
固有技は基本的に、『ウルトラストリートファイターIV』の弱パンチから強キックまでのものと、新たに追加された連続技。特に新しい固有技は殺意の波動に目覚めたリュウや狂オシキ鬼の、殺意の波動を持つキャラクターの動作がアレンジされて使われている。ストーリーモードの最後に敵として登場する際はセービングアタックや阿修羅閃空の速度が上昇し、灼熱波動拳を3連続で撃つなどの強化がされている。また、相手の攻撃をノーダメージで受け流す特殊なガード「ブロッキング」を行う。
豪鬼のみレイジドライブを持っていない代わりに、2ブロックのEXゲージが設けられている。1本消費することでEX必殺技、2本すべて消費することでスーパーコンボ「滅殺豪波動」が使用できる。
レイジアーツは「真・瞬獄殺」。

### ゴン［Gon］
- 格闘スタイル：不明
- 登場：PS版鉄拳3

田中政志の漫画『ゴン』からのゲストキャラクター。身長が他のキャラクターの半分以下と小さいため、ほとんどの上段技が当たらない。歩幅が短く移動速度が遅い。攻撃のリーチが短いため、当たらない攻撃も多くステップインやステップアウトの移動方法で補うことになる。なお、ゴンの利点としてオーガ第2形態のガード不能技「ホロコーストナパーム」、「ブレイジングインフェルノ」（どちらも火を吐く）にはほとんどダメージを受けず、他のキャラクターと違いダウンせずその場で耐えることができる。おなら攻撃やただ回るだけの攻撃など、クマ同様お笑いキャラクターになっている。

### コンボット［Combot］
- 格闘スタイル：学習中（鉄拳TT2）
- 国籍：ヴァイオレットシステムズ社製
- 登場：鉄拳4、鉄拳TT2（家庭用版）

ヴァイオレット（リー・チャオラン）がPRを兼ねてThe King of Iron Fist Tournament 4に参加させた汎用型ヒューマノイド。人の動きをセンサーで捉えただけで同じ動作ができる強力な学習機能を搭載しており、この機能によりさまざまな用途に利用できるように開発された。大会に出場したコンボットは対人格闘専用に急遽つくられたもので、記憶装置に若干の問題が残り再起動時に特定の人物の動きしか再現できない。『鉄拳4』のリーのエンディングでは開発が進み、三島平八に50連コンボをたたきこみノックアウトさせていたが、『鉄拳TT2』のコンボットのストーリーでは大会中に誤動作を起こし、大衆の面前で醜態を晒したことが明らかになった。公の舞台で恥をかいたヴァイオレットはリベンジのため、最新技術を取り入れた新型のスーパーコンボットDX開発に総力を挙げることになる。その様子を描いた家庭用版オリジナルモード「ファイトラボ」ではプレイヤーの使用キャラクターとして登場する。
『鉄拳8』のリーのエンディングでは「ハチ」というAI音声認識デバイスに、コンボットの頭部が流用されている。名前の由来は平八で、起動音声の「Hey, ハチ」が「平八」の駄洒落になることから。そのため平八を思わせる装飾が施されている。
モデルは中国製二足歩行ロボットの先行者。
『鉄拳4』では他のキャラクターからランダムにコピーして闘うが、木人とは異なり試合毎にコピーが変化する。『鉄拳TT2』では一通りの通常技と投げ技が用意されており、そこからファイトラボモードで他のキャラクターの固有技を学習・装備させることができる。

## さ行

### ザフィーナ［Zafina］
- 格闘スタイル：古代暗殺術
- 国籍：不明
- 登場：鉄拳6、鉄拳6BR、鉄拳TT2、鉄拳7、鉄拳8、パチンコCR鉄拳、パチスロ鉄拳2nd、パチスロ鉄拳3rd
- 声：リーソル・ウィルカーソン

身長169cm、54kg。
年齢は初登場の『鉄拳6』で23歳。国籍は不明。
古代王朝時代から続く、禍祓いの一族に生まれた女性。優れた霊感を持ち、幼少のころから王家の墓を守護する戦士として育てられる。数年前、一族が守っていた陵墓が異国の武装集団によって襲撃される事件が起きた際、一人で武装集団を壊滅させ、以来一族の長老の命による暗殺を一手に請け負うようになっていた。一方、表ではその霊感を生かし占星術師として活動を行っていたが、ある時（『鉄拳6』で風間仁率いる三島財閥が侵攻を開始した時）を境に全ての占いに凶兆が現れるようになる。日に日に大きくなる胸騒ぎに駆られ、ザフィーナが長老に助言を求めると、長老に「世界を揺るがす二つの凶星が接触を果たすことで、一族が代々守ってきた魔の封印が解かれ、世界は滅亡する」と言われる。話を聞き終え、長老の意を汲み取ったザフィーナは、世界を揺るがしている二つの凶星を滅ぼすため、凶星が集うであろう遥か東方の地を目指して旅立つ。『鉄拳6』のストーリー「シナリオキャンペーン」では当初、三島財閥とG社の戦争によって原初の悪魔「アザゼル」を祀った遺跡が自身の集落近辺に出現、アザゼル復活の兆候を見せる。一族の伝承が確実に再現されていることを感じ取り、三島財閥頭首の風間仁に警告と即時停戦を訴えるが無視される。そんな中、三島財閥・鉄拳衆の大量離反事件が発生。首謀者のラース・アレクサンダーソンに光明を見出すと、アザゼルの実体化を阻止するべく、ワン・ジンレイやレイヴンと協力してラース達を裏から支援する。その後、故郷が鉄拳衆に襲撃されていたところをラースらの協力によって鎮静化、ラースをアザゼルのいる古代遺跡へ案内する。
古代暗殺術という名の通り、「アジ・ダハーカ」「ミドガルズオルム」「クラシャラボラス」「コカトリス」など、古代神話に登場する技名が多い。風変わりな構えや奇妙な動きの技が多い。
『鉄拳6』では紅色のスカートを穿いており、『鉄拳TT2』ではシースルーの白いズボンに変更された。
パチンコやパチスロにも登場し、その役柄上、彼女は予告的な役割として登場する。踊りながらポーズを構えたりする場面がある（台詞あり）。
『鉄拳7』での衣装は青を基調とした服を着ており、一族に伝わる儀式を使ってアザゼルの精神体を自らの体に封印したことで左手がアザゼルの手に変化している。

### ジェイシー［Jaycee］
- 格闘スタイル：プロレスリング及び各種拳法
- 国籍：アメリカ
- 登場：鉄拳TT2、パチスロ鉄拳3rd、CR鉄拳2（闘神ver）

覆面の女子プロレスラー。
正体はジュリア・チャン。友達のプロレスラーが入院することになったので代役を引き受けた。
中国拳法や元々あるプロレス技に加え、ルチャ・リブレなどの技に特化している。
『鉄拳TT2』のストーリーではアーマーキングとの共闘で、マードックやキングをライバル視している。
パチスロ鉄拳3rdにも登場しており、本作ではキングのパートナーとして「伝説のマスク」を求めて冒険したり、彼とのタッグコンビネーションを披露したりしている。劇中に流れる彼女の回想シーン（『鉄拳6』、『鉄拳TT2』からのエンディングムービーがそれぞれ使用されている）では、上記の友人のプロレスラーが試合中に襲った犯人はマードックだと断定している描写が強調されている。本作で主役級の役回りに抜擢され、キングとともにアーマーキングの猛特訓を受けている場面がある。また、自分がジュリアであることをキングに打ち明けるほか、プレミア映像では滝の下で水浴びしたり、試合で跳び蹴りしつつパートナーのキングに投げキッスするという場面もある。

### ジェーン［Jane］
- 国籍：不明
- 登場：鉄拳2、鉄拳3、鉄拳5、鉄拳6、鉄拳8
- 声：ルミコ・バーンス（5）→エリン・フィッツジェラルド（6）/ 仙台エリ（OVA）

年齢は『鉄拳2』で8歳。『鉄拳3』で27歳。『鉄拳4』〜『鉄拳6』で29歳。プレイヤーキャラクターとしては登場せず、オープニングやジャックシリーズのエンディングで登場する。
戦場となっていた村で細菌に感染していたところをジャック-2に救出された少女。その後ジャックと共に軍から逃走するが、ジャックは衛星兵器に体を撃ち抜かれ破壊されてしまう（『鉄拳2』）。月日は流れ、物理学者となった彼女は優しかった頃のジャック-2を復活させるためにガンジャックを開発し、ジャックの意思と記憶を司どるシステムを制作しているという三島重工に接近するために彼をトーナメントに送り込む（『鉄拳3』）。その後ガンジャックとジェーンは三島重工への侵入に成功するが、ガンジャックは鉄拳衆の銃撃により破壊されてしまう。そしてG社に保護されたジェーンは引き続きジャック-2再生のために研究を続け、ジャック-5を開発し、性能テストのために第5回大会へ投入する（『鉄拳5』）。その後世界は三島財閥とG社の戦争に発展し、量産型ジャックが世界各地へと派遣されるようになる。そんな中、ジェーンは三島財閥がジャックを模した戦闘兵器を開発しているという噂を耳にする。自分のジャックを真似されることが許せないジェーンは真偽を探るべく、ジャック-6を大会へ送り込む（『鉄拳6』）。
頭髪が『鉄拳3』までは赤毛であったが、OVAと『鉄拳5』以降はブロンドになっている。

### ジャック［Jack］
- キャッチコピー：超殺戮兵器
- 格闘スタイル：力任せ
- 国籍：ロシア
- 登場：鉄拳
- 声：銀河万丈

年齢は3歳（製造から3年）。血液型はプルトニウム。身長235cm、体重168kg。
旧ソ連軍が開発した殺人ロボット。ジャックシリーズの実戦投入型機1号機で、ロシア軍が三島一八のクーデターを阻止するため大会に送り込んだ。人間の目を欺くため、普段はスクラップ工場で働いている。『鉄拳』のエンディングでは、量産化に成功したことが描かれている。
ファイトスタイルが力任せとされているため、異常に長い腕を振り回す攻撃を得意とする。そのため、パンチ技は驚異的なリーチを誇る。反面、足は短く、蹴り技は苦手。投げは主にプロレス技を使用する。動力はプルトニウム。
現在、鉄拳シリーズに登場する全キャラクターの中で、『鉄拳』（第1回大会）のみに登場した唯一のキャラクターである。しかし以後の鉄拳シリーズでも後継キャラクターが登場しており、ジャックが使用していた技やボイスなどは全て引き継がれている。また、『鉄拳』の中ボスである巌竜、クマ、プロトタイプ・ジャックは、ジャックをベースとしたコンパチブルであり、巌竜と三島平八にはジャックのボイスが流用されている。なお同作のジャックとプロトタイプ・ジャックのみ、攻撃のヒット時と相手から攻撃を受けた際に金色に輝くエフェクトとなっており、シリーズを通して専門のエフェクトがあるのは初代のジャック系だけである。
力任せの格闘スタイルは『バイオレンスジャック』からインスパイアされたもので名前の由来にもなっている。最初はアメリカ軍人の設定で、その後ストーリーに合わせてロシアの刺客に変更され、さらに体格が人間に見えないということでロボットにされた。

### ジャック-2［Jack-2］
- キャッチコピー：超殺戮兵器
- 格闘スタイル：力任せ
- 国籍：ロシア
- 登場：鉄拳2、鉄拳TT
- 声：銀河万丈[注 4]（2）/ 大塚明夫（OVA）

年齢は『鉄拳2』の時点で5歳。血液型、身長、体重はジャックと同じ。趣味は自らのオーバーホール、好きなものは秋葉原のパーツショップ。
ジャックシリーズの2号機で量産型。思考回路が改良されている。細菌兵器戦に投入されるが、作戦は失敗。その際にある一体のジャック-2が戦場の村から細菌に感染した少女を見つけ、彼女を救い出す。軍規に反する行為を取ったこのジャック-2は少女を連れて軍から逃走。自分を設計した科学者Dr.ボスコノビッチを探し出し、自分を人間に改造してもらおうと考えたジャック-2は、ボスコノビッチを誘拐した三島一八の主催する第2回大会に参加する。『鉄拳2』のエンディングでは、衛星兵器に体を撃ち抜かれ破壊されてしまう。それから19年の時を経て、物理学者になっていたその時の少女・ジェーンの手により、彼はガンジャックとして復活したが、記憶は戻っていないようである。また、プロトタイプ・ジャックから一方的にライバル視されている。
ゲームキャラクターとしては、『鉄拳』に登場したジャックと性能や外見はほぼ変わっていない。
OVA版『鉄拳』ではゲーム版での扱いに比べてかなり良い扱いをされている。
『鉄拳TT』のエンディングではP.ジャックを意識している態度を見せている。

### ジャック-4［Jack-4］
- 格闘スタイル：力任せ
- 国籍：不明
- 登場：鉄拳5、鉄拳7

『鉄拳5』のオープニングムービーで登場。The King of Iron Fist Tournament 4終了後、量産型戦闘兵器としてG社の航空機から三島財閥の本丸に送り込まれる。本丸で風間仁に倒されていた三島一八と三島平八の親子に襲い掛かるが、親子の共闘によって次々と破壊される。最終的には一八の裏切りによって平八を取り押さえ、その場にいたジャック-4全てが自爆することによって、平八の殺害を実行した。
『鉄拳7』では、ストーリーモードにおいてCPU専用キャラクターとしてのみ登場。平八が自身の過去を語る回想シーンの一部である『鉄拳5』のオープニングシーンを再現した戦闘で、同じく登場するジャック-6やジャック-7よりも弱体化した性能で戦う。
開発者のジェーンがG社の在籍者となったため、本機以降のジャックシリーズはストーリー上、G社の所有になる。

### ジャック-5［Jack-5］
- 格闘スタイル：力任せ
- 国籍：不明
- 登場：鉄拳5、鉄拳5DR

第3回鉄拳大会の終盤、物理学者ジェーンとガンジャックは財閥の関連企業・三島重工への潜入に成功した。しかし、そこで鉄拳衆に見つかり銃撃されてしまう。ジェーンは被弾し、ガンジャックは盾となってジェーンを守り動かなくなってしまう。翌日、G社の貨物運搬船で発見されたジェーンはG社に保護された。あの心優しきジャック-2を蘇らせるためにジェーンはそこでロボットの研究を続ける。第4回鉄拳大会直後に三島財閥の本丸にて実戦投入をした量産機・ジャック-4をジェーンはさらに発展させ、そのテストとしてジャック-5が第5回鉄拳大会に送り込まれた。
『鉄拳4』には登場しなかったジャックシリーズが『鉄拳5』で再登場。ゲームキャラクターとしては、ガンジャックの進化型というよりは『鉄拳TT』時のジャック-2をベースにしている。本作のジャック-5においてもそのボイスとヒット音は変わっていない。

### ジャック-6［Jack-6］
- 格闘スタイル：力任せ
- 国籍：不明
- 登場：鉄拳6、鉄拳6BR、鉄拳TT2、鉄拳7、パチスロ鉄拳2nd
- 声：松田健一郎（ストリートファイター X 鉄拳）

The King of Iron Fist Tournament 5において戦闘データを収集したジャック-5を、ジェーンがより改良したジャック。G社が三島財閥との戦争状態に入り、量産型ジャックが次々と世界各地に派遣されていく中、三島財閥がジャックを模した殺戮ロボットを作成しているという未確認情報が入る。自分のジャックを真似られることが許せないジェーンは、その真偽を探るべく最新鋭機ジャック-6を投入する。
ジャック-5とほとんど見た目は変わっていないものの、一部の技でボタンを長押しすることで攻撃の際に腕が伸び、リーチが長くなるなど、改良された点が見て取れる。ボイスもこのジャック-6で新しくなった。
『ストリートファイター X 鉄拳』ではジャックX（クロス）が登場している。ジャック-6のバックアップ用に制作された機体であり、G社の研究室に侵入したブライアンの手により起動したことで"マスター"と認識し、パートナーとして同行する。公式作品のジャックシリーズと若干異なり、会話システムがある。ブライアンからは「ポンコツ」と呼ばれており、ジャックはブライアンをマスターと呼ぶ（最初に名前を訪ねられた際は何でもいいと言ったが、1024の候補の中から決定された「ジェーン」を提案されるとブライアンは却下した）。
『鉄拳7』のストーリー“The Mishima Saga”では量産型となって三島道場に送られ、三島平八と豪鬼の戦いに割り込んで突撃する。
パチスロ版では、バトル演出において登場する。

### ジャック-7［Jack-7］
- 格闘スタイル：力任せ
- 国籍：不明
- 登場：鉄拳7

ジャック-6の改良版。ジェーン率いるジャックシリーズとG社のバイオテクノロジーを応用した強化人間「ギガース」が対立していたことで、The King of Iron Fist Tournament 7を利用して競い合わせる。その結果ジャック7が採用されたが、ラッキークロエが来た時に飛んでいったファイルを取るため落下し、壊れた。

### ジャック-8［Jack-8］
- 格闘スタイル：力任せ
- 国籍：不明
- 登場：鉄拳8

身長225cm、体重400kg。
ジェーンは彼女自身の理想とするジャックを作るため、G社で日夜研究に励んでいた。そしてジャック-7以上の高性能なAIを搭載して学習機能を向上させた上に、大型特殊兵装、電磁パルス攻撃機能が主軸のシステムを搭載する等、かつてないパワーアップを経た次世代機が開発された。混沌とした世界情勢の中、G社による支配のために戦場へ投入されようとしている。

### シャヒーン［Shaheen］
- 格闘スタイル：軍隊式格闘術
- 国籍：サウジアラビア
- 登場：鉄拳7、鉄拳8
- 声：ファーディー・リファーイー（ar:Fadi Rifai）

身長185cm、体重80kg
登場時32歳の設定。
要人警護などを専門とする民間軍事会社に勤める男性。かつて所属した軍隊でも一対一での勝負では負けなしの実力を持つ。石油関連企業のトップであった友人サリームが謎の事故で死亡し、その会社がG社に買収され、経営に関与した親族が退陣したことに疑問を抱き、調査を開始する。
ストーリーモードでは一八を雇おうとしたが、一八のデビル化に驚き「友のためだけじゃなく世界のために一八を討つ」と決意した。
『鉄拳8』では、調査の末にG社中東支部の幹部との穏便な交渉を通じ、黒幕が三島一八であることを聞き出すことに成功する。彼が家族を失った13年前、父から叩き込まれた“人を殺すための技”を暗殺者からサリームを助けるために使い、それからサリームに護衛という名目で招かれる。サリームは地域で随一の名家の子で、家族はシャヒーンの援助を惜しまなかった。それから互いを尊敬しあい、数年後はサリームは石油関連企業のトップ、シャヒーンは民間軍事会社で働くエースとなった。ある日、故郷へ戻ってG社幹部から聞き届けた“懺悔”についてサリームの親族に報告を終えた。翌日、帰路につこうとした時、サリームの弟であるザリーフが現れ「兄さんの志を継いでほしい」と言われ、サリームの宝剣を手に入れる。シャヒーンはG社の横暴を撲滅するとサリームの宝剣に誓った。

### ジュリア・チャン［Julia Chang］
- キャッチコピー：放浪の女拳士
- 格闘スタイル：心意六合拳・八極拳をベースとした各種中国拳法（3、TT）、心意六合拳・八極拳を基本とした各種中国拳法（5〜6BR）
- 国籍：アメリカ
- 登場：鉄拳3、鉄拳TT、鉄拳4、鉄拳5、鉄拳5DR、鉄拳6、鉄拳6BR、鉄拳TT2（ジェイシー、ミシェールのEDムービー）、鉄拳7FR
- 声：鶴ひろみ（鉄拳3〜鉄拳TT）→Stephanie D' Abruzzo（鉄拳4）→ アニー・ウッド（鉄拳5〜、ストリートファイター X 鉄拳（英語版））、ステファニー・シェー（鉄拳6のED）、吉田聖子（ストリートファイター X 鉄拳、Tekken: Bloodline）

年齢は初登場の『鉄拳3』で18歳。『鉄拳4』〜『鉄拳6』で20歳。血液型はB型。身長165cm、体重54kg。
『鉄拳3』以降におけるミシェールの後継キャラクターで、彼女が使用していた技の多くを受け継いでいる。一方でジュリアオリジナルの技も多く、また、「疾歩掌拳」などの既存の固有技に関しても若干の性能の違いが見られる。そのため、キャラクターとしては完全に同一の存在であったロウ親子とは異なり、『鉄拳TT』および『鉄拳TT2』ではミシェール・ジュリア母娘の共演も果たしている。
初登場の『鉄拳3』のエンディングは映画のワンシーンを意識した演出で母のミシェールと音声付きで会話を交わすようになっており、エンディング内で声付きでしゃべった初のキャラクターとなっている。『鉄拳5』では、使用する技のモーションがより女性らしさの強調されたものへと変更されている。使う技は中国拳法だが、投げ技に関しては母親同様プロレス技になっている。

### ジョシー・リサール［Josie Rizal］
- 格闘スタイル：エスクリマをベースとしたキックボクシング
- 国籍：フィリピン
- 登場：鉄拳7

モデルとキックボクサーの仕事で生計を立てている女性格闘家。様々な格闘技の熱狂的ファンである両親の間に産まれ、幼い頃から泣き虫だったため格闘技を習うように両親からしつこく勧められる。健気な彼女は嫌々ながらも両親の期待に応えようと格闘技を習い始め一流のキックボクサーへと成長するが、肝心の泣き虫は治らなかった。一家の家計を助けられるまでになったが、仕事も軌道にようやく乗り始めていたある日、故郷のフィリピンに巨大台風が上陸して甚大な被害に遭う。ライフラインが寸断され救助の手が行き渡らない被災地にいちはやく駆けつけたのは三島財閥の特殊部隊である「鉄拳衆」だった。献身的な活動を行う彼らに憧れるようになったジョシーは自らも鉄拳衆になるべく採用試験に参加する。
ストーリーモードではしつこく追うクマに怯えていたが、クマがジョシーを追いかけた理由は落としたイヤリングを渡そうとしたからであり、ジョシーは安堵した。
泣き虫が治っていないという設定の通り、試合開始時には「どうしよう」と言いながら不安げに走り回ったり、自分の頬を叩いて「集中しなくちゃ」と呟くポーズがある。また、勝利ポーズでは泣き出すものもあり、その際の日本語の字幕は「だめかと思いました」。
フィリピンの政府機関NCCA（国家文化芸術委員会）が彼女のキャラクター造形に対し「彼女はフィリピン人らしくない」「エスクリマの使い手なのに、カリ・スティック（棍棒）を装備していないのはおかしい」と鉄拳の製作者サイドにクレームをつけたというネットニュースが一時流れたが、これは誤報だった。しかし、この一件がきっかけで、ニュース番組や新聞といったメディアやTwitterなどを通じて報道・拡散され、東南アジア圏への鉄拳のプロモーション活動は大成功をおさめたという。

### 朱雀（すざく）［Suzaku］
- 格闘スタイル：不明
- 国籍：不明
- 登場：鉄拳8

鉄拳僧の僧正の一人。本人は戦闘に参加せず、幻を用いた妖術を使う。

### スティーブ・フォックス［Steve Fox］
- 格闘スタイル：ボクシング
- 国籍：イギリス
- 登場：鉄拳4以降全作
- 声：Ezra Stanley（鉄拳4）、ギデオン・エメリー（鉄拳5〜、ストリートファイター X 鉄拳（英語版））、Guy Perryman（鉄拳6の対戦中の掛け声）、細谷佳正（ストリートファイター X 鉄拳）、てらそままさき（実写映画・日本語吹替）

身長184cm、体重72kg
年齢は初登場の『鉄拳4』〜『鉄拳7』で21歳。
プロボクサー。幼い頃より今の養父母の下で育てられる。ミドル級世界チャンピオンであり、オックスフォード大学を飛び級で卒業するなど、学問にも長けている。有名になれば本当の両親が名乗り出て自分の出生の秘密（と左腕の大きな傷跡の謎）を教えてくれるのでは、との思いでボクシング界で活躍を続けていた。そんなある時、マフィアの仕組んだ賭け試合でわざと負けるようプロモーターに強要されるが、八百長を拒み逆に試合に勝ってしまう。マフィアに命を狙われる逃亡生活を余儀なくされたが、やがてThe King of Iron Fist Tournament 4開催を知る。大会で活躍すれば両親が名乗り出てくれるかもしれないと思い、大会参加を決意する（『鉄拳4』）。大会中、レイ・ウーロンの助けを借りて自分がニーナ・ウィリアムズの卵子を使い体外受精で作りだされた人間だと知る（またニーナは暗殺者でマフィアの依頼を受け、スティーブの命を狙って大会に参加していた）。三島財閥に怒りを覚えるとともに自分のような人間を2度と作り出してはいけないと考え、The King of Iron Fist Tournament 5の開催を知ると、三島財閥を潰すため大会に参加する（『鉄拳5』）。第5回大会の中で研究所を破壊し、再びボクシングの世界に戻ろうとするが、三島とG社の紛争で大半の大会が中止になり不貞腐れていた。そんな所にポール・フェニックスとマーシャル・ロウから共にトレーニングをしないかと提案され「ボクシング以外の格闘技にも触れられる良い機会」と思い、それに承諾する（『鉄拳6』）。
体外受精で作り出されたことを知り、今度は自身の腕の傷と生まれた施設のことを知るためニーナを追う。とある情報を元にたどり着いた聖堂から、任務を終えて逃走する、ボロボロのウエディングドレス姿のニーナの前に立ちふさがり話を聞こうと試みた（『鉄拳7』）。ニーナより、自分が彼女の遺伝子を元に作られたことを知るが、ニーナは彼を息子として受け入れることはせずに姿を消す。生まれについて知るという過去との闘いは終わりを迎えたことで目標を失い、抜け殻のようになる。そんな彼にポール達から激励と大会参加の催促、賞金山分けという無茶な言い分に苦笑いしつつも彼は二人に感謝し、新たなファイトスタイルを独自に模索を開始した（『鉄拳8』）。
パンチ攻撃を主体にしているが、「タックキック」など本来ボクシングでは禁じ手になっている蹴り技も使う。キックボタンは主に、「ウィービング」「ダッキング」などの予備動作・回避動作が割り当てられている（『ストリートファイター X 鉄拳』でもバイソンやダッドリー同様パンチのみで攻撃する）。『鉄拳4』発表当時の名前はディーン・アーリッカーだった。ほとんどのキャラクターが不純な動機で大会に参加するのに対し、彼はかなり真面目な理由で大会に参加している。
スティーブが幼い頃にいた施設は、三島財閥が強化兵士を作り出すための研究施設。優秀な遺伝子を組み合わせ肉体改造を施し、最強の兵士を作り出す研究が行われていたが全て失敗に終わっている。「優秀な遺伝子」として、当時コールドスリープ状態で捕らわれていたニーナの遺伝子が使われており、さらにその遺伝子がスティーブに使われている。左腕の傷は肉体改造の代償であり、その研究による生き残りであることを表している。『鉄拳TT2』では三島財閥に在籍していたレオの母親と関係があることを示唆している描写がある。
『鉄拳7FR』ではフードを付けたコートを羽織っている。

### スリムボブ［Slim Bob］
- 格闘スタイル：フリースタイル空手
- 国籍：アメリカ
- 登場：鉄拳TT2（家庭用DLC）
- 声：パトリック・ザイツ

その名の通り痩せ落ちている姿のボブである。
使用する技はボブと全く同じで、素早さも健在であるが、パワーが足りないため、自身の体を用いた技を相手にヒットさせるとのけぞったり尻もちをついたり、投げ技「フライングカスク」では、相手を持ち上げることができず落としてしまう。逆に「ブリオッシュスター」使用時は座らずに立ち状態を維持するため、次の行動へ移りやすいなど、体格差により一部の技が変化する。また、スリムボブ→ボブのタッグスローもある。

### 青龍［Seiryu］
- 格闘スタイル：三島流拳術
- 国籍：不明
- 登場：鉄拳8

鉄拳僧の一人で、筋骨隆々とした僧正。『鉄拳7』の親子対決に敗れ、溶岩へと落とされた三島平八を密かに救い出していた。

### セバスチャン［Sebastian］
- 格闘スタイル：我流
- 国籍：モナコ
- 登場：鉄拳DR（リリのED）、鉄拳6（リリのED）、鉄拳TT2（家庭用版のDLC）

ド・ロシュフォール家に仕える執事。現当主に似た温厚な性格。ド・ロシュフォール家を影から支えており、リリがストリートファイトに興味を持ってからは気苦労が絶えない。リリがライバル視する風間飛鳥については「良い友人ができた」と喜ばしく思っている。
『鉄拳TT2』で初めてプレイアブルキャラクターとして登場。リリのコンパチブルであるが、リリより手足のリーチが短い。リリの過去の技も使用し、一部の技は効果が異なっている。
登場初期の作品では英語で話していたが、『鉄拳TT2』からはモナコの公用語であるフランス語で話すようになった。（リリも同様）

### セルゲイ・ドラグノフ［Sergei Dragunov,Сергей Драгунов］
- 格闘スタイル：コマンドサンボ
- 国籍：ロシア
- 登場：鉄拳5DR以降全作
- 声：諸角憲一[67]（鉄拳5DR〜鉄拳7）、原田翔平（鉄拳8〜）[68]/勝沼紀義（実写映画・日本語吹替）

身長192cm、体重98kg
年齢は初登場の『鉄拳5DR』〜『鉄拳7』で26歳。
軍特殊部隊に所属し、数々の戦場で活躍。その脅威の戦闘能力から「白き死神」と呼ばれ、敵味方双方から恐怖の象徴として恐れられていた。
軍からデビルの捕獲を命じられたが、大会でデビルを見つけることはできなかった。その後、三島財閥による裏工作により各地で紛争が起こり、混乱が生まれていた。その中で軍上層部から大会に参加し、三島財閥を潰すよう特命を受け、日本へ再び渡る（『鉄拳6』）。大会の中盤で主催者たる平八が消息不明になってしまい、大会は中断となる。ドラグノフはこれまでの仕事ぶりを評価されて初めて長期休暇を与えられる。手帳に自ら書いた“長期休暇中にやりたいことリスト”（仲間内では“死神のリスト”と勘違いされている）を眺め、中でも特に実現困難なやりたいことを実行することになる（『鉄拳8』）。
名前はロシアの軍用狙撃銃であるSVDドラグノフ狙撃銃の製作者に由来しており、原田が命名した。リリの対になるキャラクターとして設定された経緯があり、具体的なモデルは存在していない。鼻や口の周りに生々しい傷があり、無口でどこか冷徹な印象を与えがちだが、鼻歌を歌ったり倒した相手の前で匍匐前進をしたり、『鉄拳6』のエンディングではレイヴンの乗った飛行機を爆破した際に少し得意気な笑みを浮かべたり、『鉄拳TT2』では極度の機械音痴であることが判明したりとお茶目な面もある。
『鉄拳7FR』ではワイシャツにネクタイといったスーツジャケット姿に変更されている。

## た行

### タイガー・ジャクソン［Tiger Jackson］
- キャッチコピー：幻のダンサー
- 格闘スタイル：カポエイラ
- 国籍：不明
- 登場：鉄拳3、鉄拳TT、鉄拳TT2（家庭用版）

鉄拳大会に彗星の如く現れたアフロヘアーのダンサー。ストーリーは皆無に等しいが、彼専用のエンディングムービーは毎回用意されている（『鉄拳TT2』は除く）。
エディと同じくカポエイラを使うキャラクターであり、3Pカラーに相当。使用する技や声質の一切がエディと同じなのだが、関連性は不明。
『鉄拳3』および『鉄拳TT』では勝敗やキャラクターセレクト時に名前を呼称されない。
『鉄拳TT2』ではエンディングムービーが存在しない唯一のキャラクターだが、エディやクリスティとの特殊勝利ポーズでは一緒にダンスをする場面がある。

### 鉄拳衆（てっけんしゅう）［Tekken Force］
- 格闘スタイル：様々
- 国籍：様々
- 登場：鉄拳3、鉄拳TT（鉄拳ボウルのギャラリー）、鉄拳4、鉄拳6、鉄拳6BR、鉄拳TT2、鉄拳7、鉄拳8、パチンコCR鉄拳、パチスロ鉄拳2nd、パチスロ鉄拳3rd

三島財閥直属の私設部隊。世界中のあらゆる武術に精通する兵士だけで構成される。多くは全身にプロテクターを装着しており、ゲーム内ではその容姿によって格闘スタイルや強さなどが異なる。鉄拳フォースモードなどで、いわゆる「雑魚キャラクター」として登場することが殆どだが、エディ・ゴルドやクマ（2代目）などといった主要キャラクターが所属しているケースもある。
"The King of Iron Fist Tournament"（鉄拳大会）自体、元々は三島財閥・鉄拳衆の戦力強化を目的として、部隊の有能な格闘家を探し出すために始められたものである。また三島高専を優秀な成績で卒業すると、鉄拳衆にスカウトされる等、エリートのような扱いをされている。結成は第2回大会後とされているが、第1回大会よりも前の時系列であるスピンオフ作品『デス バイ ディグリーズ』にも「鉄拳衆」なる部隊が登場する。厳密には別組織なのか、それとも設定が変更されたのかなどの言及は現在までになされていない。
The King of Iron Fist Tournament 2を制し、三島財閥に返り咲いた三島平八によって組織される。財閥の発展のため、世界の信頼を得るという方針のもと、各地の平和維持活動に従事。15年の歳月が流れたある日、インディオの遺跡を発掘していた部隊が謎の生命体を発見する。平八の指示により回収を試みるが「奴は闘神か?!…」という謎の無線報告を最後に全滅。その後、「闘神」という者の存在を知った平八によって『鉄拳3』の物語が始まる。
『鉄拳4』では、「デビル因子」を狙う平八の指示で、各地にあるG社の研究施設を襲撃するが、蘇生していた三島一八の迎撃によって一部の部隊が壊滅。その後開催されたThe King of Iron Fist Tournament 4で風間仁を急襲し、捕獲に成功する。
『鉄拳6BR』から登場するラース・アレクサンダーソンは、鉄拳衆の将校であったが、『鉄拳6』のストーリー「シナリオキャンペーン」モード冒頭で約半数に登る3万人ほどの鉄拳衆を引き連れて離反。そのため、同モードには、正規軍（三島財閥側、プレイヤーにとって敵）と反乱軍（プレイヤーにとって味方）といった2つの陣営が存在する（以降は反乱軍を除く三島財閥側・正規部隊の鉄拳衆を解説）。
『鉄拳7』では中東で消息を絶った頭首、風間仁の捜索に加えて、トップ不在による体勢の崩れからG社との戦争も劣勢になりつつある。ニーナ・ウィリアムズの主導で何とか部隊としての機能を維持していた折、かつての頭首で、公にはか死亡したとされていた三島平八が財閥に乗り込んでくる。その時は部外者であり侵入者でもあった平八を部隊総動員で迎え撃つも、瞬く間に制圧される。「仁が消息不明である今、三島財閥を立て直せるのはワシを置いて他におるまい！」平八はそう言い、再び三島財閥頭首の座につくと、The King of Iron Fist Tournament 7の開催を宣言する。
没案ではあるが女性の鉄拳衆の設定も存在し、『鉄拳レボリューション』においての追加キャラクター候補にもなっていた。素顔はゲームでは基本的に出ないが、ラースのスペシャルムービーで出てくることがあった。パチスロ鉄拳3rdでデザインが今までのスロット版から一新される。

### 鉄拳僧（てっけんそう）［Tekken Monks］
- 格闘スタイル：三島流拳術など
- 国籍：不明
- 登場：鉄拳8

秘境に隠れ、武を追求し続ける僧伽。数百年前、悪鬼退治で知られた「三島流拳術」の継承者争いに敗れ、仏門に入った一族と言われている。失われた最終奥義を復活させ、三島流を正しき道に戻すために動き出す。
高僧は四神の意匠が施された面を被っており、白虎の面を被る三島平八以外の素顔は明かされていない。

### 鉄人（てつじん）［Tetsujin］
- 格闘スタイル：木人拳
- 国籍：不明
- 登場：鉄拳TT、鉄拳レボリューション

『鉄拳TT』における木人の1Pカラーで、木人のアイコンにカーソルを合わせてLPボタンで決定するとこの鉄人がプレイヤーキャラクターになる。キャラクター性能面では木人との差は全くない。鉄人使用時、ロード画面で十字キーの下を入力し続け、そのまま戦闘画面にいくと、打撃技被撃時の効果音が金属質のものになる。対人戦やVSモードで10連勝すると、黄金に光り輝く「黄金鉄人」に変化する。
『鉄拳レボリューション』において、アーケードモードで7連勝すると登場し、8連勝すると「金人」も登場する。
年齢、血液型共に不明。身長178cm、体重95kg。

### デビル［Devil］
- 格闘スタイル：三島流喧嘩空手+α
- 国籍：無し
- 登場：鉄拳2、鉄拳TT、鉄拳TT2、パチンコCR鉄拳、パチスロ鉄拳2nd、パチスロ鉄拳デビルVer.
- 声：中田譲治（〜TT）→篠原まさのり（鉄拳4、NAMCO x CAPCOM）

“デビルカズヤ [Devil Kazuya]”とも呼ばれる。『鉄拳2』では最終ボスとして登場。三島一八を見守る神秘的な「意想」が具現化した姿、という説がある。人によってそれは悪魔（デビル）に見えたり、天使（エンジェル）に見えたりする。一八とは別の人格でもあったらしいが、『鉄拳4』で統合という形の中、一八の中で溶けていく。この際赤目だった一八の目が両方元の目の色に戻っている。人間がデビルに変身するためには「デビル遺伝子」が必要とされており、三島一八と風間仁にはそれがあるが、三島平八とラース・アレクサンダーソンにはない。
ゲームキャラクターとしては三島一八がベースになっている。一八が持つ固有技の一部が削除されているが、代わりに額からビームを発する技「インフェルノ」などの固有の技が備わっている。公式での登場は『鉄拳2』からだが、鉄拳では一八をキックボタンで選択した際に1/256の確率で全身青色の一八になるという隠し仕様があった。これには翼もなければビームも出さないが容姿から「デビルカズヤ」と呼ばれた。一八と比べると若干腕が長く一部の技のリーチが長い。PlayStation版『鉄拳』においても、ロード中のミニゲームをある条件でクリアした後であればスタートボタンで一八を選択すると、「デビルカズヤ」が使用できるという隠し要素が用意されている。『鉄拳TT』では、一八と組むと交代時に一八がその場でデビルになる「変身チェンジ」というシーンが見られる（その逆もまた同様）。『鉄拳2』のアーケード版ではKO時の悲鳴が一八から流用されていただけだったが、PS版では一八の声にデビルとしての声を重ね合わせたような声が使用されている。またステージBGMもアーケード版では一八ステージと同じだったが、PS版のARRENGEでは一八ステージを元にした新BGMが使用されている。『鉄拳4』以降は、プロローグ、エンディングやムービーにのみ登場する。
年齢は∞。血液型はなし。身長、体重は自在。
『鉄拳TT2』では一八と一体化しており、コマンドによりデビル化できるようになった（服装はそのまま）。
映画『鉄拳 BLOOD VENGEANCE』では黒から深緑を基調としていて全身に鋭いウロコが追加されるなどより悪魔らしい、ゲームとは異なるデザイン（竹谷隆之造形）で登場する。
『鉄拳7』ではレイジ状態でのみ変身することが可能。ストーリーモードの終盤では一八がデビルの力の全てを解放して変身する。額の他に胸の中心、羽に3つの目が追加され、紫を基調とした禍々しい姿に変身。ほとんどの攻撃動作がパワークラッシュ状態で攻撃を受け流し、「風神拳」などの浮かせ技を食らった直後に飛空状態となってデビルブラスターを放つなど圧倒的な強化がされている。また通常の一八では不可能なコンボや独自のレイジアーツを使う。
パチスロ版では初代から登場しているが、2ndおよびデビルVer.では主役級の役回りとなり、専用のステージや演出などに多数登場する。パチンコ版にも仁との因縁の相手として登場している。

### デビル仁（デビル じん）［Devil Jin］
- 格闘スタイル：不明（三島流喧嘩空手+風間流古武術+α）
- 国籍：無し
- 登場：鉄拳5以降全作、CRパチンコ鉄拳、パチスロ鉄拳2nd、パチスロ鉄拳デビルVer.
- 声：千葉一伸

『鉄拳3』における仁の人物紹介ですでにその存在が示唆されており、『鉄拳3』、『鉄拳4』のエンディングにおいてその姿を見せている。
『鉄拳5』、『鉄拳5DR』のCPU戦で、最終ボス三島仁八の前に登場する中ボス的存在兼プレイアブルキャラクターとして登場。第4回鉄拳大会後、風間仁の精神が崩壊してしまい完全にデビル化してしまった「もしも」の姿である。『鉄拳6』でも『鉄拳5』と同様の設定で登場する。『鉄拳4』までの外見からデザインが若干変更されるとともに、暴走、狂気キャラクターという位置付けになった。
『鉄拳4』で格闘スタイルが変わった仁とは別に『鉄拳3』、『鉄拳TT』時の仁を復活させた形である。父親の三島一八と違い、自分の意志でデビル化しているわけではなく制御もできない。『鉄拳5』の風間飛鳥のエンディングにおいては、彼女の力によりデビル化が収まっている。『鉄拳タッグトーナメント』『鉄拳タッグトーナメント2』では母親である準の力により元の姿に戻った。
映画『鉄拳 BLOOD VENGEANCE』では理性を失うことなく、ゲームとは全く異なるデザイン（竹谷隆之造形）で登場する。
『ストリートファイター X 鉄拳』のムービーや必殺技では、仁がデビル仁に豹変する演出がある。
『ソウルキャリバーV』のクリエイションでは選択できる流派の一つとして「デビル仁」が存在する。
パチスロ版においてはデビルの宿敵として登場。また、パチンコ版にも登場し、仁がデビル化すると問答無用で勝利すなわち大当たりが確定し、敵を圧倒的な容赦ない攻撃でメッタ打ちにする様子が描かれる。
『鉄拳7FR』では、国連軍の部隊に回収される際に着せられた拘束服と首輪、鎖が巻きついた姿で登場。

### 伝説のカポエイラマスター（でんせつのカポエイラマスター）［The Legendary Capoeira Master］
- 格闘スタイル：カポエイラ
- 国籍：ブラジル
- 登場：鉄拳3（オープニング）、鉄拳5、鉄拳5DR（クリスティ、エディのED）

本名不明。エディ・ゴルドが収容されていた刑務所で彼にカポエイラを伝授した老人。クリスティ・モンテイロの祖父にあたる。ムービーなどには登場するがプレイアブルキャラクターとしては出てこない。出所する時には不治の病に侵されており、余命半年だと宣告される。この病を治療するためにエディとクリスティは『鉄拳5』、『鉄拳6』に参加することになるが、『鉄拳6』での彼らのエンディングでは死亡してしまう。
三島仁八とはかつて対戦したことがあるらしい。また、鉄拳衆は彼を格闘家の中では最も恐れていたという。

### 東郷（とうごう）［Tougou］
- 格闘スタイル：鉄拳衆特殊部隊格闘術
- 国籍：不明
- 登場：鉄拳6
- 声：郷田ほづみ

ラース率いる反乱部隊の副官。パートナーキャラクターとして戦闘に参加するが、プレイアブルキャラクターとしては使用できない。
主に『鉄拳6』のストーリー「シナリオキャンペーン」に登場。作戦中、G社の介入によって連絡が途絶えた急襲チームを追って三島財閥の研究所に赴く。隊員の遺体を発見・回収するも、リーダーであるラース・アレクサンダーソンの身柄だけが見つからず、さらに正規軍（三島財閥側の鉄拳衆）がこちらに向かっているとの知らせを受けて撤退する。ラースの身を案じつつ捜索を続けていたところ、無事ラースを見つけ出すが、彼は過去の記憶を失っていることが判明し、当面はラースの代わりに反乱部隊を率いることとなる。そんな折、過去に三島平八が闘神調査の際に入手したという碑文についてラースから問い合わせがあり、その所在を調査。極秘の情報であったが見事、碑文の保管場所を掴むことに成功する。そして記憶が戻ったラースと合流し、三島財閥とG社に対する本格的な軍事作戦を決行、双方の重要拠点を制圧する。いよいよG社の本社セントラルタワーに突入する先陣のラース達であったが、敵の猛攻に足止めを食らう。そこで部下と共にラースの前に現れると、三島一八と闘わせるためにラース達をタワーに行かせ、G社の兵士たちと交戦する。その場にいた敵を全滅させるが、自らも深手を負い、帰ってきたラースに「絶対に奴らを倒せ」と告げて息を引き取った。
『鉄拳レボリューション』の追加キャラクター候補の一人。

### トゥルー・オーガ［True Ogre］
- キャッチコピー：鬼
- 格闘スタイル：不明
- 国籍：不明
- 登場：鉄拳3、鉄拳TT、鉄拳TT2

闘神オーガが、準決勝で敗れ地に伏していた三島平八から闘気を取り込み、最終進化を遂げた姿である（三島平八使用時は風間仁から奪う）。背中から生えた翼で空を飛び、灼熱の炎を吐く。右手は蛇のような生き物になっており、文章として表現し難い異様な外見をしている。
変身前のオーガとほぼ同じ技を使用し、それにプラスして炎を吐く、空を飛ぶなどの固有技が追加されている。ただし、体型が大幅に変化したために変身前よりも当たり判定が大きくなっており、逆に劣化した部分も見られる。
『鉄拳TT2』では「オーガ / OGRE」の表記で追加され、第二の中ボスとして登場。平八・仁八ペアを倒すと平八に地獄に落とされ、地獄ステージで彼と闘うことになる。本作では『鉄拳4』以降のキャラクターの技も所持している。アーケードモードでオーガに負けてしまうとコンティニュー画面でオーガが背を向けて何かを弄る。
『鉄拳レボリューション』において、アーケードモードのレアエネミーとして黄色に輝く「ゴールデンオーガ」が登場する。

### トゥルーデビルカズヤ［True Devil Kazuya］
- 登場：鉄拳8

『鉄拳8』のストーリーモードで一八がアザゼルを吸収したことで変化した一八のデビル化の新たなる姿。『鉄拳8』のCPU専用キャラクターの一人。『鉄拳8』のArcade Battleでも最終ボスの一人として登場する事もある。

### Dr.アベル［Dr. Abel］
- 国籍：不明
- 登場：鉄拳3（ガンジャックのED）、鉄拳4（ジュリアのED）

謎の天才科学者。ボスコノビッチ博士のライバルで人造人間（レプリカント）の研究をしている。死人のブライアン・フューリーをレプリカントとして再生させたのも彼である。
攻撃型人工衛星を開発しており、『鉄拳3』のガンジャックのエンディングでガンジャックにレーザービームを放って破壊しようとしたが、ガンジャックの強力なシールドにより防御された。『鉄拳7』では三島財閥がその衛星を所有していて、平八が一八と豪鬼の戦闘中にレーザービームを放ち両者を消し去ろうとした。
『鉄拳4』では三島財閥に身を寄せていたが、ブライアンと再会した際に殴り飛ばされる。死亡したかは不明だが、それ以降はジュリア・チャンのエンディングを除いて登場しない。『鉄拳7』のストーリー“The Mishima Saga”における台詞から察するに、三島財閥にいないのは確かな模様。
年齢は『鉄拳3』の攻略本のブライアンの記述によると88歳。

### Dr.ボスコノビッチ［Dr. Bosconovitch,Доктор Босконович］
- キャッチコピー：創造主
- 格闘スタイル：自分の知っているすべて
- 国籍：ロシア（鉄拳3）、データ抹消（鉄拳TT2）
- 登場：鉄拳2（吉光のED）、PS版鉄拳3、鉄拳TT（鉄拳ボウルの背景）、鉄拳4（ブライアンのED）、鉄拳5（吉光とブライアンのOP）、鉄拳TT2（家庭用版のDLC）
- 声：大木民夫（OVA、ドラマCD）

ロシアの天才科学者。PS版『鉄拳3』および家庭用版鉄拳『鉄拳TT2』ではプレイアブルキャラクターとして使用可能。
軍用ロボット「ジャック」製作者で永久機関の開発者。三島一八の命令でニーナをコールドスリープさせ、その後アンナ自身の望みで彼女をコールドスリープさせた。
『鉄拳2』では自身の研究所に侵入してきた吉光を救助。彼の左手の改造手術を行った。その後、三島一八に誘拐され三島財閥で働かされていたが、吉光によって救出される。
『鉄拳3』では謎の病原体に冒されており、治療には「闘神」の血が必要なため大会に参加。治療が成功したかは不明だが、以降の作品でも健在である模様。（同作における自身と吉光のEDムービーでは、闘神の血によるマウス実験が描かれている。）
『鉄拳4』では吉光が運んで来たブライアンが寿命のため、永久機関を取り付け命を救った。
研究において善悪の概念は無く、特定の派閥にも属していない。三島財閥から救出（『鉄拳2』）後、『鉄拳3』〜『鉄拳5』の頃までは吉光（卍党）の保護下にあったが、『鉄拳6』では何故か三島財閥の研究所に戻っている。その後『鉄拳8』では「ヴァイオレット・スーツ」開発に協力していることから、現在はリー・チャオランの経営する「ヴァイオレット・システムズ」もしくは反乱軍「ユグドラシル」に身を置いているものと思われる。
非戦闘員のため戦う時はすぐに腰砕けになるが気合い溜めをした後に20連コンボを出すことが可能。一見弱そうだが、他のキャラクターの固有技や構え、投げコンボまで持っている（老人らしい動作を他のキャラクターのモーションから適当に詰め込んだため、製作スタッフすら完全に技を把握しておらず、攻略本に載っていないコンボや技も多い）。他にも風神拳に似た「賢人拳」、ガンジャックに当てると操作が可能になる「ジャックテイマー」といった技を持つ。
『鉄拳TT2』では、ほとんどがオリジナル技に変更になり、ほぼ新キャラクター同様となっている。
台詞のある『鉄拳4』では英語で話していたが、『鉄拳TT2』ではロシア語に変更された。

## な行

### NANCY-MI847J
- 格闘スタイル：不明
- 国籍：三島重工
- 登場：鉄拳6、鉄拳6BR

ジャックとは別系統で設計・開発された三島重工の機動兵器。その巨大な機体サイズゆえ俊敏とはいいがたいが、強固な装甲と、潤沢な武器・弾薬を備え、防衛拠点としての役割も果たす。『鉄拳6』のストーリー「シナリオキャンペーン」モードでは、アリサ・ボスコノビッチが偶然、始動キーを手に入れる（「G社ミレニアムタワー」のステージでのみプレイヤーによる操作が可能）。その後、三島財閥セントラルタワーに繋がる地下通路でラース達の前に立ちはだかるも、助っ人として現れたレイヴンによって破壊される。
アザゼルをも上回る超巨体を持ち、技を当てても転んだり浮いたりすることはなく、投げることもできない。一定量のダメージでパーツが破損し怯むことはあるが、それ以外では何をしても怯まない。ガード不能のガトリング砲、レーザーで落とし穴を作り（落ちると一発で、体力に関係なく負け扱いになる）、振り向く動作にも攻撃判定がある。
CPU風間仁ステージの前にボーナスステージとして戦うことになる。1ラウンド勝負のみで勝てばファイトマネーのボーナス、負けるとノーボーナスとなる。また、たとえ体力差で勝っていてもタイムアップになると無条件で負けとなる。

### ニーナ・ウィリアムズ［Nina Williams］
- キャッチコピー：サイレントアサシン
- 格闘スタイル：暗殺格闘術、骨法、合気道をベースとした暗殺格闘術
- 国籍：アイルランド
- 登場：全ての作品、パチスロ鉄拳3rd
- 声：冬馬由美（鉄拳〜鉄拳TT、Tekken:Bloodline）→リーソル・ウィルカーソン（鉄拳4）→メアリー・エリザベス・マクグリン（デスバイディグリーズ、鉄拳5〜、鉄拳TT2のムービーシーン中の台詞、ストリートファイター X 鉄拳（英語版）、鉄拳 BLOOD VENGEANCE（英語版）[注 23]） / 高山みなみ（OVA、ドラマCD）、田中敦子（鉄拳 BLOOD VENGEANCE）、小林ゆう（ストリートファイター X 鉄拳）、平野夏那子（実写映画・日本語吹替）

年齢は『鉄拳』で20歳、『鉄拳2』で22歳、コールドスリープ後の『鉄拳3』も22歳（戸籍上41歳）、『鉄拳4』〜『鉄拳7』で24歳（戸籍上43歳）。戸籍上ではすでに40代だが、19年間コールドスリープだったため肉体は20代のまま。血液型はA型だったがコールドスリープ中に変貌したらしい。身長168cm、体重56kg。
一流の暗殺者である父より幼少の頃から暗殺術として骨法を教え込まれ、母親からは護身術として合気道を教えられ、自身も一流の格闘センスを持つ暗殺者となったニーナは、三島財閥頭首三島平八の暗殺の依頼を受けThe King of Iron Fist Tournamentに参加する。『鉄拳』で、お互い殺し合うほどの喧嘩をするくらい仲が悪い妹のアンナ・ウィリアムズと出会い、喧嘩に夢中になるあまり任務に失敗し、アンナとの決着もつかず仕舞いとなってしまった。
妹との決着をつけるため（と一応三島一八暗殺の任務のため）The King of Iron Fist Tournament 2に参加。しかし『鉄拳2』でも姉妹喧嘩に夢中で一八暗殺に失敗、三島財閥によって捕らえられ、コールドスリープ試作機の実験台にされる。
それから約20年後、世界中では「闘神」による事件が多発し、闘神の影響を受けコールドスリープより目覚めるが、実験の後遺症として記憶を失う。闘神に操られるまま風間仁を標的として大会（『鉄拳3』）に参加。
大会後も記憶は戻らず、暗殺者として仕事を請け負い続ける。そんな時、あるマフィアの依頼により、標的のボクサー「スティーブ・フォックス」を追ってThe King of Iron Fist Tournament 4に参加する。『鉄拳4』にて、スティーブが自分の息子だとわかるが、特別な感情をもつことはなかった。依頼主のマフィアも逮捕され、スティーブを狙う理由もなくなる。
その後、自分の妹だと名乗るアンナと数年ぶりに再会する（アンナもニーナと共にコールドスリープ実験の被験者となっていたが、記憶を失うような後遺症はない）。アンナの顔を見たとたん記憶が蘇り、アンナと数日間死闘を続けたが決着はつかず、The King of Iron Fist Tournament 5での対決に持ち越すことになる。そして『鉄拳5』でアンナと対決し勝利。
妹に勝利し、当面の目標を失っていたところ、三島財閥の工作員（鉄拳衆）にスカウトされ、世界各地で破壊工作に従事する。The King of Iron Fist Tournament 6の開催が発表され、風間仁を狙う者を始末するために参加。『鉄拳6』のストーリー「シナリオキャンペーン」では仁直属の工作員として彼に同行。一方で、死亡が報じられていた三島平八の邸宅に人の出入りがあるとの情報を受けて単身潜入し、平八の生存と動向を確認する。その後は仁の護衛として、三島財閥に乗り込むラース・アレクサンダーソン達の前に2度立ちはだかる。
『鉄拳7』では鉄拳衆を率いて消息不明の仁を捜索していたが、その最中に平八が財閥本部に現れる。部隊総出で立ち向かうも敗北、三島財閥を立て直すため彼の下に付くこととなる。仁がラースのもとにいるとの情報を掴み、反乱軍のアジトであるヴァイオレット・システムズ社の施設を襲撃するが失敗、三島財閥から離脱した。その後、新たなクライアントから、マフィアの幹部が集まる結婚式に偽の花嫁として出席してターゲットを抹殺するという依頼を受ける。作戦は成功したがその直後、事態収拾に向かった鉄拳衆に発見されてしまい追われる身となった。このことが影響して、ウェディングドレスはボロボロになっている。スティーブのストーリーでは、この逃走中にスティーブと会い、彼が育った施設と腕の傷について話した。その結婚式は、本来アンナが花嫁として出席する予定であり、彼女からは更に恨みを買う事となる。
その後しばらくはフリーの暗殺者として活動していたが、『鉄拳8』では一八にスカウトされて、G社の作戦参謀を務めることになる。
自分の心情や物事の善悪にかかわらず、自分を雇うクライアントの意志に基づき行動し、契約外の人間関係には無関心か静観を決め込むビジネスライクな性格であるが、その分、物事の真理までも見据えているかのような達観的な考察をする一面もある。基本的には多少のことでは動じないが、アンナが少しでも介入すると、例え任務中であったとしても姉妹喧嘩を優先したり、妹が少しでも自分より上回る部分があると我慢できないという子供っぽい一面もある。
近接格闘のみならず、銃器や刀剣といった武器も難なく扱える。The King of Iron Fist Tournamentの始まる前から「最強のスイーパー」と言われるほど凄腕の暗殺者であるが、三島家関連をターゲットにした任務はことごとく失敗している。
『鉄拳5』のエンディングではアンナにちやほやしている映画スタッフたちを、あらかじめ仕掛けていた爆弾を遠隔操作で爆破して妹と一緒に吹き飛ばし、『鉄拳6』のエンディングでは不意打ちを仕掛けてきたアンナを返り討ちにした後で、口紅でアンナの顔に落書きをするなど、時には過激に、時にはお茶目にアンナを退けている。
なお、彼女を主人公としたアクションゲーム『デス バイ ディグリーズ - TEKKEN: NINA WILLIAMS』（以降『DBD』）がPlayStation 2で発売された。好きなものは、「トムとジェリー」のトムとミルクティーとスコッチ。
シリーズ初期において、本心では暗殺稼業に抵抗している旨の記載があったが、シリーズ全体（時系列では『鉄拳』よりも過去の『DBD』も含む）を通して、そのような描写は皆無に近い。
パチスロ鉄拳3rdにおいては、仁と行動を共にするパートナーとして登場する。
鉄拳シリーズでは数少ない皆勤キャラクターの一人で、女性キャラクターはニーナのみである。また、ギネス世界記録ゲーム版において「最もホットな」女性格闘キャラクターに選ばれた。
開発当初は黒髪で袴姿の日本人キャラだった。

### ニーガン［NEGAN］
- 格闘スタイル：不明
- 国籍：アメリカ
- 登場：鉄拳7FR（家庭用版DLC）
- 声：ジェフリー・ディーン・モーガン

アメリカのゾンビ・アポカリプスをテーマにした連続テレビドラマ『ウォーキング・デッド』からの客演で、同作のシーズン6〜7のキャラクター設定。有刺鉄線を巻き付けて強化したバットに亡くなった妻の名前である「ルシール」と名付け、それで相手を容赦なく撲殺する凶暴な男。
『鉄拳7』のシーズンパス第2弾告知のムービーで、アンナ・ウィリアムズ、レイ・ウーロン、そして最後に彼のシルエットが現れ、「THE・WALKING DEAD×TEKEEN7 NEGAN JOINS THE FIGHT」と参戦が告知された。

### ニクラス・クリーゼン［Niklas Kliesen］
- 格闘スタイル：八極拳
- 国籍：ドイツ
- 登場：鉄拳6、鉄拳8
- 声：トム・ソロ（鉄拳8）

レオの父で、世界的に有名なスペランカーかつ考古学者。レオが幼い頃に行方不明となっていたが、『鉄拳8』で生存していることが確定。『鉄拳6』のレオのエンディングに登場する手紙も、ニクラスが書いたものと思われる。

### ノクティス・ルシス・チェラム［Noctis Lucis Caelum］
- 格闘スタイル：武器召喚
- 国籍：ルシス王国
- 登場：鉄拳7（家庭用版DLC）
- 声：鈴木達央

スクウェア・エニックスのコンピュータRPG『ファイナルファンタジーXV』からの客演。様々な形態の武器を使い分ける。ノクティスのステージでは壁際に近づくと仲間の歓声が聞こえる演出がある。
PVにおいてはラース・アレクサンダーソンとは旧知の中であるかのような描写で、共に釣りに興じていたり、勝利後には電話で連絡していたりする。

## は行

### パンダ［Panda］
- キャッチコピー：レッドデータアニマル
- 格闘スタイル：平八流熊真拳改
- 国籍：中国（鉄拳3）、無し（鉄拳5〜）
- 登場：鉄拳3、鉄拳TT、鉄拳4、鉄拳5、鉄拳5DR、鉄拳6、鉄拳6BR、鉄拳TT2、鉄拳7、鉄拳8、パチンコ鉄拳、パチスロ鉄拳2nd、パチスロ鉄拳3rd
- 声：武虎（鉄拳 BLOOD VENGEANCE）

年齢は『鉄拳3』では7歳（人間でいえば16〜17歳）、『鉄拳4』〜『鉄拳7』では9歳。血液型は不明。身長277cm、体重200kg。
シャオユウのペットでクマの2Pカラー。格闘技はクマと同じ物を平八に仕込まれた。毎回シャオユウに付き合って大会に参加している。
ペットというより母親的な心情でシャオユウを常に気にかけており、時折突拍子な行動に出る彼女にしばしば肝を冷やされている。
クマに惚れられているが全く相手にしておらず、むしろ一方的に鬱陶しがっている。
しかし、一時期姿を見せなくなったときは少し気にかけていた。
『鉄拳TT2』ではクマとは別キャラクター扱いになった。これにより性能は全く同じだがクマとタッグが組める。
『鉄拳7』のストーリーモードでは仁を探すと言ったきり帰ってこなくなったシャオユウを探しているうちに大会のアリーナに着く。ポールと対戦し、勝利した後、ブレスレットが取れた時にシャオユウの匂いを嗅ぎつけ、シャオユウの所へ向かうべくアリーナを後にした。
『鉄拳8』のストーリーでは、三島財閥ビルでシャオユウを発見する。彼女は仁の捜索データを入手しており、仁を追って世界中を巡る旅にパンダも同行する。仁との再会用にシャオユウの服装をコーディネートしつつ、世界各地を巡るが仁は見つからない。それでも諦めないシャオユウに最後まで付いていく決意をする。
パチスロ版2ndの演出でシャオユウを乗せて突っ走るも飛鳥と激突してしまうというくだりの演出がある。3rdにも登場。

### 平野 美晴（ひらの みはる）［Miharu Hirano］
- 格闘スタイル：シャオユウと同じ
- 国籍：日本
- 登場：PS2版鉄拳4、鉄拳TT2（家庭用版のDLC）
- 声：藤巻恵理子（鉄拳4）

リン・シャオユウのクラスメイトで親友。プレイステーション2版『鉄拳4』ではシャオユウのアナザーカラーとして登場する。
『鉄拳TT2』では、シャオユウの技に加え「ドキドキエルボー」や「ミハルアンリミテッド」などのオリジナル技が追加された。

### ファーカムラム［Fahkumram］
- 格闘スタイル：ムエタイ
- 国籍：タイ
- 登場：鉄拳7（家庭用版DLC）、鉄拳8

全身にタトゥーや傷がある、身長2mを超える巨漢の男性。
幼い頃からムエタイを始め、メキメキ頭角を表していたが、12歳の時、雷に打たれたものの一命を取り留める。やがて2ｍを超える身長に成長し、強力無比の技とクレバーな試合運びで、18歳でムエタイの王者に君臨。試合も全戦全勝で国民的英雄になった彼は人気絶頂の中、結婚して娘も生まれて幸せな家庭を築いていった。しかし、24歳の時に見知らぬ男たちから莫大な金額が賭けられた八百長試合を持ちかけられ、わざと負けるように命令されたが、彼は不正を許さず試合で相手をノックアウトした。男たちはファーカムラムを殺そうと集団で襲いかかるが、彼は返り討ちにした。やがて警察に捕らえられたファーカムラムは正当防衛を主張するが、八百長を持ちかけてきた男たちは、実は一部の腐った軍や警察関係者だったため、ファーカムラムは軍に拘束され、家族も軍に軟禁される。ファーカムラムは軍の監視の下、理不尽な裏社会での扱いを受け、次第に心が凶暴になっていく。4年後、三島財閥とG社が争っていることで、軍は三島財閥が国の脅威と判断し、ファーカムラムに国の代表としてThe King of Iron Fist Tournament 7に出場して優勝してほしいと命令した。結果次第では家族を解放するという提案に乗ったファーカムラムは出場を決意した。

### 花郎（ファラン）［Hwoarang, 화랑］
- キャッチコピー：ブラッド・タロン
- 格闘スタイル：テコンドー
- 国籍：韓国
- 登場：鉄拳3以降全作
- 声：森川智之（鉄拳3〜鉄拳4、Tekken: Bloodline[18]）、グレッグ・デール（鉄拳4のムービー）、イ・ジョング（韓国版鉄拳4）、→オム・サンヒョン（鉄拳5〜）、前野智昭（ストリートファイター X 鉄拳）、クリス・リカボー（ストリートファイター X 鉄拳（英語版））

年齢は『鉄拳3』で19歳、『鉄拳4』〜『鉄拳7』は21歳。血液型はO型。身長181cm、体重68kg。
『鉄拳2』に登場したペク・トー・サンの弟子。ストリートファイト詐欺団のリーダーで韓国に訪れていた日本の財団一行を相手にしようとしたところ、同年代の日本人・風間仁に屈辱の引き分けを喫してしまう。仁に借りを返す（ついでに行方不明になったペクを探す）ため大会に参加（『鉄拳3』）。大会で仁と会うことはなく、母国韓国に帰って徴兵を受け軍隊で無為の日々を送る中、The King of Iron Fist Tournament 4の開催を知り、「仁が現れるかもしれない」と思い、軍を無断で抜け出し大会に参加する（『鉄拳4』）。大会終盤で韓国軍に拘束され仁との再戦は果たせなかったが、韓国大使館で大使より行方不明のはずの師ペクからの手紙を受け取る。帰国し、兵役を終わらせ今度こそ風間仁と再戦するため大会に参加する（『鉄拳5』）。第5回大会で仁と闘い勝利を収めるが、その後、咆哮と共にデビル化した仁に為すすべなく一方的にやられ、意識を失う。やがて目を覚ましペクから経過を聞き、看護師の制止を振り切り、ペクにもっと力が欲しいと懇願する。その後、今まで以上に修行に取り組み、仁を倒すため第6回大会へと向かう（『鉄拳6』）。風間仁が世界に宣戦布告をして大会が発表された後、風間仁は失踪してしまう。彼が生きている事を信じるファランは彼を探し出すため、目撃例を頼りに中東へ向かう（『鉄拳7』）。中東にて、ついに仁と再会するが、彼は以前成すすべなくやられた黒翼を生やした姿だった。全力で対峙し、暴走する仁を何とか倒す事には成功するが、国際協力連合軍の介入によって彼は再び姿を消す。勝ったはずだが、何とも言えない感情が沸き上がるファランは精神修行を開始する。半年間の修行で、自分の望みと成すべきことに辿り着きつつあった（『鉄拳8』）。
ペクの弟子という設定だが、ペクと同じ技は数えるほどしかない。『鉄拳TT』や『鉄拳5』のエンディングでは師匠のペクには敬語を使い、頭が上がらない様子だが、『鉄拳TT2』のエンディングでは自分の過去を思い出して泣き崩れているペクを見て気を使うなど、慕っている様子も見せている。なおファランのモーションをテコンドー世界チャンピオン黄秀一が担当。
『鉄拳4』においては英語を喋っていたが、『鉄拳5』からは韓国語を喋っている。
『鉄拳4』では勝利時に特殊なコマンドを入力することによって森川智之によるファランの日本語ボイスを聴くことができる。なお、韓国発売版の『鉄拳4』限定でムービーシーン以外の全ての台詞が韓国語で吹きかえられている。
『ストリートファイター X 鉄拳』では足技のみでパンチを一切使用しない。

### 馮 威（フェン・ウェイ）［Feng Wei］
- 格闘スタイル：神拳流中国拳法
- 国籍：中国
- 登場：鉄拳5以降全作、パチスロ鉄拳2nd、パチスロ鉄拳3rd
- 声：土田大 ※ムービーシーン中のセリフはChuan Yin Liが担当

身長190cm、体重83kg。
年齢は初登場の『鉄拳5』〜『鉄拳7』で26歳。
「神拳」と呼ばれる達人の下で修業を積み、同門最強の実力をつける。しかし強さを求めたために禁忌の他流試合をし、諌めようとした「神拳」をも殺してしまう。神拳の極意が記されている「神拳奥義之書」が三島財閥にあると知ったフェンはThe King of Iron Fist Tournament 5に参加する（『鉄拳5』）。しかし、宝物殿から奪還した「神拳奥義之書」に奥義は記されておらず、「他の流派を打ち破り己のものとすることで、龍神と成る」という教えのみが記されていた。さらなる高みを求めてフェンはThe King of Iron Fist Tournament 6への参加を決意する（『鉄拳6』）。
モデルは漫画『グラップラー刃牙』の烈海王ということだけあり、シャオユウやレイが使用するトリッキーな動きの中国拳法とは異なり、直線的で破壊力のある剛拳を振るう。『鉄拳5』のエンディングでは掌底打ちで巨大な岩山を粉砕し『鉄拳6』のエンディングでは火山口から吹き出た溶岩の塊を拳で粉砕するといった力を見せる。
『鉄拳7FR』ではズボンが変更され、マフラーを着用している。
パチスロ版では、バトル演出において登場する。

### フォレスト・ロウ［Forest Law］
- キャッチコピー：蘇る炎の龍
- 格闘スタイル：マーシャルアーツ
- 国籍：アメリカ
- 登場：PS版鉄拳（吉光のED）、鉄拳3、鉄拳TT、PSP版鉄拳DR（リリのストーリーモードのプロローグイラスト）、鉄拳6（背景に登場）、鉄拳TT2（家庭用版）
- 声：原田勝弘[93]（鉄拳3〜鉄拳TT）→デイビッド・ヴィンセント（鉄拳TT2）

年齢は『鉄拳3』で25歳、参加していない『鉄拳4』〜『鉄拳6』では27歳。血液型はB型。身長177cm、体重66kg。
マーシャル・ロウの息子。『鉄拳3』において、ポールに無理矢理バイクに乗せられて大会に参加。しかし自分でも父の道場を継ぐにふさわしいか試したかったらしい。大会後、無断で大会に参加したため父に激怒され、一年間の他流試合禁止を命じられる。父に反発して家出し、『鉄拳5』ではポールのバイクでバイク事故を起こし、父に迷惑をかける。
『鉄拳4』以降父に戻ったのは人気がなかったわけでなく、開発側がオヤジキャラ好きだったため。
『鉄拳DR』のストーリーモードでリリのプロローグを見ると、「彼女がサンフランシスコで倒した相手から大会のチケットを入手した」という箇所で、リリに倒されダウンしている男は彼であった。『鉄拳6』ではRustic Asia（ラスティック アジア）のステージで、試合開始前に飛び込んできて事故を起こす車を運転している。また、車に近寄ってみると、彼が悔しそうな顔をしながら上半身を出している。

### ブライアン・フューリー［Bryan Fury］
- キャッチコピー：スネーク・アイズ
- 格闘スタイル：キックボクシング
- 国籍：アメリカ
- 登場：鉄拳3以降全作、パチスロ鉄拳2nd、パチスロ鉄拳3rd
- 声：デビット・シャフリ（鉄拳4〜）、トロイ・ベイカー（鉄拳6のムービーシーン中のセリフ）、林和良（実写映画・日本語吹替）、関智一（ストリートファイター X 鉄拳）、キース・シルバースタイン（ストリートファイター X 鉄拳（英語版））

年齢は初登場の『鉄拳3』で29歳。『鉄拳4』〜『鉄拳7』で31歳。血液型はAB型。身長186cm、体重80kg。
元はICPOに所属する刑事でレイ・ウーロンの同僚だったが、麻薬組織との繋がりなどの黒い噂や、レイとの因縁が絶えない人物だった。国際警察所属中に香港での銃撃戦の際、殉職。その後、Dr.アベルによってレプリカントとして復活。彼の命により、Dr.ボスコノビッチの開発した「永久機関」をねらって大会に参加（『鉄拳3』）。任務に失敗し追われる身となり、自分の寿命が長くないと悟り、打開策を求めて大会に参加（『鉄拳4』）。大会後力尽きるが、吉光に保護され、Dr.ボスコノビッチにより永久機関を組み込まれて一命を取り留める。その後施設にいた卍党党員を殺害し逃走。永久機関の性能を試すため大会に参加（『鉄拳5』）。しかし、吉光の度重なる妨害で大会中は力を最大限に振るうことはなかった。破壊衝動を抑えきれなくなったブライアンは、自ら世界各地の戦地に足を運び、その度に無差別な破壊行動を楽しんでいた。やがて、その行為にも飽き始め、戦場とは違った獲物を求めてThe King of Iron Fist Tournament 6へ参加する。
不気味な高笑いが特徴的な、極めて暴虐かつ残忍な性格をしたヴァンダル。殆どのエンディングでは戦闘や破壊活動に興じる様子が描かれているが、徒手格闘のみならず銃器や各種武器の扱いにも長け、サイボーグ化しているため銃弾や爆撃も通用せず、戦車の砲塔や鉄骨を投擲武器として使用するほどの規格外の怪力をも持ち合わせていることが確認できる。
格闘スタイルはキックボクシング。一部の技はブルースと重複しており、『鉄拳TT』ではコンビを組ませると開始時に特殊ポーズが見られる。
『鉄拳7FR』ではミリタリージャケットを羽織っていて覆面をしている。
ウィリアムズ姉妹のエンプレスヒール（ダウン追撃攻撃）を喰らうとブライアンのみが笑い出し、一旦は減った体力ゲージが数ドット回復する。
パチスロ版では、バトル演出において登場する。
新日本プロレスのケニー・オメガ（BULLET CLUB）とコラボしている。

### ブルース・アーヴィン［Bruce Irvin］
- キャッチコピー：ナイトメアー・インパクト
- 格闘スタイル：キックボクシング
- 国籍：アメリカ
- 登場：鉄拳2、鉄拳TT、鉄拳5、鉄拳5DR、鉄拳6、鉄拳6BR、鉄拳TT2
- 声：クリスピン・フリーマン（鉄拳5〜）/ 佐々木誠二（OVA）

年齢は初登場の『鉄拳2』で32歳。『鉄拳3』（不参加）で51歳。『鉄拳5』と『鉄拳6』で53歳。血液型はA型。身長190cm、体重85kg。
暴力と無秩序な環境で育った男。タイでのムエタイの試合で人気ナンバーワンのチャンピオンを再起不能に追い込んだことで殺し屋に付け狙われ、飛行機内で殺し屋と国際警察官が争ったことで飛行機事故へと巻き込まれる。その後三島財閥の頭首、三島一八の私設部隊に救出され、自身もそのメンバーとなるが、事故死した国際警察官はレイ・ウーロンの同僚であり、飛行機事故の唯一の生存者であったブルースは事情を聞くためにレイに狙われることになる（『鉄拳2』)。
一八が平八に敗れ消息を絶つと、自身も私設部隊を離れ戦場を転々としていたが、The King of Iron Fist Tournament 4に一八が出場していたことを知る。さらに頭首である平八の死亡が報じられて混乱する三島財閥がThe King of Iron Fist Tournament 5の開催を発表。好奇心と一八に再会するため、出場を決める。『鉄拳5』で一八との再会を果たし、共にG社を乗っ取ることに成功する。
『鉄拳6』では一八直属の私設部隊長として三島財閥を撃破してゆく。三島財閥の頭首である風間仁がThe King of Iron Fist Tournament 6の開催を宣言すると、ブルースも仁を捕らえるべく参加を決める。
女性に対して下品な態度をとったり、一八に対して下剋上を宣言することがあるなど、粗暴な一面があるが、『鉄拳2』、『鉄拳5』のエンディングでは貧乏な子供に優しい姿を見せる。なお、ファイトスタイルはキックボクシングとされているが、モーションや技名などはほぼムエタイそのものであり、『鉄拳5』から新技としてムエタイの技である首相撲が追加されたり、『鉄拳6』の追加コスチュームにパープラチアット（ムエタイ戦士が腕につけるお守り）が追加されているなど、シリーズが進むごとにムエタイらしさが強調されている。
OVA版では三島財閥の側近であり、大会参加を求めるジャック2へのテストのための刺客として勝負を挑む。しかし、ボディーブローを放つもジャック2の体が硬すぎて自分の骨を砕いてしまい、反撃を喰らって海に沈んでしまう。そのまま財閥からも見捨てられ、その後の登場はない。漫画版でも登場するがボブに負けている（詳細は省かれている）。また、原作でのレイ・ウーロンとの絡みはない。
初期作品では「ブルース・アービン」と表記されていた。

### プロトタイプ・ジャック［Prototype Jack］
- キャッチコピー：ロストメモリーモンスター
- 格闘スタイル：力任せ・パワーファイター[28]
- 国籍：ロシア
- 登場：鉄拳、鉄拳2、鉄拳TT、鉄拳TT2（家庭用版）

年齢は『鉄拳』で5歳。『鉄拳2』で7歳。血液型はガソリン。身長235cm、体重185kg。
ロシアが開発したジャックの試作バージョンであり、むき出しのメカが特徴。平八がジャックへの嫌がらせとして出場させる（『鉄拳』）。ジャックの改良ばかり進むのを知り、一八に自身のバージョンアップを要望した結果、承諾され、Dr.ボスコノビッチにチューナップしてもらえた（『鉄拳2』）。そのため、『鉄拳2』ではビジュアルが大幅に変更された。その後、『鉄拳3』時代にガンジャック建造の材料にされ、跡形もなくなった。
『鉄拳』では右腕がドリル、左腕がマジックハンドのような手、背中にロケット、そして体と右足が鉄の塊（2Pの姿はサングラスを掛けており、左腕がハサミのような手で顔以外は全て鉄の塊）という奇怪な見た目だったが、『鉄拳2』以降のデザインでは、銀色の肌で緑色の帽子とタンクトップに迷彩ズボン、黒のサングラスとオープンフィンガーグローブとコンバットブーツを着用している（2Pカラーも同じ服装の青系統となっている）。また、ニュートラルポーズは右手が前作のドリルのように回転し、左手は常時握る開くを繰り返している。
性能は基本的にジャックのコンパチだが、空を飛んで相手にのしかかる「ダイブボマー」などといった固有技も持つ（後にガンジャックや5以降のジャックシリーズが継承した）。共通で使う技に関してもPジャックの場合は手や胴体をドリルの如く回転させるモーションとなっている。『鉄拳TT2』ではピポットガン系など、ジャック6の一部の技が追加されている。
声もジャックからの流用だが、『鉄拳』のみジャックにはないボイスが存在している。これもジャック同様ジャックシリーズに受け継がれている。『鉄拳TT2』ではジャック6の声をさらに加工して流用されている。
『鉄拳2』のエンディングではスペースシャトルの発射台から遥か上空へ飛び立つが、ネジが数本外れて空中で爆発してしまう、『鉄拳TT2』ではニュートラルポーズ時に一定時間経つと突如停止し（演出なのでこの時点での操作は可能）再起動する、一部の技や被ダメージ時にネジが飛び散る、エンディングでは今度は自分を模したロボットに乗り込んで再び遥か上空へ飛ぶもネジを1本忘れたためにまた空中で爆発するなど、他のジャックに比べてコミカルな面が目立つ。
前述のバージョンアップについて、『鉄拳2』では一八の嫌がらせのせいで外見しか変えさせてくれなかった（本人は知らない）という設定だったが、『鉄拳TT2』では腕や胴体の回転機能、飛行機能を追加されたことになっている。
『NAMCO x CAPCOM』では複数体登場する。

### 白頭山（ペク・トー・サン）［Baek Doo San, 백두산］
- キャッチコピー：キリング・ホーク
- 格闘スタイル：テコンドー
- 国籍：韓国
- 登場：鉄拳2、鉄拳TT、鉄拳5、鉄拳5DR、鉄拳6、鉄拳6BR、鉄拳TT2、パチスロ鉄拳
- 声：オム・サンヒョン（鉄拳5〜） / 津久井教生（OVA）

年齢は初登場の『鉄拳2』で27歳。未出場の『鉄拳3』で46歳。『鉄拳5』と『鉄拳6』で48歳。血液型はB型。身長180cm、体重70kg。
韓国人のテコンドー使いで、無数のキックコンビネーションで攻め続けるスタイルが特徴。ファランの師匠という設定だが、ファランと同じ技は「ハンティングホーク」と「ヒールエクスプロージョン」ぐらいしかない。
テコンドーのチャンピオンだった父親を持つが父親は怪我が元で選手生命を絶たれ、酒びたりの生活を送り投獄される。母は蒸発し、そんな最悪の生活状況の元、脱獄してきた父をペクは誤って殺してしまう（『鉄拳TT2』では手合わせしている最中に父親が心臓発作を起こしたことが死因）。この体験がトラウマとなり、以後彼に付きまとうことになる。後に父同様にテコンドーを習得し、強靭な格闘家となるがある時、過去の父親殺しを知る人物から脅迫され、マーシャルの道場を襲うこととなり、道場の弟子たちに重傷を負わせる（『鉄拳2』）。オーガに拉致された後、意識不明の状態で倒れていたところを発見され、病院へ（『鉄拳3』）。軍を脱走したファランに手紙を出し、説得する。そして兵役を終えたファランと一戦交えるために、大会に参加（『鉄拳5』）。大会中にファランが仁に敗れ大怪我を負ったことを知り、大会を途中棄権し、ファランの元へ向かう。意識が中々戻らず、ペクは自分の指導に不備があったのではと悔やむ。それから3日後、意識を取り戻したファランに経過を話すとファランはさらなる力が欲しいとペクに懇願する。今まで見たことがない謙虚な姿勢に意思を感じたペクは自分の全てを弟子に伝えることを決意する。その後、ペクとファランは今まで以上の修行を励んだ。第6回大会が発表されると、ペクは自身の集大成として最後の戦いに身を投じる（『鉄拳6』）。
韓国版『鉄拳2』はデフォルトキャラクターの準がペクに変更されている。

### ポール・フェニックス［Paul Phoenix］
- キャッチコピー：超熱血格闘家、灼熱の破壊者
- 格闘スタイル：柔道をベースとした総合格闘技
- 国籍：アメリカ
- 登場：全作に登場（パチスロ鉄拳2nd含む）。本編以外でもゼビウス3D/G、アーバンレインにも登場
- 声：エリック・ケルソー（鉄拳4〜5）→ジェイミーソン・プライス（鉄拳6〜） / 大塚芳忠（ドラマCD、Tekken: Bloodline[18]）/ 山本兼平（ストリートファイター X 鉄拳）、マイク・マクファーランド（ストリートファイター X 鉄拳（英語版））

年齢は『鉄拳』で25歳、『鉄拳2』で27歳、『鉄拳3』で46歳、『鉄拳4』〜『鉄拳7』で48歳。血液型はO型。身長187cm、体重81kg。
シリーズを通して登場する皆勤賞男。柱のように逆立てた髪型がトレードマークだが、『鉄拳8』で変更された。
以前引き分けたことがある三島一八と決着をつけるためThe King of Iron Fist Tournamentに参加。アメリカは武術・格闘技の盛んな国で、多発するストリートファイトから身を守るためにも空手や柔道を習っている若者が多い。ポールの場合は柔道をベースに、より実践向けの空手風拳撃を加えた独自のスタイルを完成させている。それ以降基本的には宇宙一の格闘家を目指して大会に参加。『鉄拳』、『鉄拳2』大会では上位に食い込むが平八のペット、クマ（初代）を倒したところで力尽きて敗退。
『鉄拳3』で2代目クマと通算3度目の対決、またもや撃退しついに「闘神」オーガをも倒す。優勝したと思いこんだポールは意気揚々と母国アメリカに帰国するが、オーガは第2形態となり戦いは続いていた。その後、優勝者は風間仁と発表され、ポールは嘘つきのレッテルをはられてしまう。
周囲からそっぽを向かれ落ちぶれる中The King of Iron Fist Tournament 4開催を知り、全てを賭けて大会に参加する。『鉄拳4』の大会で一八の姿を見つけ心躍らせるが、またしてもクマが立ちはだかる。最初は有利だったが油断し、逆転でクマに敗北。
自身の慢心さを反省し、数ヶ月後、The King of Iron Fist Tournament 5に参加する。『鉄拳5』ではクマを倒した所で力尽きた。
賞金を得られぬまま、借金地獄に苦しむ中、再び大会の開催を知る。優勝すれば借金地獄から抜け出せると考え、チームを組むために修行仲間でもあるマーシャル・ロウに連絡を入れた（『鉄拳6』）。
The King of Iron Fist Tournament 7では、格闘技界の有名人である彼の登場で会場のボルテージは最高潮に達していた。対戦相手のクマが棄権し、代わりに登場したパンダと戦うことになってしまう。（『鉄拳7』）。
その格闘スタイルのため、キングやニーナほどではないがコマンド投げを多く持っている。マーシャル・ロウとは永遠の修行仲間で、その息子フォレストとも仲が良い（『鉄拳3』では半ば誘拐同然でフォレストと大会に参加）。
企画段階でのラフスケッチには「ポルナレフ」と書かれていた。初代『鉄拳』では三島一八のライバルキャラクターで準主役的扱いだったが、『鉄拳2』からはマーシャル・ロウのライバル的キャラクターとなり、同作の初代クマや『鉄拳3』以降の二代目クマもライバル的キャラクターとなったため、現在では一八との関係性は薄くなっている。『鉄拳4』で一八が復活した際、とくに執着を見せるような描写はなかったが、『鉄拳5』では一八との再決着へ臨む姿勢を見せていた。自身の代名詞的な技、崩拳（ぽんけん）は掛け声とともに右拳を力強く突き出す技。『アーバンレイン』に、プレイヤーキャラクターとして、マーシャル・ロウと共にゲスト出演している。
『鉄拳TT2』での特殊勝利ポーズでは、クマとは打ち解けているらしくダンスをしたり握手しようとする場面がある。またPS2版『鉄拳TT』のクマのエンディングでは、クマがパンダに告白するのを応援するポールの姿が見られる。
『鉄拳7FR』ではバイカーを意識した服に変更されている。
パチスロ版では、クマとのバトル演出において登場する。

### ボブ［Bob］
- 格闘スタイル：フリースタイル空手
- 国籍：アメリカ
- 登場：鉄拳6、鉄拳6BR、鉄拳TT2、パチスロ鉄拳2nd、鉄拳7 FATED RETRIBUTION
- 声：パトリック・ザイツ（鉄拳6、ストリートファイター X 鉄拳（英語版））、磯部勉（ストリートファイター X 鉄拳）

家庭用『鉄拳6』コレクターズBOX付属のtekken ART BOOKによると本名はロバート・リチャーズ（Robert Richards）。
年齢は初登場の『鉄拳6』と『鉄拳7』で27歳。決めゼリフは「スピード&ウェイト」。
幼い頃から格闘技の天才ともてはやされてきたが、体格の大きい相手にはどうしても勝つことができず、悩んだ末に肉体改造を行うことにする。数年経過した頃に肉体改造を終えて彼は帰ってきたが、以前の引き締まった体や端正な顔立ちはどこへやら。周りの目からは、彼がただ単に太ったようにしか見えなかった。周囲の落胆ぶりをよそにボブ自身は「パワー、ウェイト、スピード、全てにおいてパーフェクト」と非常に満足気。その自称究極の肉体を試す機会として、彼はThe King of Iron Fist Tournament 6に参加する（『鉄拳6』）。The King of Iron Fist Tournament 7の会場へ向かっていた所、謎の爆発に巻き込まれてしまう。視界を開けるとブライアンが待ち構えていたが、己の正義感がたぎり、ブライアンに立ち向かう。（『鉄拳7』）。
職業は原作では語られていないが、『ストリートファイター X 鉄拳』の公式ページでは「賞金首を捕らえるバウンティ・ハンター」と紹介されている。また同作品では『ストリートファイター』シリーズのキャラクターであるガイルにスタミナを指摘された。
漫画版でも登場。同作における職業はボンズマン（保釈保証業者）であり、作中で拳銃を持った相手ともやりあっている。ミゲルと戦い、素人だが体格に恵まれた彼と対になる存在として描かれている。
家庭用『鉄拳6』のエンディングでは、マスコミから脚光を浴び続けた末に、仕事が舞い込み、その忙しさから体重が150ポンド（70kg）台まで痩せてしまい、泣き崩れる姿がある。
本人の言う通り、その体つきとは裏腹に、動きは他の重量キャラクターと比べてかなり素早い。また、転がりや腹を突き出すなどの自身の体を十分に駆使したコミカルな技も持ち合わせている。『鉄拳タッグトーナメント2』ではスリムだった頃の「スリムボブ」を追加キャラクターとして使用できる。
『鉄拳7FR』では白いシャツにアウターとしてアロハシャツを着て、ダメージジーンズを穿いている。
モーションはエクストリームマーシャルアーツのパフォーマーである神戸豊とアクション俳優の中村浩二の2人が担当。
パチスロ版では、バトル演出において登場する。

## ま行
三島一八、三島平八については#主要人物の項に掲載。

### マーシャル・ロウ［Marshall Law］
- キャッチコピー：帰ってきた伝説の龍、伝説の龍再び、伝説の龍
- 格闘スタイル：マーシャルアーツ
- 国籍：アメリカ
- 登場：AC版鉄拳3、鉄拳TT以外の全作（PS版『鉄拳3』ではOPムービーおよびフォレストのEDムービーのみ登場）
- 声：原田勝弘[93]（鉄拳〜鉄拳2、鉄拳4〜鉄拳5）、Robert Clotwothy（鉄拳4〜5のムービー）→デイビッド・ヴィンセント（鉄拳6〜、ストリートファイター X 鉄拳（英語版））、ロジャー・クレイグ・スミス（鉄拳6のムービーシーン中の台詞） / 藤原啓治（ドラマCD）、下山吉光（実写映画・日本語吹替）/ 藤井啓輔（ストリートファイター X 鉄拳（日本語版））

年齢は『鉄拳』では25歳、『鉄拳2』で27歳、『鉄拳3』（PS版のみ）で46歳、『鉄拳4』〜『鉄拳7』は48歳。血液型はB型。身長179cm、体重69kg。
中国系アメリカ人でマーシャルアーツの達人であり料理人。彼が師範代を務めるマーシャルアーツの道場でロウは"帰ってきた伝説の龍"と呼ばれている。『鉄拳』開始前はサンフランシスコにあるチャイナタウンの中華料理店で働きながら、自分の道場を開くことを夢見ていた。自分の建設費用調達のためThe King of Iron Fist Tournamentに参加。優勝こそ叶わなかったが、大会後に吉光率いる卍党がばらまいた金をもとに念願の道場をつくる。
『鉄拳2』では、留守中に自身の道場がペクの手により道場破りにあい、弟子たちが重傷を負うなどしたことで、指導者としての名誉を失い、名誉挽回のためにThe King of Iron Fist Tournament 2に出場する。
大会の出場者でもあるポール・フェニックスとはその後も定期的に交流を続けていたが、ある日の留守中、ポールが他流試合を禁じていた息子のフォレストを連れ出してThe King of Iron Fist Tournament 3に参加してしまう。
一方、自身は激安チャイニーズ・レストラン「マーシャル・チャイナ」を出店。店は想像以上に話題を呼び、全米チェーンの展開に成功する。ところが、禁を破って前大会に参加したフォレストに1年間の対外試合禁止を言い渡したところ、これに反発したフォレストが家出。追い討ちをかけるように、同業者が出店した後続店の影響を受けてマーシャル・チャイナがわずか1年で経営破綻に追い込まれる。道場も潰れてしまい、酒浸りの日々を送る中、The King of Iron Fist Tournament 4開催を知る。再起を賭け、たるんだ体を鍛え上げて『鉄拳4』に参加する。
優勝することは叶わず、帰国する金もないまま日本の中華料理店で働くが、妻からフォレストがポールのバイクで事故をおこしたと知らされる。莫大な損害賠償や治療費が必要になり、藁をもつかむ思いで大会に参加する（『鉄拳5』）。
大会の途中で不法就労がばれ、アメリカに強制送還させられてしまう。息子が起こした事故の賠償金の支払期限が間近に迫り途方に暮れていたところを、ポールからチームを組んで第6回鉄拳大会に出場することを提案される。賞金獲得の確率が上がると考えそれを承諾し、ついでにスティーブも誘う（『鉄拳6』）。
フォレストの借金返済に奔走しているうちに道場の門下生が減ってしまったため、優秀な師範を迎え入れ道場を任せようと考えたロウは世界を飛び回り猛者と戦ってきたが道場を任せるに相応しい相手が見つからなかった（ポールが名乗り出たが、任せたら半日で道場が潰れると思い、彼には丁寧に断った）。そんな中、神拳の名を継ぐ男フェン・ウェイのことを聞き闘いに行く。激闘を繰り広げ、最後はポールと協力してフェンを打ち倒す。師範を探すという目的を忘れポールと意気揚々に帰ろうとしたところ、起き上がり邪悪な気を放つフェンを見て逃げ出してしまった（『鉄拳7』）。
ポールとは永遠の修行仲間。なお、開発当初の名前は「ロウ・ザ・ドラゴン」であり、基板の音声やサウンドトラックなどに名残がある。
メディアでの露出が最も早いキャラクターとして知られ、まだゲーム自体が開発の途中だった最初期の雑誌記事でも「ドラゴン」という名前で紹介されている。ドラマCDでは「ジョン」という息子が登場するが、彼が後のフォレスト・ロウなのか、フォレストの兄弟なのかは不明。
『鉄拳3』以降は口髭を生やしていたが、『鉄拳6』ではなくなっている。また『鉄拳7』では顔や体に傷跡が付いている。『アーバンレイン』では、プレイヤーキャラクターとしてポールと共にゲスト出演している。初登場の『鉄拳』では目は緑色だったが、『鉄拳2』から黒目になっている。
『鉄拳4』以降は「マーシャルチャイナ」を優勝賞金で再建したが、この時の客に居たチンピラの集団から因縁を付けられたことで店内で乱闘騒ぎを起こすなど、短気で思慮の足りない一面が目立つようになった。

### マスターレイヴン［Master Raven］
- 格闘スタイル：忍術
- 国籍：不明
- 登場：鉄拳7 FATED RETRIBUTION
- 声：ソーシャ・チズム

国連諜報機関に所属する女性エージェント。コーンロウとドレッドヘアを組み合わせた髪型が特徴。レイヴンの上司の立場。
任務は大会に潜入してドラグノフを抹殺すること。その後、敗北したドラグノフを見て「こんな相手に手こずっていたのか、あいつは」と捨て台詞を吐く。その一言でプライドを挫かれたドラグノフはマスターレイヴンを抹殺するため、戦車を指揮して発射させたが、マスターレイヴンはその弾丸を一刀両断。その後彼女はレイヴンを鍛え直すために、完敗を実感して項垂れるドラグノフをもはや相手にもせずに帰投した。

### ミゲル・カバジェロ・ロホ［Miguel Caballero Rojo］
- 格闘スタイル：なし
- 国籍：スペイン
- 登場：鉄拳6、鉄拳6BR、鉄拳TT2、鉄拳7
- 声：リアム・オブライエン、遠藤大智（実写映画・日本語吹替）

年齢は初登場の『鉄拳6』と『鉄拳7』で26歳。
心を許せる唯一の存在であった妹を三島財閥の空爆により失う。頭首である風間仁への復讐のためThe King of Iron Fist Tournament 6に参加。『鉄拳6』ではヘリで飛び立とうとする仁を追い、あと一歩のところで逃がしてしまう。
その後、仁が消息不明というニュースを見て生きる目的を失ったミゲルは戦争で廃墟となった住宅街を意味無く歩き回っていた。『鉄拳7』では偶然フードをかぶった仁を見つけ戦い打ち倒す。とどめを刺そうとしたところで仁が「殺せ」と言い放つ。ミゲルは死を受け入れた仁を殺さず、仁が万全な時に殺しに来ると言い放ち、「それまで勝手に死ぬな」と叱咤激励ともとれる言葉を残して立ち去った。
『鉄拳レボリューション』の追加キャラクター候補にあった「ゾンビ花嫁」はこの妹である可能性の示唆と、上述の一件は誤爆であるとの記述がある。
格闘スタイルは「なし」と書いてあるように、レバーニュートラル状態はクネるように動き、腕をダラリと下げていて構えらしい構えは取っていない鉄拳でも珍しいキャラクターで、服装も冬に着るような白のロングコートであったりと、およそ格闘技とはほど遠い格好をしている。技もその性格がにじみ出るような大振りかつ荒削りな技が多い。チョーキング、ダウンピッキング、タッピング、カッティングなど、ギターやドラムなどの音楽に関する用語が技名になっている。
初登場の『鉄拳6』ではマタドールを思わせる服装であったが、『鉄拳TT2』以降は変更されている。御当地スペインのプレーヤーに評判が悪かったためだとのことである。

### ミシェール・チャン［Michelle Chang］
- キャッチコピー：放浪の女拳士
- 格闘スタイル：心意六合拳・八極拳を基本とした各種中国拳法
- 国籍：アメリカ
- 登場：鉄拳、鉄拳2、PS版鉄拳3（ジュリアのEDムービー）、鉄拳TT、鉄拳TT2（家庭用版のDLC）
- 声：Kimberly Forsythe（鉄拳、鉄拳2、鉄拳TT）、Mibu Minami（PS版鉄拳3）、Julie Ann Taylor（鉄拳TT2）/日高奈留美（OVA）

年齢は『鉄拳』で18歳、『鉄拳2』で20歳。引退後の『鉄拳3』では39歳。血液型はB型。身長163cm、体重53kg。
インディアン居住区の地下の古代の財宝を探すために三島平八に送り込まれた香港人の工作員男性と、ネイティブ・アメリカンの娘の間に生まれた女性。その後男は居住区を守るため立ち上がったが、平八の手の者に殺害され、その敵を討つため大会に参加（『鉄拳』）。大会終了から二年後、今度は財宝を狙った三島一八により、母親が誘拐され、母親を救うために大会に参加する（『鉄拳2』）。ジュリアが登場するようになった『鉄拳3』以降は『鉄拳TT』、『鉄拳TT2』で一時復帰した以外はナンバリングタイトルには登場していない。『鉄拳TT2』のエンディングムービーではジェイシーの正体がジュリアであることを知るが、後にジェイシーと組み、彼女と同じ覆面レスラーとしてデビューを果たしている（本作でのカスタマイズでも、このコスチュームが用意されている）。また、巌竜との特殊勝利ポーズでは親しそうに見つめ合っている。
趣味は狩り・好きなものはバッファロー。ジュリア・チャンの養母。なお、開発当初は中国人という設定だったため、八極拳がベースの各種中国拳法を使うが、投げ技はプロレス技となっている。
OVA版『鉄拳』はゲーム版『鉄拳2』をベースにしているが、出場動機はゲーム版第1作目の『鉄拳』に近い。平八への復讐に燃えており、開会時に姿を現した平八に奇襲を仕掛けるも失敗。トーナメントでは巌竜を撃ち倒して1回戦突破するが、2回戦で一八に敗れる。

### 三島 一美（みしま かずみ）［Kazumi Mishima］
- 格闘スタイル：八条流空手
- 国籍：日本
- 登場：鉄拳7
- 声：原由実（鉄拳7）

三島平八の妻で、彼とは幼馴染で互いに愛し合う存在だった。風間仁の祖母であり、三島一八の母親。一八の名前は一美と平八二人の名前から一文字ずつ取って付けられている。
第2回鉄拳トーナメントの舞台となった平八の道場の床板には平八と一美の相合傘が刻まれている。初代『鉄拳』の時代から存在を匂わせていたが、故人ということもあり姿形は設定されていなかった。1998年発売のOVAでは一八のペンダントの中に彼女が写っている写真があり、容姿が確認できるが2015年に稼働開始した『鉄拳7』での容姿とは異なる。
『鉄拳7』から本格的に登場。家族3人で幸せに暮らしていたが、数年後平八が三島財閥の初代頭首に就任し本気で世界征服を企むようになってから、平八のことを愛しながらも同時に平八が持つ人間としての恐ろしさに危険を感じるようになった。このままでは平八は世界を戦乱に巻き込み、多くの犠牲が生まれるだろうと考えた彼女はある決意を固める。『鉄拳7』のトレーラーでは、自分が平八を止めなければならないと発言し、止められなかった場合に後のことを豪鬼に頼んでいたことが明かされた。アーケードモードでは最終ボスとして登場し、1ラウンド目に勝利すると2ラウンド目からデビル化した一美と戦うことになる。2015年6月よりタイムリリースキャラクターとして使用可能になった。
『鉄拳7』のストーリー“The Mishima Saga”では、平八が三島財閥の設立を宣言した年、一美が亡くなった年、幼い一八が崖から落ちて大怪我を負った年が重なっている理由が明らかになった。一美はまだ年端もいかない少女の頃、仁八の道場にやってきて平八と共に汗水を流し武道に明け暮れるライバルとなった。武道は心技共に己を追い込む孤独な世界である事から、次第に一美は平八にとって唯一無二の存在となっていき二人は結ばれ、後に一美は一八を出産し溺愛した。そんな幸せな生活を送る一美だったが、稽古中に高熱を出して突然倒れてから全ての歯車が狂い始めた。起き上がった一美は目を赤く光らせ平八を殺そうと襲いかかったが、翌日熱の下がった一美は前日の出来事を覚えておらずいつも通りの様子に戻っていた。それを平八は「まるで人格を二つ抱えた人間と共にいるような感覚だった」と回想している。そんな日が幾日も続いたある日、道場で稽古中の平八のもとに別人のようになった一美が襲いかかり、自分が平八のような人間を消すために太古から存在している八条家の者で三島家に嫁いだのはその使命を果たすためだったと明かしデビル化した。激闘の末平八に倒された一美は元の姿に戻るがそれは死んだふりであり、道場を去ろうとした平八をデビル化した状態で再び襲いかかる。しかし、それに気付いていた平八に首を掴まれたまま持ち上げられ、元の一美の声色で「自分を殺せば憎しみの連鎖ができてしまう」と命乞いをするが、平八に「お前は一美ではない」と拒絶され首をへし折られて絶命する。
「八条流空手」は燐光烈拳など「三島流喧嘩空手」に似た技が多い。彼女個人の特徴として通常時、デビル化時に関わらず虎を呼び出して攻撃することが可能。
京都弁のイントネーションで話すが、そのほとんどは丁寧語を使っている。

### 三島 仁八（みしま じんぱち）［Jinpachi Mishima］
- 格闘スタイル：不明
- 国籍：不明
- 登場：鉄拳5、鉄拳5DR、鉄拳TT2
- 声：大塚周夫

三島平八の父親、三島一八とラース・アレクサンダーソンの祖父、風間仁の曽祖父。名前自体はシリーズ初期の時点から存在していたが、ゲーム上にキャラクターとして初登場したのは『鉄拳5』であり、『鉄拳5』と『鉄拳5DR』では最終ステージキャラクターとして登場。かつて「最強の拳士」と謳われ、一代で三島財閥を大成させた人物だが、息子の平八に敗れ財閥は乗っ取られる。その後頭首となった平八が三島の組織を軍事産業へと推し進める中、それを阻止すべくクーデターを計画するも実行直前に平八の手によって三島家本丸の地下牢に幽閉される。
約40年の時が経ち、The King of Iron Fist Tournament 4終了直後に発生した本丸の大爆発によって封印から解放されるが、すでに人間ではなくなってしまっていた。その後死亡した（後に生存していた事が明らかになる）平八に代わって三島財閥のトップに立ち、いずれ暴走して自我を失い世界を破滅させてしまう前に自分を止めてくれる者が現れることを願い、The King of Iron Fist Tournament 5を開催する。『鉄拳5』の大会決勝で曾孫の風間仁と死闘を繰り広げた末に敗北し、砂となって消滅した。
『鉄拳TT2』の頃までは“三島財閥を作った人物”として扱われていたが、『鉄拳7』からは、元来軍需産業によって栄えていた三島家において、“軍事路線からの脱却を図った人物”となっている。しかし平八に実権を握られたことでその野望は潰え、平八が「三島財閥」と名乗って軍事化をさらに進めることとなった。そのため、三島財閥の初代頭首は仁八か平八かで意見が別れる。設定の変更が多い人物（仁八に限らず、シリーズ初期から登場するものの多くが当てはまる）の1人であるが、当初から穏健派、比較的人格者といった人物像はほぼ一貫している。ワン・ジンレイとは親友でありライバルでもあった。
三島流空手の他に相手の動きを止める「感念瘴壁（かんねんしょうへき）」や、ダメージが大きくガード不能の「炎魔砲（えんまほう）」といった独自の強力な固有技を駆使する。
『鉄拳5』における戦闘時の禍々しい容姿や特殊な攻撃、平八の「ストーリーバトル」モードの台詞などから、当時は仁八もデビルの力を持つ旨の記述が散見されていたが、開発スタッフにより否定されている。結局、何が仁八に憑依していたのかは現在でも不明。
鉄拳シリーズにおいて2006年まではCPU専用キャラクターは仁八だけであったが、2006年12月27日よりダウンロード販売が始まり、PlayStation 3版『鉄拳5DR』ではプレイアブルキャラクターとして使用可能になった。
正式にプレイアブルキャラクターとして登場した『鉄拳TT2』でもステージ7で平八と必ず組んで登場するが、『鉄拳5』での状態や『鉄拳5DR』の炎を纏うようなことはなく通常の人間の姿をしている。またこの2人に敗れてコンティニュー画面になると平八が用済みと言い放ってスイッチを踏み、地獄（奈落ステージ）に落とされてしまう。エンディングでは地獄から歩いて戻り、平八には「地獄の淵から戻ったか」と言われる。家庭用版『鉄拳TT2』のオープニングムービーではタクシーで会場に向かうが、行き先を「この滾る闘志の向かう方じゃ！」と伝えていたのみだったために、風俗店の立ち並ぶ繁華街に到着してしまった。

### 木人（もくじん）［Mokujin］
- 格闘スタイル：木人拳
- 国籍：不明
- 登場：鉄拳3、鉄拳TT、鉄拳5、鉄拳5DR、鉄拳6、鉄拳6BR、鉄拳TT2、パチンコCR鉄拳、パチスロ鉄拳2nd、パチスロ鉄拳3rd

声：根本圭子（鉄拳 BLOOD VENGEANCE）
昔の武術家が拳法の修行をするために作ったと言われる人形。モデルは香港映画『少林寺木人拳』に登場する人形。博物館に保存されていたが、闘神オーガの出現と共に突然動き出した。人の役に立ちたいと思っている。
『鉄拳3』では闘神、『鉄拳5』では三島仁八、『鉄拳6』ではアザゼルといった強大かつ破壊的な力を感じ取ると動き出し、それぞれの消滅後には活動を終え、普通の人形となる。
ではロジャーJr.と会話しているシーンがあり「ポコポコ」という木魚を叩いた音のような声で話す。『鉄拳TT』と『鉄拳5』では、バトル開始前の画面で↓を押しっぱなしにすると効果音が「ポコポコ」と変化する。相手の技を瞬時で真似て戦う拳法・木人拳を使うとされる。ゲーム内では、他のキャラクターが使用する技がラウンド毎にランダムに割り当てられるという仕様になっている。また、リーチは木人独自のものとなるため、必ずしも元キャラクターと同じ戦い方ができるわけではない。
『鉄拳6』では特定のアイテムを装着した状態でレイジ状態になると臀部から火が出るというユニークな演出がされている。その他、強攻撃ヒット時や気合い溜め時のエフェクトが、木人固有のものからコピーしているキャラクターのものに変更になっている。
PlayStation専用ソフト『ガンバリィーナ』やニンテンドー ゲームキューブ専用ソフト『バテン・カイトスII』にもゲスト出演している。
また、『NAMCO x CAPCOM』や『クロスエッジ』、『PROJECT X ZONE 2:BRAVE NEW WORLD』ではバトル練習時の敵キャラクター役で登場している（単なる木偶扱いであり、ストーリーには関わらない）。
真似をしているキャラクターの変化のタイミングは、ほとんどがラウンドごとに変化するが、『鉄拳TT』シリーズのみ、パートナーにチェンジしてから再び木人にチェンジするとキャラクターが変化している。
年齢、血液型共に不明。身長178cm、体重95kg。恐妻家。
パチンコ版やパチスロ版にも登場する。パチスロ版ではプレミアム級の立ち回り役で登場するが、パチンコ版では単なるにぎやかし演出のキャラクターとしても登場している。バトルとなると彼が登場するだけで勝利が確定するプレミアムがある。

## や行

### 吉光（よしみつ）［Yoshimitsu］
- キャッチコピー：からくり宇宙忍者
- 格闘スタイル：卍忍術（〜鉄拳2）、卍忍術進化型（鉄拳3〜）
- 国籍：無し（元日本）
- 登場：全作に登場、ソウルシリーズ（厳密には別人）
- 声：原田勝弘（鉄拳〜鉄拳TT）[93]→関智一（鉄拳4〜、ストリートファイター X 鉄拳）/ 下山吉光（実写映画・日本語吹替）、大川透（ドラマCD）

年齢・性別共に公式では不詳だが、一部の攻略本では『鉄拳2』の時点で65歳と書かれ、性別も男性と記されている。血液型はO型。身長178cm、体重63kg。
義賊集団卍党の党首。党首が代替わりをする際に次代党首が前代党首を妖刀吉光で斬るという慣わしがあるが、彼が何代目かは不明。卍党の党員についても明らかではないが、初代のEDでは手下か仲間と思わしき人物が数人登場しており、ドラマCDでは風魔（ふうま）という手下が登場している。卍党の本拠地についても詳細は不明だが、『ストリートファイターX鉄拳』では「気温の低すぎる場所」とされている。
三島財閥が不正に蓄積した富を狙い、党首自らが囮として第1回鉄拳大会に参加。作戦は成功し、スラム街の貧しい人々に盗んだ札束をばら撒いた（そこには大会で敗退したマーシャル・ロウの姿もあった）。
その後永久機関を狙ってDr.ボスコノビッチの研究所に潜入するも失敗し、左腕を失う。しかしDr.ボスコノビッチに助けられ、永久機関で動く義手を開発してもらった。この義手は、手首部分のひねり機構が無限に回転できるようになっており、持っている刀をプロペラのようにして攻撃・飛行することが可能になる。以降はボスコノビッチを恩人として敬うようになり、彼が三島一八に誘拐された『鉄拳2』では救出するため大会に参加し、無事ヘリコプターからの救出に成功している。
『鉄拳3』では恩人のボスコノビッチが謎の病原体に冒されていることが判明。助けるには「闘神」の血が必要となり大会に参加する。
優勝して三島財閥の全てを手に入ればもっと苦しむ人々を助けられる、と考えThe King of Iron Fist Tournament 4に参加。『鉄拳4』でDr.ボスコノビッチの指示によりブライアンを助け出したが、そのブライアンに卍党の党員を殺害される。
恩を仇で返したブライアンに対し、党員の仇を取るためThe King of Iron Fist Tournament 5に参加。『鉄拳5』の大会中、これまで邪悪な精神を持つ者を斬ることで暴走を抑えていた妖刀吉光が、禍々しさを増していることに気付く。
妖刀の力を封じる封魔刀を手にすることで一時的に暴走を抑えた吉光は、妖刀の力を正常に戻すため、邪悪な者たちが集まるThe King of Iron Fist Tournament 6に出場する（『鉄拳6』）。
三島平八が突如三島財閥の頭首に返り咲いたことから不穏な動きを察知した吉光は調査も兼ねてThe King of Iron Fist Tournament 7にエントリー。『鉄拳7』ではなぜか飛行して三島の道場に到着するが、そこには対戦相手であるレオが待ち構えていた。レオと拳を交え、勝利するもレオの心臓は停止しており、吉光はレオに対し心臓マッサージを試みる。レオは何とか息を吹き返すも（今作の吉光の風貌がイカなどをモチーフにした奇怪な姿をしていたため）「変態、バケモノ」と罵られた挙句、股間を蹴られて、そのまま戦闘不能に陥った。
シリーズ中、デフォルトで武器を使用する数少ないキャラクターであり、シリーズを代表する色モノキャラクター。妖刀吉光は基本的に日本刀のデザインだが、『鉄拳2』の2Pカラーでは赤色の刀身となり、『鉄拳3』以降はカラーによって映画『スター・ウォーズ』のライトセーバーのようなデザインとなっている。登場作品や1Pカラーと2Pカラーで容姿が大幅に違うのも特徴。コマのように回転する技や刀を使ったユニークな構えが多く、特に切腹で攻撃する「不憂（ウレイナシ）」「不惑（マドイナシ）」（一部作品では追加入力によりそのまま自滅することも可能）や敵を掴んで自分の体力を相手に分け与えて回復させる「御霊返し」などの技も持っている。基本的に刀を用いた技はガード不能であるが、そのほとんどは隙が大きい。『鉄拳6』では「無刀ノ極」という納刀状態の構えも追加された。初期の作品からデザインの変化が激しく、『鉄拳2』までは素顔や首が見える比較的人間らしいデザインであったが、シリーズを重ねるにつれ人間離れが進んでいる。『鉄拳3』のOPではプレデター (架空の生物)のような光学迷彩の姿で登場している。趣味はテレビゲームやネットサーフィン、ゲームセンターに通うことで、嫌いな物は対戦マナーが悪い人と一部の攻略本に明記されている。
『ソウルシリーズ』にも初代吉光同様の般若面と妖刀を持ったキャラクターが登場し、『ソウルキャリバーIII』にて義賊集団卍党を立ち上げている。
パチンコ版、パチスロ版にも登場し、パチスロ版では予告的な役割で登場している。

## ら行

### ラース・アレクサンダーソン［Lars Alexandersson］
- キャッチコピー：反逆の獅子
- 格闘スタイル：空手（鉄拳TT2）、鉄拳衆特殊部隊格闘術（鉄拳7以降）
- 国籍：スウェーデン
- 登場：鉄拳6BR以降全作、パチスロ鉄拳2nd、パチスロ鉄拳3rd
- 声：諏訪部順一/ジャック・カラブリシー（ストリートファイター X 鉄拳（英語版））

身長180cm、体重85kg。
三島財閥が誇る特殊部隊・鉄拳衆の若き将校。三島仁八の孫にして平八の息子。また、三島一八の腹違いの弟にして風間仁の叔父でもある。風間仁率いる三島財閥が世界を相手に戦争を開始し、G社の台頭により世界各地で戦闘が激化する中、自分たちの戦いに疑問を抱き鉄拳衆の大量離反事件を引き起こす。類いまれなる身体能力と知性を併せ持ち、若くして鉄拳衆の将校となったラースは就任後も自ら最前線に赴き戦闘に参加するなど、気さくな人柄も相まって部下からの人望も厚い。三島平八が自身がデビル因子を有していないかどうかを確かめるためだけに生み出された人物であり、三島家の血縁者だがその事実は本人以外誰も知らない。また、ラースはデビル因子を有していない。
『鉄拳6』のストーリー「シナリオキャンペーン」では主人公を務める。自らが率いる反乱部隊と共に三島財閥の研究所で鉄拳衆と交戦していたところ、偶然ボスコノビッチ博士の娘に似たアリサ・ボスコノビッチというロボットを発見し、起動する。その後突如としてG社のジャック部隊の急襲に会い、仲間は全滅。自身はアリサと共に研究所からの脱出には成功するも研究所の爆発のショックで記憶を失ってしまう。しかしひょんなことからその場に居合わせたアリサに協力してもらう事になり、彼女と共に自らの記憶を取り戻すための旅へ出ることとなる。その旅の中でアリサと共に様々な人物との出会いや強敵との闘いを経験する。やがて仲間の生き残りの東郷や実の父親である三島平八との再会を経て自らの使命と記憶を取り戻し、アザゼル復活を目論み世界を混沌の渦に陥れている元凶「風間仁」を止めるために彼に闘いを挑む事を決意する。終盤では風間仁と2度対決することになり、1度目の闘いでは劣勢で彼を倒すことはできなかった。しかし最終決戦となる2度目の闘いではアリサの死を愚弄する仁に激昂し、激闘の末に勝利する。その後仁から彼が世界を相手に戦争を引き起こした真意を聞き、仁が復活したアザゼルを倒したのを見届けた後、機能停止してしまったアリサの体を回収してその場を後にする。そして旅の中で知り合ったリー・チャオランにアリサの修理を頼み、仲間からの連絡を受けて次の任務に向かおうとしたところで物語は幕を閉じる。
『鉄拳7』では仁が戦争を引き起こした真意を知った上でその「責任」を負わせるため、リー率いるヴァイオレット・システムズやリーの手により復活したアリサの協力の下、仁を狙う国連軍や三島財閥から彼を守るべく奮闘する。その後一八が平八を亡き者にした後、世界が再び混沌の渦に陥っている中で目覚めた仁に対し「この戦争を止められるのはお前しかいない。」と言い、打倒一八を託す。
『鉄拳8』では新たな反乱軍「ユグドラシル」を結成して戦力を整え、かつて敵対関係だった風間仁と協力提携を結び、一八を倒し世界を混乱から救う「オペレーション・ライトニング」という計画を立てている。
特殊なプロテクターに三つ又のマントを翻す。三島流空手のように複雑なコマンド操作（主に風神ステップ）を必要としないキャラクター
『NARUTO -ナルト-疾風伝　ナルティメットストーム2』にゲスト参戦している（『NARUTO -ナルト-』作者の岸本斉史がデザインしたエクストラコスチュームを見たゲームスタッフが参戦を決めた）。
パチスロ鉄拳2ndでは主役級の役割で登場し、3rdにおいてもルーレット演出など一部の演出において登場している。

### ラッキークロエ［Lucky Chloe］
- 格闘スタイル：フリースタイルダンス
- 国籍：秘密
- 登場：鉄拳7
- 声：金元寿子

幼い頃両親に連れられて見に行ったエキスポで日本のアイドル文化に触れたことでアイドルになることを決意した金髪碧眼の少女。血のにじむような努力の末にラッキークロエの名で活動を開始し、特徴的な可愛い衣装とプロ顔負けのダンスでインターネット動画サイトなどを通じて一気に話題となり世界的な有名人となる（ただし北米では嫌われている）。その後G社と独占契約を結び、G社の広告塔として活動していたが、G社と三島財閥は世界を二分する戦いを繰り広げていることでプロパガンダの一環として利用されていることを知りつつも世界中に笑顔を振りまく（『鉄拳7』）。
衣装、ダンスが可愛らしく口調も「にゃ」をつけて話すなど普段はアイドルとして振る舞っている。しかし本性はかなり粗暴で口汚く、自身のエンディングではアイドルとしての活動に熱が入るあまりエディをバックダンサーとして指導する時に「おっさん」「うどん頭野郎」と呼び、ジャック-7のエンディングでは進路上に突っ立っていた彼と不注意で衝突して尻もちをついてしまい「ポンコツ」と悪態をついている。
レイジアーツ中、攻撃のタイミングにあわせてキックボタンを押すことでダメージが上昇し、最後にアッパーカットによるフィニッシュが入る特徴がある。

### 李 超狼（リー・チャオラン）［Lee Chaolan］
- キャッチコピー：銀髪の悪魔
- 格闘スタイル：三島流喧嘩空手＋マーシャルアーツ（〜4）→マーシャルアーツ（5〜）
- 国籍：日本
- 登場：鉄拳、鉄拳2、鉄拳TT、鉄拳4、鉄拳5、鉄拳5DR、鉄拳6、鉄拳6BR、鉄拳TT2、鉄拳7、鉄拳8
- 声：中田譲治[注 26]（鉄拳）→ウィリアム・ワード（鉄拳4）→置鮎龍太郎（鉄拳5以降）/ 三木眞一郎（OVA、ドラマCD）、カイジ・タング（鉄拳 BLOOD VENGEANCE〈英語版〉）

年齢は『鉄拳』で25歳、『鉄拳2』で27歳、『鉄拳3』（未登場）で46歳、『鉄拳4』〜『鉄拳7』は48歳。血液型はA型。身長178cm、体重65kg。銀髪が特徴的で口癖は「エクセレント（Excellent）」。
三島平八の元養子。平八の息子、三島一八のライバルとなるべく、12歳の時に平八によって中国から連れて来られた。一八と共に帝王学をたたき込まれ、その一環として武道も身につけたが、三島流喧嘩空手は左踵落とし以外使用しない。
第1回大会では一八同様三島財閥の乗っ取りを企てるも一八に敗北。平八を倒し財閥頭首となった一八の雑用係としてこき使われるという屈辱を味わわされる。それ以降スランプに陥り技のキレが衰えるが、謎の老人によって鍛え直され、彼の命と引き換えに以前を凌ぐ強さを手に入れた。
前大会から2年後に開催されたThe King of Iron Fist Tournament 2では再び頭首の座を狙って参加。大会後、一八側に付いたために再び財閥頭首に返り咲いた平八の怒りに触れ、三島家を追放される（しかしこの理由は建前で、実際は一八がデビルであることに勘付いたからではないかと『鉄拳7』でリー自身は回想している）。
追放後しばらくは平八への復讐に燃えていたが、どうせ自分より早く死ぬ老人なのだからと考えを改める。それから約20年間、某ヒューマノイドメーカーの筆頭株主となり、バハマで悠々自適の生活を送っていた。そんな折、遺伝子学分野で躍進を続けている新興企業「G社」の株が大量に売り出されているのを知る。不審に思い調べてみるとG社は三島財閥との間に何かあった模様で、そこへタイミングよくThe King of Iron Fist Tournament 4の開催が告知される。三島家への恨みとかつての情熱が蘇り、銀色の髪を紫に染め、名前も「ヴァイオレット」と偽り大会に参加。また、これには自社の最新鋭ロボット「コンボット」のテストおよびPRも兼ねていた。しかし死んだはずの一八が対戦相手として現れ、動揺から敗北を喫してしまう。
その後、頭首である平八の死が報じられ、混乱する三島財閥の乗っ取りを試みるが失敗する。The King of Iron Fist Tournament 5では一八が財閥を乗っ取り大会を主催したと勘違いし、一八への復讐と財閥乗っ取りを目指して大会に参加。大会の途中で主催者が一八ではないことを知り棄権。
やがて世界を混乱に貶めた三島財閥に対抗する組織としてG社が台頭し始めたころ、その武力行使に疑問を抱く。調査したところ一八がG社の実権を握っていることを知り、その一八が大会に参加することを知るとG社の株を多数持っていたことから株主優待券を使って第6回大会に参加する。『鉄拳6』のストーリー「シナリオキャンペーン」では、三島財閥に反旗を翻したラース・アレクサンダーソンと接触を果たす。ラースに三島家と何か因縁めいたものを感じ取ると、三島財閥とG社を相手取った同盟を結ぼうとラースに持ちかけるが断られる。時を同じくして、諜報員としてG社の研究施設で活動していたジュリア・チャンが安否不明となる事態が発生。丁度G社に向かう途中であったラースと彼に同行していたアンドロイドのアリサ・ボスコノビッチにジュリアの救出を委ね、2人の旅を見送る。その後、三島財閥頭首の風間仁が姿を消し、旅を終えたラースが機能停止に陥ったアリサを連れて訪ねてくる。ジュリア救出の恩もあり、自身の経営する「ヴァイオレット・システムズ」の設備にてアリサの修復を引き受ける。
三島財閥の頭首に平八が返り咲き、G社との戦争がさらに激しさを増すと、ラースら反乱軍にアジトとなる施設を提供するといった支援もおこなう。『鉄拳7』でついにアリサの起動に成功するが、直後に三島財閥・鉄拳衆の襲撃を受ける。アリサと協力して部隊を蹴散らすと、ラースら反乱軍と合流。しかしそこでも昏睡状態の仁の身柄を狙ったニーナ・ウィリアムズ率いる鉄拳衆に襲撃される。鉄拳衆によって仁の身柄を運び出されるも、敵の先手を読んだ作戦が功を奏し、仁の身柄を奪い返す。一方で、『鉄拳7』のストーリー“The Mishima Saga”の主人公である記者とコンタクトを取り、彼の取材に協力する。
当初は一八や平八に復讐するためのコマとしてラースを利用しようと考えていたが、交流を続けるうちに彼の真に平和を求める想いに共感するようになる。そして『鉄拳8』では、純粋にラースの計画を後押しするため、共に新たな反乱軍『ユグドラシル』を結成して参謀役を務める。
初登場時から続くキャッチコピー「銀髪の悪魔」よろしく、初期作品では悪党としての役回りが目立っていた。しかしシリーズを重ねるごとにそのような描写は薄れていき、近年では完全にベビーフェイスの立ち位置となっている。ビジュアルや言動はキザな二枚目だが、家庭用のエンディングムービーなどでは三枚目を演じることもしばしば。
外見はこれまでパンキッシュないしフォーマルな服装が多かったが、『鉄拳8』では一転して特撮ヒーローさながらのパワードスーツ姿で登場。「ヴァイオレットスーツ」と名付けられたこのバトルスーツは、ヒューマノイド技術の粋と自身の美学を詰め込んだ渾身の一作で、銃器を通さない強硬な装甲を備えている他、アリサのような飛行も可能。着用しているコスチュームにはユニコーンのエンブレムがよく入っている。
ストーリーにおいて初登場から20年以上が経過しているにも関わらず、全く老けていない。ただし、彼が未登場の『鉄拳3』を題材にした漫画『鉄拳 〜闘いの彼方に〜』では老けた姿で登場しており、ポジションは三島財閥の長官で、平八に対しては忠実である。またボスコノビッチが実験中の薬「Timna-β（ティムナ ベータ）」を使って若返るという展開もある。
独特な足技を主体とし「レイザーズエッジキックコンボ」や「マシンガンキック」、コマンドを入力している限り永遠に続く固有技「インフィニティーキックコンボ」などのキックコンボを持つ。『鉄拳』と『鉄拳2』ではマーシャルのコンパチブルだったが、シリーズが進むにつれて差別化が図られ、現在では共通の技はごく一部となっている。
『鉄拳4』では英語で話していたが、『鉄拳5』以降は基本的に日本語で話している。
パチスロ鉄拳3rdではバトル演出におけるリングアナウンサーとして登場している。
鉄拳のナンバリングタイトルとタッグトーナメントからなるメインシリーズにおいては、一八と並ぶ準皆勤のキャラクターであるが、それ以外の作品、とりわけ他作品への客演やクロスオーバー作品での登場は極めて少ない。

### リチャード・ウィリアムズ［Richard Williams］
- 格闘スタイル：骨法をベースとした暗殺格闘術
- 国籍：アイルランド
- 登場：無し（テキストと墓のみ登場）

故人。ニーナとアンナのウィリアムズ姉妹の父。一流の暗殺者であり、ニーナ達に暗殺術の英才教育を施した。自身の行いが原因で犬猿の仲になってしまった姉妹の関係を修復しようと説得を続けるも、叶わぬまま『鉄拳2』前に病死。
ニーナが主人公のスピンオフ作品『デス バイ ディグリーズ』でもウィリアムズ姉妹の父親が登場するが、名前が不明な上、死因も死亡時期も異なる。別人なのか、設定が変更されたのかは現在でも言及されていない。

### リディア・ソビエスカ［Lidia Sobieska］
- 格闘スタイル：伝統派空手
- 国籍：ポーランド
- 登場：鉄拳7（家庭用版DLC）、鉄拳8

身長177cm、体重67kg。
ポーランドの女性首相。
著名な政治家を輩出する家系に生まれ、将来は政治家になるべく英才教育を受けていた。10歳の時に祖父が大統領に就任し、世間から未来の政治家と注目されるが、本人は政治家ではなく護身術として教わった空手を究めることに夢中になっていた。しかし2年後、外遊から帰ってきた父と祖父を乗せたヘリコプターが、リディアの目の前で突然爆破されて墜落する事件が発生。爆破されたヘリの破片に当たったリディアは気絶したが、数日後に意識を取り戻す。祖父は一命を取り留めたが、父は死亡。しかもその墜落事件は大統領暗殺の目的で爆発物での殺害というテロだったと伝えられ、リディアは悲しんだ。事件から2か月後、面会謝絶が解けた祖父を見舞いに行った際、祖父から「不当な力に、決して屈してはならん。決してだ。心身ともに強くあれ」と伝えられ、立派な政治家になると強く決意した。16歳で大学の法学部に入学し、5年後に首席で卒業。21歳になって被選挙権を獲得するとすぐさま国政選挙に立候補し、初出馬で初当選。18歳で初出場した空手の世界選手権組手の部でも優勝すると、議員になっても大会に出て、6連覇を達成。この功績から「最強の議員」として国民に愛されるようになった。そして、三島財閥とG社による世界規模の戦争のせいでポーランドにも三島財閥の特殊部隊が不法に配備してしまい、国中が混乱する中、国民たちが新たな政治指導者を求めるようになる。それを聞いたリディアは与党第一党の総裁選挙に名乗りを上げて勝利し、弱冠29歳で首相に就任。リディアは三島平八に特殊部隊の撤退を要請するが、平八はそれを拒否し、どうしても撤退してほしいというならThe King of Iron Fist Tournamentに参加して直接自分と交渉しろという親書が届く。その親書にリディアは「私は不当な力には屈しない。ポーランド国民のため、私は負けません!」と意気込み、大会に参加することとなった。
モーションは日本空手協会総本部師範の中達也が担当している。

### リリ［Lili］
- キャッチコピー：格闘令嬢
- 格闘スタイル：我流
- 国籍：モナコ
- 登場：鉄拳5DR以降全作、パチスロ鉄拳2nd、パチスロ鉄拳3rd
- 声：ジョイ・ジャコブソン（鉄拳5DR〜、ストリートファイター X 鉄拳（英語版））、レイチェル・ヒルシュフェルト（鉄拳6・シナリオキャンペーンモードのムービー）、ローラ・ブラン（鉄拳TT2のムービー、鉄拳7、鉄拳8）/ 佐藤利奈（クイーンズゲイト スパイラルカオス）/ 瀬戸麻沙美（ストリートファイター X 鉄拳）/ 小清水亜美（デジモンワールド リ:デジタイズ）

リリは愛称であり、フルネームはエミリ・ド・ロシュフォール（Emilie De Rochefort）。
年齢は初登場の『鉄拳5DR』〜『鉄拳7』で16歳。ファイトスタイルは我流。
身長180cm、体重66kgで、鉄拳シリーズの女性キャラクターでは最も背が高い。
モナコの石油王の一人娘のお嬢様。4年前に誘拐犯に襲撃された際に、護身術で犯人グループの一人を倒して以来戦いの快感に目覚める。しかし戦いを嫌う温厚な父を傷つけたくないリリは父に内緒で自家用ジェット機で海外を飛び回りストリートファイトに明け暮れる。ある日偶然手にしたThe King of Iron Fist Tournament 5の招待状を見てその主催者が父を悩ませている三島財閥だと知り、父のためを思い大会に参加。大会で風間飛鳥と対戦し、敗北を喫する。以降、飛鳥を一方的にライバル視するようになる。
『鉄拳6』では父の会社の油田が三島財閥に占拠される事件が起き、父は過労で倒れてしまう。父を癒してあげる方法を練っていたところ、三島財閥がThe King of Iron Fist Tournament 6を開催することを知る。前回大会出場のことが父にばれて外出禁止となっていたが、願ってもないチャンスを得たとばかりに参加を決意する。『鉄拳6』のストーリー「シナリオキャンペーン」では、とある埠頭にてラース・アレクサンダーソンと遭遇。ある者からプレゼントされていたSUVを「美しくない・趣味じゃない」という理由でラースに寄贈する。結局、ライバルの飛鳥とは会えずに大会は終了。
The King of Iron Fist Tournament 7でついに飛鳥との再戦が実現するが、またしても敗北。家庭用版『鉄拳7』では風間流古武術を学ぶべく、飛鳥の家にホームステイをすると勝手に決意し、飛鳥を困惑させる。
『鉄拳8』では飛鳥の自宅の道場を買収してバラの装飾だらけにしている。
一度自分を負かした飛鳥に対して一方的にライバル視するようになり、大会後もわざわざ彼女の通う学校や地元である大阪市まで執事のセバスチャンを連れて殴り込みに行くなど、事ある毎にちょっかいをかけており、飛鳥からは半ば辟易されているが、その様子を見守るセバスチャンからは「仲の良い友達ができた」と感激されている。「ソルト」というシャムネコを飼っている。
『鉄拳5DR』にて、父親を心底慕っているリリは巌流に対し「父親にそっくりでステキな眉」「お顔は良い」と評価した一方で「腕はなまくら」と酷評している。
漫画版でも登場。セバスチャンに代わって執事を務めるレオを顎で使っている。
登場初期の作品では基本的に英語で話していたが、『鉄拳TT2』以降はモナコの公用語であるフランス語で話すようになった。
『鉄拳7FR』では前作とは違う白いドレスに薔薇のピンク色のタイツをしている。
他の格闘ゲームの女性キャラクターなどが登場するPSPゲーム『クイーンズゲイト スパイラルカオス』や、同じバンダイナムコゲームスから発売されたRPG『デジモンワールド リ:デジタイズ』ではセバスチャンと共にゲスト出演している。『アイドルマスター ミリオンライブ!』では彼女のコスプレをした水瀬伊織のレアカードが頒布されたこともある。
パチスロ版ではシャオユウや飛鳥のクラスメイトとして登場する。
「クイーンズゲイト スパイラルカオス」にもゲスト参戦したが、ゲーム内容のご多分に漏れず、容赦なく服を破かれて下着姿にされてしまう(ちなみに、色は上下共にグリーンである)。

### リロイ・スミス［Leroy Smith］
- キャッチコピー：攻防一体のグランドマスター
- 格闘スタイル：詠春拳
- 国籍：アメリカ
- 登場：鉄拳7（家庭用版DLC）、鉄拳8
- 声：菊池康弘（Tekken: Bloodline）

身長187cm、体重77kg
愛犬「シュガー」を連れている、ドレッドヘアが特徴の老人男性。
半世紀ほど前、ニューヨークでギャングたちがはびこっていた時代に生まれ、子供だった時にギャングの抗争に巻き込まれた挙げ句に家族を殺されてしまい、川に転落して海に流されていたところを貿易商に助けられる。ギャングたちに対する復讐心を持ったままアメリカを離れて貿易商として世界各地を巡る毎日を送っていたが、香港で詠春拳に出会い、それを学ぶために香港に定住した。月日が流れ、後にニューヨーク事変と呼ばれるようになった抗争から半世紀経ったニューヨークでは、勢力が少なくなったもののギャングがまだ生き残っていたことを知ったリロイはギャングへの復讐と街の解放のためにニューヨークへ戻り、単身殴り込んでギャングたちを壊滅した。その最中に当時を知るギャングの幹部が半世紀前の大規模抗争の裏で現在の三島財閥が暗躍していたとリロイに言った。そんな昔から三島財閥が暗躍していたと驚きながらも、それが諸悪の根源ならば潰さねばならないと、The King of Iron Fist Tournament 7に参加することとなった。

### 凌 暁雨（リン・シャオユウ）［Ling Xiaoyu］
- キャッチコピー：遊遊元気娘、鳳凰演舞
- 格闘スタイル：八卦掌・劈掛拳をベースとした各種中国拳法
- 国籍：中国
- 登場：鉄拳3以降の全作、パチンコ版CR鉄拳、パチスロ鉄拳RX、パチスロ鉄拳2nd、パチスロ鉄拳3rd
- 声：冬馬由美（鉄拳3〜鉄拳6BR、鉄拳 3D プライム エディション、ストリートファイター X 鉄拳（日本語版））→坂本真綾（鉄拳TT2、鉄拳 BLOOD VENGEANCE、Tekken:Bloodline、パチスロ鉄拳2nd、パチスロ鉄拳3rd、PROJECT X ZONEシリーズ、鉄拳7〜） / キャリー・ケラーネン（鉄拳 BLOOD VENGEANCE（英語版））、キャリー・サヴィッジ（ストリートファイター X 鉄拳（英語版））

世界中の遊園地やテーマパークが大好きな16歳(初登場時の『鉄拳3』時点)の少女。『鉄拳4』〜『鉄拳7』では18歳。血液型はA型。身長159cm、体重49kg。『鉄拳6』の時間軸は明かされていないが、『鉄拳6』のムービーで制服を着た暁雨が登場している。
無邪気勝つ子供っぽい性格だが大人顔負けの拳法使いであり、理想の遊園地を作る当てを求めて平八に接近し、「大会に優勝したら思い通りの遊園地を作ってやる」という約束を取り付け大会に参加する（『鉄拳3』）。その後平八の保護下に入り、ペットのパンダとともに日本へ移住し、転校先の三島工業高等専門学校で風間仁と出会う（三島高専は5年制）。大会後仁は行方不明となってしまい、どこか物寂しさを感じながら学業と修行に打ち込む日々を送っていた。そんなある日、暁雨に危険を知らせる内容の差出人不明のEメールが届き、それが仁からのメールと確信し仁に会うために大会へ参加する（『鉄拳4』）。大会中、吉光に三島家の歴史を聞かされ、全ての元凶が平八が一八を崖から落とした事件ではないかと思い始める。そんな折、タイムマシンを発明できるという自称天才博士の老人に出会い、開発資金を調達して三島家を救うために大会に参加する（『鉄拳5』）。平八が生きていたことに安堵するものの平八を仁が狙っていると知り止めさせようとするが、財閥の軍事化により容易に近づくことはできずにいた。そんな中、悪に染まった仁を更生すると同時にデビル因子から彼を救うため、大会に参加することになった（『鉄拳6』）。失踪した風間仁捜索のために、三島財閥のビルに忍び込んだ。そのビル内を探索していると、仁捜索の指示を出す平八の声が部屋から聞こえる。意を決して入ろうとした時、ある人物に呼び止められる（『鉄拳7』）。三島財閥のビルに潜入した際に仁の捜索データを入手、それを頼りに彼の捜索を行う。しかし、再会出来ずに半年の時が過ぎ、仁の手がかりを全て失う。それでも仁に会って確かめたいことがある、その決意が彼女を突き動かしていた（『鉄拳8』）。
ファイトスタイルは八卦掌・劈掛拳をベースとした各種中国拳法。どちらも掌をメインで使う戦い方だが、固有の足技も多い。相手を翻弄する俊敏な動きと特殊な構えが特徴的。
ワン・ジンレイは遠い親戚で拳法の師匠でもあり、彼から三島財閥の話を聞いたことが鉄拳トーナメントに参加するきっかけとなった。中国国籍だがゲーム中は日本語しか話さず、ワンとの会話も全て日本語で行う。なおペットのパンダとは意思の疎通が可能である。
仁に想いを寄せており、彼を心配して何度も後を追っている。
CGアニメーション映画『鉄拳 BLOOD VENGEANCE』では主人公を務める。
パチンコ版CR鉄拳では仁に思いを伝えるSP演出があるほか、主役級の存在であるため色々な演出として登場しパチスロ版では3人の主役のうちの一人として出演しているが2ndにおいては主役を飛鳥に譲り、飛鳥の友人として登場している。また、3rdにおいては主役に返り咲き、アリサも友人にしている。
『鉄拳7FR』では、前作とは違うデザインのオレンジの服とボディスーツを着用している。

### 雷 武龍（レイ・ウーロン）［Lei Wulong］
- キャッチコピー：スーパーポリス
- 格闘スタイル：五形拳を主軸とする各種拳法（酔拳など）
- 国籍：中国（香港）
- 登場：鉄拳2、鉄拳3、鉄拳TT、鉄拳4、鉄拳5、鉄拳5DR、鉄拳6、鉄拳6BR、鉄拳TT2、鉄拳7FR、パチスロ鉄拳2nd
- 声：高木渉（鉄拳2）→石丸博也（鉄拳3〜鉄拳5DR、ストリートファイター X 鉄拳（日本語版））、マシュー・マーサー（鉄拳6のムービー）→デイヴィッド・ジェレマイア（鉄拳TT2〜のムービー、ストリートファイター X 鉄拳（英語版）） / 中村彰男（OVA、ドラマCD）

年齢は不参加の『鉄拳』で24歳、『鉄拳2』で26歳、『鉄拳3』で45歳、『鉄拳4』〜『鉄拳6』で47歳。血液型はA型。身長175cm、体重65kg。
香港国際警察の刑事でスーパーポリスの異名をもつ。
『鉄拳2』では死んだ同僚の意志を継ぎ、マフィアの資金流出の謎を捜査中、捜査線上に浮かんできた三島一八に接触するため大会に参加。また同僚が死亡した飛行機事故からただ一人生還し、三島財閥に取り入ったブルース・アーヴィンも追跡するがどちらも失敗。
それ以後、さまざまな事件を解決しいつしか「スーパーポリス」と呼ばれるようになる。そんな中、世界中で格闘家の失踪事件が発生。調査を行っていたレイの所へ三島平八が訪れ、The King of Iron Fist Tournament 3への参加を依頼される。平八の真意を訝りつつも大会参加を決意（『鉄拳3』）。
結局、事件の謎は解けなかったがそれ以後もさまざまな事件を解決する。仕事ばかりのレイに愛想を尽かせた恋人が彼の部下と恋仲になってしまう。落ち込むレイに追い打ちをかけるように、シンジケートの逮捕にも失敗。しかも事実ではなかったがレイがわざと犯人を逃がした、と密告されてしまう。停職処分となったレイのもとにシンジケートがあるボクサーの命を狙ってThe King of Iron Fist Tournament 4に暗殺者を送り込む、という情報が舞い込み、名声を取り戻すため大会に参加し（『鉄拳4』）、シンジケートの検挙に成功。再び第一線に復帰する。
そんな中、道場破り事件が発生。調査中のレイに同様の事件が日本でも発生との情報が入る。犯人がThe King of Iron Fist Tournament 5に出場すると確信し、大会参加を決意（『鉄拳5』）。
道場破り事件の犯人であるフェン・ウェイを追い続けていたが、各地で発生した暴動のせいでそれどころではなくなってしまう。その裏に三島財閥の暗躍があったことを知り、仁を逮捕すべくThe King of Iron Fist Tournament 6に潜入する。『鉄拳6』のストーリー「シナリオキャンペーン」では、ICPOを包囲するG社の部隊と単身交戦していたが、ラース・アレクサンダーソンとアリサ・ボスコノビッチが加勢に入ったことで、その場にいたG社軍を撃退、脱出に成功する。礼として、自身の持つ情報をラース達に提供した。
第6回大会終了後、風間仁が消息不明となったことで、捜査は打ち切り。仁を逮捕するという目標を失ったレイは長期休暇を申請し、表舞台から去った。しかし、休暇中にたまたまテレビで観たラッキー・クロエの姿を見て、レイはたちまち彼女の大ファンになってしまう。そして、三島財閥とG社の抗争が激化する中、「G社を操る三島一八こそデビルの正体である」という噂を耳にし、真偽を確かめるべく一八に接触を試みる。しかし、レイは一八よりもG社を捜査すれば、G社の広告塔である憧れのラッキー・クロエに出逢えるのではないかと期待に胸を躍らせる（『鉄拳7FR』）。
ファイトスタイルは五形拳を主軸とする各種拳法。
OVA版では、大会参加について悩んでいる準の背後から不意打ちのストレートを放つが、気配を察知した彼女に受け返される。もっともこれは準に危害を加えるために行ったのではなく「準のような女性が風間流古武術の使い手であることが信じられず、小手調べがしたかった」と笑い交じりに釈明していた。その後は大会会場の情報提供をしたり、大会中はジャックと行動をともにしていたりと、脇役的な扱いになっている。以降の作品と比べるとフランクな言動が目立ち、プロトタイプ・ジャックやロジャーが現れた際には激しく驚愕する一面も見せていた。
『鉄拳TT2』のエンディングではマーシャル・ロウと戯れ半分に殺陣を演じて意気投合していた。また、ファランが仁と単車でレースしているところを尋問したり、巌竜がジェイシー（ジュリア）のシャワーを覗いているのを見つけ逮捕するなど、他キャラのエンディングにも一警察官として脇役で登場している。
パチスロ鉄拳2ndではキングと因縁のあるキャラクター設定となっており、キングのバトル演出の対戦相手として出演する。

### レイヴン［Raven］
- 格闘スタイル：忍術
- 国籍：不明
- 登場：鉄拳5、鉄拳5DR、鉄拳6、鉄拳6BR、鉄拳TT2、パチスロ鉄拳2nd、鉄拳8
- 声：D.C.ダグラス（鉄拳6・シナリオキャンペーンモードのムービー、ストリートファイター X 鉄拳（英語版））、杉村憲司（実写映画・日本語吹替）、松田健一郎（ストリートファイター X 鉄拳）

諜報機関のエージェントであり、優秀かつ冷酷。「RAVEN」という名はコードネームで、本名は不明。国籍は明かされていないが、英語で喋る。スタイルは忍術だが、詳しい流派は不明。吉光を忍者と認めていないが、吉光に九字護身法の印の切り方をレクチャーしている場面もある。上司の無茶な要求を、困惑しつつも文句も言わずこなしていく。
『鉄拳5』では総司令部からの指令で三島財閥とG社を調査していたところ、三島財閥本丸にジャック-4の部隊が突撃している場面に出くわす。しばらくすると、無数のジャックが送り込まれた本丸が大爆発を起こし、周囲は業火に包まれる。ジャックの自爆攻撃に財閥の頭首、三島平八が巻き込まれたのを確認し、本部に「三島平八死亡」を報告する。翌日、全世界に平八の死亡が報じられ、三島財閥は終焉するかに思われていたが、何者かが財閥のトップに立ったことが判明。それから1ヵ月後にThe King of Iron Fist Tournament 5が開催されると、真相を探るために潜入する。大会に潜入中、死んだと思っていた平八に遭遇し戦闘となるが、本部から帰還命令が出たため撤退。
『鉄拳6』では、時が経つごとに激しさを増す三島財閥とG社の争いの中、事態の沈静化に向けて潜入を開始する。『鉄拳6』のストーリー「シナリオキャンペーン」では当初、反乱部隊のリーダーであるラース・アレクサンダーソンと、ラースに同行するアリサ・ボスコノビッチの旅を偵察していた。ラース達がいよいよ三島財閥へ突入する段階、セントラルタワーに続く地下通路で足止めを食らっているとラース達の前に現れ、戦闘を引き受ける。ラース達2人を先に行かせると、巨大戦闘ロボット“NANCY-MI847J”を相手に見事勝利。その後、静まり返った三島財閥で1人佇むラースのもとに辿り着く。これまでの旅が三島財閥頭首、風間仁の手の内であったことやアリサが本来の機能を取り戻し、敵となったことに意気消沈しているラースを奮起させると、共に古代遺跡のある砂漠へと向かう。砂漠・遺跡のステージではアリサに代わり、サポート役として同行。ラースと協力してターゲットを倒し、機能停止状態のアリサを連れてヴァイオレット・システムズまで帰還した後、「明日にはお前の敵になっているかもしれん」と告げてラースのもとを去る。物語の最後、ある報告を受けて再度、遺跡のあった砂漠を訪れる。砂地に埋もれている仁の姿を確認すると、その身柄の回収を命じる。
その後も世界各地の紛争を未然に防ぐための活動に従事するが、世界は三島財閥とＧ社による戦争に翻弄されていた。更なる混沌の中でも任務を遂行すべく、かつての忍術の師の元で自身のアップデートを考え、上層部に願い出る。レイヴンの欠員をカバーできるのは半年程度と告げられ、限られた期間で成果を得るべく、元々得意とする術の強化に焦点を絞った修行に挑む。数か月、“影分身”の奥義を会得したレイヴンのもとに、上層部から帰還を命じられ、彼は修行の地を出立するのだった（『鉄拳8』）。
ストームブリンガー、レーヴァテイン、マインゴーシュなどの武器の名前、またケルベロス、スレイプニル、サラマンダーなどの想像上の動物や神の名前を冠する技が多い。
パチスロ鉄拳2ndでは、ラースステージにおいて出演している。レイヴンが登場するだけで勝利が確定するというプレミアムバトルが存在する。

### 麗奈［Reina］
- キャッチコピー：瞬撃の紫電
- 格闘スタイル：不明
- 国籍：不明
- 登場：鉄拳8
- 声：瀬戸麻沙美[115]

身長162cm、体重51kg。
"三島工業高等専門学校の学生である"ということ以外は全てが謎のミステリアスな少女。
正体については『鉄拳8』の「主要登場キャラクター2」の麗奈の正体を参照。

### レオ［Leo］
- 格闘スタイル：八極拳
- 国籍：ドイツ
- 登場：鉄拳6以降全作
- 声：ヴェロニカ・タイラー(鉄拳6、鉄拳7)、Philipp Zieschang(鉄拳TT2以降)

身長178cm、体重58kg。
本名は「Eleonora Kliesen」（読みはエレオノーラ・クリーゼン）。
年齢は初登場の『鉄拳6』と『鉄拳7』で19歳。
父は世界的な探検家かつ考古学者であるニクラス・クリーゼンで、母のエマは遺伝子研究の権威であるG社の幹部であり、亡き父と同じ探検家になるべく母親の下で育つ。しかし、その母も何者かに殺害されてしまい、自らの手で真相を暴こうと奔走する。やがて三島一八が浮かび上がるが、一八が率いるG社は世界の英雄としてもてはやされているので簡単には近づけなかった。そんな時耳にしたThe King of Iron Fist Tournament 6が仇を討つ唯一のチャンスと思い、大会に参加する。
『鉄拳TT2』で、母のエマが過去に三島財閥の研究者であったことが判明（『TT』シリーズでストーリーが進展するのは現時点でレオのみ）。母の足跡をたどるため、The King of Iron Fist Tournament 7に参加する。
漫画版でも登場。漫画版ではリリの執事（セバスチャン）が休職中のため、その代理として登場している。ゲームと比べると性格に変更が見られ、性別も男で間違いない模様。
中国武術の八極拳を使いこなすだけあり、格闘スタイルがジュリアやシャオユウ、ワンと似ている。なお、どのような経緯で八極拳を習おうと考え、その取得に至ったかは不明。
中性的な容姿をしており、一人称は「ボク」。カスタマイズアイテムでは男性キャラクター専用の武器「スレッジハンマー」を装備できる一方で、Hairアイテムでは女性キャラクター限定のアイテムも装備することができ、『鉄拳TT2』での水着コスチュームで男女両方の水着が用意されているために性別が曖昧。
2011年秋にドイツで行われたイベントにてプロデューサーの原田勝弘が開発当初は女性として作っていたとコメント（あくまでも開発当初のみでありその後原田より性別不詳と改めて発言している）。
『鉄拳7FR』では白を基調とした服を着ている。

### ロジャー［Roger］
- キャッチコピー：アニマルコマンダー
- 格闘スタイル：コマンドレスリング
- 国籍：無し
- 登場：鉄拳2、鉄拳TT、鉄拳5、鉄拳5DR、鉄拳6、鉄拳TT2（鉄拳5以降ムービーのみ）

年齢、血液型共に不明。身長160cm、体重80kg。
三島一八が私設軍隊を作るにあたり研究・開発させた、DNA操作をされた凶暴なカンガルー。『鉄拳2』では、大会から自分のテリトリーに迷い込んできたものを抹殺するために待ち続けている。
The King of Iron Fist Tournament 2終了後は繁殖に成功し、親子3匹で仲良く暮らしていたが、アレックスと共にDr.アベル擁する三島財閥閥に捕獲される。彼を探すために妻と息子がThe King of Iron Fist Tournament 5に出場。『鉄拳5』のエンディングでは無事ロジャーJr.に発見されるものの、本人は家族の心配を他所にニートに近い状態で悠々自適に生活しており、そのせいで息子に殴り飛ばされた上に妻に愛想を尽かされ、離婚されてしまう。
『鉄拳6』のエンディングでは何とかロジャーママと復縁できたものの、すでにコマンドレスリングの腕は息子の方が上回っており、さらに他の雌カンガルーたちとの浮気写真が見つかってロジャーママに殴り飛ばされる。『鉄拳TT2』のエンディングではアレックスと仲良くなったロジャーママやロジャーJr.の姿を目撃して、家族に見放されたと勘違いしてしまう。
『鉄拳2』では通常のCPU戦として出てくることはないが、3人目をグレイト勝ちすることにより登場する（ただし三島一八でプレイしている場合は別で中ボスとして登場する）。

### ロジャーJr.［Roger Jr.］
- 格闘スタイル：コマンドレスリング
- 国籍：無し
- 登場：鉄拳5、鉄拳5DR、鉄拳6、鉄拳6BR、鉄拳TT2

ロジャーの息子。父親が連れ去られた謎を追ってThe King of Iron Fist Tournament 5に参加。母親の袋に入って戦うとされているが実際に戦うのは母であるロジャーママであり、息子は袋の中で同じ動きをするだけ。
結局父親は見つかったものの、父親はJr.たちの知らない場所でただ怠惰な生活を送っていただけで、その体たらくに呆れたロジャーママはとうとう離婚してしまう（『鉄拳5』）。母子家庭となったが生活は辛く、安定した生活を得るためにロジャー一家は再び大会に参加することを決意する（『鉄拳6』）。
まだJr.のみで実戦に立ったことはないが、すでに実力は父親を凌駕し、『鉄拳タッグトーナメント2』ではアレックスを返り討ちにできるほどの腕を持っている。

### ロデオ［Rodeo］
アメリカ中部で生まれ育った男性、スマートフォン向けアプリ『鉄拳』で　全世界事前登録数150万人を達成した記念として配布された。本名は、ボウ・モンタナ。
大学ではフットボールに明け暮れ、キャプテンとして活躍し、州を代表するチャンピオンとなった。しかし家族の生活は厳しく、一家が経営する牧場を守るために、卒業後は海軍に志願した。
鉄拳衆の作戦を阻止する極秘任務中、ロデオと仲間たちは突如として現れた謎の邪悪な球体に襲われ、力を奪われてしまった。ただ一人難を逃れたロデオは、捕らえられた仲間を救出し、力を取り戻すため、戦いへ向かう。

## わ行

### 王 椋雷（ワン・ジンレイ）［Wang Jinrei/Wang Jinglei］
- キャッチコピー：闘う哲人
- 格闘スタイル：心意六合拳
- 国籍：中華民国（台湾）[28]
- 登場：鉄拳、鉄拳2、鉄拳TT、鉄拳5、鉄拳5DR、鉄拳6、鉄拳6BR、鉄拳TT2
- 声：大木民夫（鉄拳〜鉄拳TT）→Hu Qian（鉄拳5〜）

年齢は『鉄拳』で82歳、『鉄拳2』で84歳、『鉄拳3』（未登場）時で103歳、『鉄拳4』（未登場）、『鉄拳5』と『鉄拳6』で105歳。血液型はB型。身長165cm、体重56kg。
元・華僑の重鎮で、心意六合拳の使い手。シャオユウの遠戚であり、拳法の師匠でもある。
親友である三島仁八の志を継ぎ、平八の野望を食い止めるため第1回鉄拳大会に参加。また、これにはマーシャルの実力を確かめるという目的もあった。2年後、第2回大会の開催を知り、「平和のために三島家を滅ぼさなければならない」という仁八の遺志を継承、自ら一八を倒すことを決意する。また、自分以外に一八を倒せそうな者には道を譲るつもりで、再び大会に参加した。ここでも、準の力量を測ろうとしている。その後長い年月が経ったある日、突然三島仁八からトーナメントの招待状が届く。死んだと思われていた仁八の真実を確かめるため、第5回大会に参加を決める。しかし大会では仁に敗れ、彼が頭首となった三島財閥は世界各地で戦争を開始してしまう。仁と三島財閥の暴挙を止められなかったことを悔い、今度こそ三島の血を滅ぼすため第6回大会に参戦した。『鉄拳6』のストーリー「シナリオキャンペーン」では、ラース・アレクサンダーソンとアリサ・ボスコノビッチが訪ねてきた際に、アザゼルの手掛かり（「闘神」関連の碑文）の存在を教えている。また、おぼろげながらラースやアリサの正体に勘付いており、アリサがいずれラースの脅威になることを彼に忠告した。
当初はミシェールのコンパチブルだったが、シリーズが進むにつれて完全に別キャラクターになっていった。
スティーブらと並び、まともな理由で戦いに挑んでいる数少ない人物。一方、『鉄拳TT2』では老人キャラクター故に人気がなく目立たないことを悲観しており、仁八やボスコノビッチ、セバスチャンらを巻き込み、「どうすれば自分たちの人気が出るのか」を協議するという全体的にメタフィクションなエンディングで初めてコミカルな一面を見せた。
また、シャオユウに三島財閥の存在を教えたのは彼であり、彼女が三島家を巡る戦いに身を投じるきっかけを作っている（『鉄拳3』におけるシャオユウの公式ストーリーより）。
『鉄拳6』のエンディングにおいて、アザゼルを倒した直後に息絶えたかのような描写がなされているが、『鉄拳TT2』に何事もなかったかのように登場しており、エンディングでは仁八からその点に関してツッコミを受けていた。
パチスロ鉄拳2ndにもプレミアキャラクターとして登場している。